# Lista över svenska dagstidningar
Det här är en lista över svenska dagstidningar. Urvalet grundar sig på Presstödsnämndens definition av en dagstidning:
Enligt 1 kap. 6 § presstödsförordningen är en dagstidning en allmän nyhetstidning eller publikation av dagspresskaraktär med reguljär nyhetsförmedling eller allmänpolitisk opinionsbildning. Den ska normalt komma ut med minst ett nummer per vecka och ha ett innehåll som i huvudsak är skrivet på svenska samt i huvudsak distribueras inom landet. Den ska vidare komma ut under ett eget namn och dess eget redaktionella innehåll ska utgöra minst 55 procent av det totala redaktionella innehållet. Med dagstidning avses inte en tidning som normalt kommer ut med ett eller två nummer per vecka och vars redaktionella innehåll till övervägande del är inriktat på avgränsade intresseområden eller delar av samhället, exempelvis näringsliv och affärsverksamhet, konsumentpolitik, miljöfrågor, idrott, friluftsliv eller frågor med anknytning till kyrkoliv och religion.
Även gratistidningar utan prenumerationer men av klar dagstidningskaraktär, som Metro och City, återfinns på listan. Mindre lokala reklamfinansierade annonstidningar tas inte med för att de inte kan definieras som dagstidningar. Webbtidningar är inte heller inkluderade.
Finlandssvenska och sverigefinska tidningar redovisas i särskilda avsnitt nedan.
Listan innehåller både aktiva och nedlagda tidningar. Den är under uppbyggnad och gör ej anspråk på att vara komplett.

## Lista över svenska dagstidningar
Dagstidningar (och editioner), utgivna i pappersformat.
| Titel                                                            | Utgivningsår                                  | Spridning                                              | Utgivningsort                                     | Tryckort                                          | Politisk färg                                                               | Utgivningsfrekvens                                                               | Editioner |
| ---------------------------------------------------------------- | --------------------------------------------- | ------------------------------------------------------ | ------------------------------------------------- | ------------------------------------------------- | --------------------------------------------------------------------------- | -------------------------------------------------------------------------------- | --- |
| Academiska och Stifts Tidningar utgifne i Lund                   | 1773                                          | Lund                                                   | Lund                                              | Lund                                              | Akademisk tidning med uppgifter om universitet och stiftet men även nyheter | En dag i veckan, lördagar                                                        | Nej |
| Adressbladet                                                     | 1876-1877                                     | Stockholm                                              | Stockholm                                         | Stockholm                                         | Mest reklam                                                                 | 2 dagar i veckan                                                                 | Nej |
| Adress-Kontor för Östergötland med Wadstena län                  | 1831                                          | Östergötland                                           | Linköping                                         | Linköping                                         |                                                                             | 2 dagar i veckan                                                                 | Nej |
| Afton-Bladet                                                     | 1784                                          | Stockholm                                              | Stockholm                                         | Stockholm                                         | ?                                                                           | Sex dagar i veckan                                                               | Nej |
| Aftonbladet                                                      | 1830–                                         | Riks                                                   | Stockholm                                         | Stockholm                                         | Socialdemokratisk                                                           | Sju dagar i veckan                                                               | Ja Halvveckoupplagan 1897–1940 Aftonbladet veckoupplaga för Finland 1918–1920 Aftonbladet Veckoupplagan 1898–1931               |
| Aftonbladet Göteborg                                             | 1811–1833                                     | Göteborg                                               | Göteborg                                          | Göteborg                                          | ?                                                                           | Tre eller fyra dagar i veckan                                                    | Nej |
| Aftonbladet (Norrköping)                                         | 1833–1836                                     | Norrköping                                             | Norrköping                                        | Norrköping                                        | ?                                                                           | En till fyra dagar i veckan                                                      | Nej |
| Afton-Posten                                                     | 1815                                          | Stockholm                                              | Stockholm                                         | Stockholm                                         | ?                                                                           | Tre dagar i veckan                                                               | Kom ut januari till maj 1815 |
| Aftonposten (extern länk)                                        | 1897:                                         | Stockholm                                              | Stockholm                                         | Stockholm                                         | ?                                                                           |                                                                                  | Blott ett fyrasidigt provnummer kom ut 2 januari 1897                                                                           |
| Aftonposten                                                      | 1951–1956                                     | Göteborg                                               | Göteborg                                          | Göteborg                                          | Högerpartiet                                                                | 7 dagar i veckan                                                                 | Efterföljare till morgonposten.                                                                                                 |
| Aftonposten(extern länk)                                         | 1982–1987                                     | Göteborg                                               | Västra Frölunda                                   | Västra Frölunda                                   | ?                                                                           | Helgtidning en dag i veckan                                                      | 1972–1982 ej dagstidning utan klassad som vardagstryck.                                                                         |
| Aftontidningen                                                   | 1889-1890                                     | Stockholm                                              | Stockholm                                         | Stockholm                                         |                                                                             | 6 dagar i veckan                                                                 | Uppgick 1890 liksom Morgontidningen i Stockholmstidningen                                                                       |
| Aftontidningen                                                   | 1942–1956                                     | Riks                                                   | Stockholm                                         | Stockholm                                         | Socialdemokratisk                                                           |                                                                                  | Nej |
| Afton-Tidningen                                                  | 1909–1920                                     | Riks                                                   | Stockholm                                         | Stockholm                                         | Vänsterradikal,förbudsvänlig                                                | Sex eller sju dagar i veckan                                                     | Ja |
| Aktuellt i Politiken                                             | 1953–1992 tidskrift 1992– dagstidning         | Riks                                                   |                                                   |                                                   | Socialdemokratisk                                                           | En dag i veckan från 1992                                                        | Nej |
| Alekuriren                                                       | 1996                                          | Ale och Lilla Edets kommuner                           | Älvängen                                          | Borås                                             | Opolitisk                                                                   | En dag i veckan, tisdagar                                                        | Räknas som dagstidning från 2006 av KB                                                                                          |
| Alfvesta Tidning                                                 | 1898–1899                                     | Alvesta                                                | Växjö                                             | Växjö                                             |                                                                             | En dag i veckan, fredagar                                                        | Nej |
| Alingsås nyheter                                                 | 1917–1920                                     | Alingsås                                               | Alingsås                                          | Alingsås                                          | höger konservativ                                                           | Två eller tre dagar i veckan                                                     | Uppgår i Älvsborgs Nyheter |
| Alingsås Allehanda                                               | 1935–1936                                     | Alingsås                                               | Alingsås                                          | Trollhättan                                       | konservativ                                                                 | Två dagar i veckan                                                               | Nej |
| Alingsås Tidning                                                 | 1865-                                         | Alingsås                                               | Alingsås                                          | Alingsås Landvetter                               | Liberal                                                                     | Tre dagar i veckan                                                               | Startades under titeln Alingsås Weckoblad                                                                                       |
| Alingsåskuriren                                                  | 1969–                                         | Alingsås                                               | Alingsås                                          |                                                   | Opolitisk                                                                   | En dag i veckan                                                                  | Gratistidning |
| Allehanda                                                        | 1827-1893                                     | Malmö                                                  | Malmö                                             | Malmö                                             | Liberal                                                                     | En till sex dagar i veckan                                                       | Malmö Allehanda och Malmö Nya Allehanda var andra titlar som tidningen använde                                                  |
| Allehanda Karlskoga-Degerfors se Nerikes Allehanda               | 1973–1982                                     | Karlskoga Degerfors                                    | Örebro                                            | Örebro                                            | Liberal frisinnad                                                           | ?                                                                                | Edition till Nerikes Allehanda                                                                                                  |
| Allehanda                                                        | 1881–1885                                     | Örebro Län                                             | Lindesberg                                        | Lindesberg                                        | Frisinnad                                                                   | Endags, fredag eller lördag                                                      | Edition Allehanda och Bergslags-Posten hade alldeles samma innehåll som den av Anders Ericson även utgivna Karlskoga-Posten     |
| Allehanda                                                        | 1899–1905                                     |                                                        | Stockholm                                         | Stockholm                                         |                                                                             | En gång i veckan, lördagar                                                       | Nya Dagligt Allehanda veckoblad, edition                                                                                        |
| Allehanda för folket                                             | 1872–1889                                     | Örebro                                                 | Örebro                                            | Örebro                                            | Liberal                                                                     | En gång i veckan, veckoupplaga av Nerikes Allehanda                              | 1886-1887 Illustreradt Allehanda tryckt på finare papper med samma innehåll                                                     |
| Allmänna Annonsbladet (extern länk)                              | 1886–1887                                     | Sölvesborg                                             | Sölvesborg                                        | Sölvesborg Sölvesborgs Allehanda tryckeri         | Annonsblad                                                                  |                                                                                  | Edition Se Sölvesborgs Allehanda                                                                                                |
| Allmänna Länstidningen för Elfborgs läns städer och landsbygd.   | 1894–1897                                     | Elfsborgs län                                          | Göteborg                                          | Göteborg Göteborgs Aftonblads tryckeri            | Konservativ                                                                 | En dag i veckan, lördagar                                                        | Kom ut också i Bohus och Hallands län                                                                                           |
| Allmänna Tidningen                                               | 1853–1854                                     | Stockholm                                              | Stockholm                                         | Stockholm                                         | Radikal folklig                                                             | Sex dagar i veckan, sen en dag/vecka                                             | Nej |
| Allmänna Tidningar                                               | 1782                                          | Nyköping                                               | Nyköping                                          | Nyköping                                          | En dag i veckan                                                             | Titel använd 1792 av Nyköpings Wecko-Blad                                        | Se Nyköpings Wecko-Blad |
| Allmän Politisk Jurnal. (tidningens titel stavades så!)          | 1811                                          | Stockholm                                              | Stockholm                                         | Stockholm                                         | Skulle komma ut 2 dagar i veckan                                            | Endast tre nummer utkom. Tidningen indragen. Utgivaren dömd till fängelse,       | |
| Allmänna Journalen                                               | 1809–1837                                     | Stockholm                                              | Stockholm                                         | Stockholm                                         | Politisk litterär tidskrift                                                 | Först tre i veckan sedan sex i veckan 1810-1834                                  | Andra titlar Journal för Litteraturen och Theatern 1809–1813. Allmänna Journalen 1813– 1824 och sedan bara Journalen 1824-1837. |
| Allmänna Opinionens Organ.                                       | 1810                                          | Stockholm                                              | Stockholm                                         |                                                   | Politisk skrift                                                             | 32 nummer                                                                        | Ej dagstidning.åtalad och nedlagd                                                                                               |
| Alingsås Tidning Alingsås Weckoblad till 1888                    | 1865                                          | Alingsås Vårgårda Herrljunga                           | Alingsås                                          | Alingsås                                          | Oberoende liberal                                                           | Tre dagar i veckan                                                               | Nej |
| Almänna tidningar                                                | 1770-1771                                     | Stockholm                                              | Stockholm                                         | Stockholm                                         | Gjörwels tidning                                                            | 4-6 dagar i veckan                                                               | Fortsattes av Nya Almänna Tidningar ' och Nyare Almänna Tidningar                                                               |
| Alternativet se Miljömagasinet Alternativet                      | 1981–                                         | Riks                                                   | Stockholm                                         | Södertälje Norrtelje Västerås                     | Miljöpartiet, obunden                                                       | En dag i veckan                                                                  | Nej |
| Anderslöfs-Posten                                                | 1882-1885                                     | Anderslöv                                              | Trelleborg                                        | Trelleborg                                        | Liberal                                                                     | Två dagar i veckan onsdag och lördag                                             | Edition till Trelleborgs Allehanda                                                                                              |
| Anmärkaren                                                       | 1816-1829                                     | Stockholm                                              | Stockholm                                         | Stockholm                                         | Samhällsgranskande                                                          | Två dagar i veckan onsdag och lördag                                             | |
| Anmärkarne                                                       | 1820                                          | Stockholm                                              | Stockholm                                         | Stockholm                                         | Samhällsgranskande                                                          | Två dagar i veckan onsdag och lördag                                             | Ersatte Anmärkaren då denna var indragen.                                                                                       |
| Annons-Nyheter(extern länk)                                      | 1885                                          | Stockholm Endast provnummer kom ut                     | Stockholm Endast provnummer kom ut                | Stockholm Endast provnummer kom ut                | Stockholm Endast provnummer kom ut                                          | Stockholm Endast provnummer kom ut                                               | Stockholm Endast provnummer kom ut                                                                                              |
| Annons- och Nyhetsblad för staden Lund (extern webbplats)        | 1865                                          | Lund                                                   | Lund                                              | Lund Håkan Ohlssons tryckeri                      | ?                                                                           | En dag i veckan                                                                  | Kortlivad |
| Annons-Posten (extern webbplats)                                 | 1887                                          | Stockholm                                              | Stockholm                                         | Stockholm                                         | ?                                                                           | En dag i veckan                                                                  | Bara två nummer kom ut |
| Annons-Tidning för Strengnäs stad och landsort                   | 1856                                          | Strängnäs                                              | ?                                                 | Stockholm                                         | ?                                                                           | En dag i veckan, lördagar                                                        | Bara 32 nummer kom ut |
| Annons-Tidningen                                                 | 1898-1902                                     | Trelleborg Sydvästra Skåne                             | Trellebog                                         | Trelleborg Malmö                                  | ?                                                                           | En dag i veckan. lördagar                                                        | Nej |
| Annonsblad för Dalarne                                           | 1881-1883                                     | Dalarna                                                | Falun                                             | Falun                                             | ?                                                                           | Bara 2 nummer i månaden inte dagstidning                                         | Övergår i Dalaposten 1883 |
| Annonsblad för Elfsborgs län (extern webbplats)                  | 1882                                          | Borås                                                  | Borås                                             | Borås                                             | ?                                                                           | Två dagar i veckan                                                               | Bara åtta nummer kom ut |
| Annonsblad för Industri, Handtverk och Handel (Praktisk tidning) | 1896-1897                                     | Göteborg                                               | Göteborg                                          | Göteborg                                          | Konservativ                                                                 | En dag i veckan                                                                  | Övergår i Praktisk Tidning 1897                                                                                                 |
| Annonsblad för Norrköping                                        | 1845                                          | Norrköping                                             | Norrköping                                        | Norrköping                                        | ?                                                                           | Två dagar i veckan, onsdagar och lördagar                                        | Bilaga till Östgötapatrioten |
| Annonsblad för Stockholm (extern webbplats)                      | 1878–1880                                     | Stockholm                                              | Stockholm                                         | Stockholm                                         | ?                                                                           | En dag i veckan                                                                  | Bilaga till Aftonbladets Stockholmsupplaga                                                                                      |
| Annonsbladet för Vestergötland                                   | 1894-1900                                     | Västergötland                                          | Skövde                                            | Skövde                                            | Lantmannapartiet                                                            | En dag i veckan. fredagar                                                        | |
| Annonsblad för Gotland                                           | 1879–1883                                     | Gotland                                                | Visby                                             | Visby                                             | ?                                                                           | En dag i veckan lördag eller fredag                                              | Nej |
| Annonsbladet                                                     | 1869                                          | Stockholm                                              | Stockholm                                         | Stockholm                                         | ?                                                                           | En dag i veckan, lördag                                                          | Gratistidning. Uppgår i Jernvägs- och Ångbåtstidning Nya Annonsbladet blir efterföljare                                         |
| Annonsbladet' (extern länk)                                      | 1871-1875                                     | Kungliga biblioteket saknar exemplar av tidningen      | Kungliga biblioteket saknar exemplar av tidningen | Kungliga biblioteket saknar exemplar av tidningen | Kungliga biblioteket saknar exemplar av tidningen                           | Kungliga biblioteket saknar exemplar av tidningen                                | Kungliga biblioteket saknar exemplar av tidningen                                                                               |
| Annonsbladet                                                     | 1898-1909                                     | Norrköping                                             | Norrköping                                        | Norrköping                                        | ?                                                                           | En dag i veckan. fredagar eller lördagar                                         | Gratistidning |
| Annonserna                                                       | 1892                                          | Söderköping                                            | Söderköping                                       | Söderköping                                       | ?                                                                           | En dag i veckan, fredagar                                                        | Nej |
| Annonskuriren                                                    | 1878–1879                                     | Stockholm                                              | Stockholm                                         | Stockholm                                         | ?                                                                           | två dagar i veckan tisdag och fredag                                             | |
| Annonstidning för Upland och Westmanland                         | 1885                                          | Enköpimg                                               | Enköpimg                                          | Enköpimg                                          | ?                                                                           | En dag i veckan                                                                  | Fortsättes i Enköpings Tidning                                                                                                  |
| Anmärckningar wid swenska post-tidningarne                       | 1734–1760                                     | Riket                                                  | Stockholm                                         | Stockholm                                         | ?                                                                           | En dag i veckan                                                                  | Bilaga till Stockholms Post-Tidningar                                                                                           |
| Ansgarii-Posten                                                  | 1887–1920                                     | Värmland                                               | Kristinehamn                                      | Kristinehamn Karlstad                             | Frisinnad kristen                                                           | Tre till fyra dagar / vecka                                                      | Avslutar som edition till Värmlandsposten                                                                                       |
| Arbetarbladet                                                    | 1902–                                         | Gävleborg Norra Uppland                                | Gävle                                             | Gävle                                             | Socialdemokratisk                                                           | Sju dagar i veckan                                                               | Ja |
| Arbetarebladet                                                   | 1869–1888                                     | Gävle                                                  | Gävle                                             | Gävle                                             | Frisinnad?                                                                  | En dag i veckan                                                                  | Nej |
| Arbetaren                                                        | 1881                                          | Stockholm                                              | Stockholm                                         | Stockholm                                         |                                                                             | Lördagar                                                                         | Nej |
| Arbetaren                                                        | 1922–2016 Webbtidning Två dagar i veckan 2016 | Riks                                                   | Stockholm                                         | Stockholm Norrtelje                               | Syndikalistisk                                                              | Dagstidning till 1958 Veckotidning 1958–2016 Webbtidning 2016                    | Nej |
| Arbetaren                                                        | 1868–1870                                     | Göteborg                                               | Göteborg                                          | Göteborg                                          | Arbetartidning                                                              | En dag i veckan                                                                  | Nej |
| Arbetaren                                                        | 1902–1906                                     | Motala                                                 | Motala                                            | Motala                                            | Socialdemokratisk                                                           | Tre dagar i veckan                                                               | Nej |
| Arbetarens Fristunder                                            | 1867-1868                                     | Växjö                                                  | Växjö                                             | Växjö                                             | ?                                                                           | En dag i veckan, onsdag eller lördag                                             | Bara 24 nummer kom ut |
| Arbetarens vän                                                   | 1885–1894                                     | Stockholm                                              | Stockholm                                         | Stockholm                                         | Frisinnad, nykterhetsvänlig                                                 | En dag i veckan                                                                  | Veckoupplagan |
| Arbetare-Vännen                                                  | 1863–1866                                     | Luleå                                                  | Luleå                                             | Luleå                                             | ?                                                                           | En dag i veckan                                                                  | |
| Arbetarekuriren                                                  | 1926–1942                                     | Göteborg                                               | Göteborg                                          | Göteborg                                          | Syndikalistisk                                                              | En dag i veckan                                                                  | Nej |
| Arbetarfolket                                                    | 1935–1937 1940–1957                           | Västernorrland                                         | Sundsvall Stockholm                               | Stockholm                                         | Sveriges kommunistiska parti                                                | Endagars Sexdagars                                                               | Ja |
| Arbetarfolkets röst                                              | 1937?–1943                                    | Gävleborg                                              | Gävle Sandviken Stockholm                         | Stockholm                                         | Sveriges kommunistiska parti Partidistrikt Gävle                            | En dagars tidning                                                                | |
| Arbetarpolitiken                                                 | 1921–1923                                     | Regionalt Norrland                                     | Borlänge Umeå                                     | Umeå                                              | Sveriges socialdemokratiska vänsterparti                                    | En dag i veckan                                                                  | Nej |
| Arbetarposten                                                    | 1934–1960                                     | Göteborg                                               | Göteborg                                          | Göteborg                                          | Vänstersocialistisk                                                         | En dag i veckan                                                                  | Nej |
| Arbetartidningen Arbetartidningen Ny Dag                         | 1929–1972 1972–1984                           | Göteborg                                               | Göteborg                                          | Göteborg 1929–1939 Stockholm                      | Sveriges kommunistiska parti                                                | 1929–1939 Veckotidning 1939–1964 sex dagar i veckan 1965 veckotidning            | |
| Arbetet Arbetet Nyheterna                                        | 1887–2000                                     | Malmö                                                  | Malmö                                             | Malmö                                             | Socialdemokraterna                                                          | 1887–1890 Veckotidning 1890–1945 sex dagar i veckan 1945–2000 sju dagar i veckan | Ja |
| Arbetet Arbetet Väst Arbetet Ny Tid                              | 1966–1983 1983–1999 1999–2000                 | Göteborg                                               | Göteborg                                          | Göteborg Malmö Göteborg                           | Socialdemokraterna                                                          | Sex dagar i veckan 1966–1996 Sju dagar i veckan 1996–2000                        | Nej |
| Arbetets frihet                                                  | 1924–1967                                     | Riks?                                                  | Sundsvall                                         | Sundsvall                                         | Borgerlig                                                                   | Endag i veckan 1924 till 1943                                                    | Centralförbundet för arbetets frihet. Dagstidning till 1943 sedan tidskrift.                                                    |
| Arbetarepartiets Bibliotek                                       | 1896–1897                                     | Stockholm                                              | Stockholm                                         | Stockholm                                         | Socialistisk idétidning                                                     | En dag i veckan                                                                  | |
| Arbetarns ring                                                   | 1883                                          | Stockholm                                              | Stockholm                                         | Stockholm                                         | ?                                                                           | En dag i veckan                                                                  | Sistasidan av tidningen Budkaflen                                                                                               |
| Arboga                                                           | 1888–1889                                     | Arboga                                                 | Köping                                            | Köping                                            | Konservativ                                                                 | Två dagar i veckan, tisdag och fredag                                            | Närstående Köping-Posten |
| Arbogabladet                                                     | 1848–1849                                     | Arboga                                                 | Arboga                                            | Arboga                                            | ?                                                                           | En dag i veckan, fredagar                                                        | Nej |
| (Nya) Arbogabladet                                               | 1850                                          | Arboga                                                 | Arboga                                            | Arboga Eskilstuna                                 |                                                                             | En dag i veckan, först fredagar, sedan lördagar                                  | Nej |
| Arboga Nyheter                                                   | 1904–1905                                     | Arboga                                                 | Arboga                                            | Örebro                                            | Frisinnad                                                                   | Tre dagar i veckan                                                               | Nej Närstående tidning? |
| Arboga Tidning                                                   | 1851–1855                                     | Arboga                                                 | Arboga                                            | Arboga                                            | Liberal                                                                     | En dag i veckan, fredagar                                                        | Nej |
| Arboga Tidning                                                   | 1858–1880                                     | Arboga                                                 | Arboga                                            | Arboga                                            | Liberal                                                                     | En till två dagar i veckan                                                       | Nej |
| Arboga Tidning                                                   | 1881–                                         | Köping Arboga Kungsör                                  |                                                   |                                                   |                                                                             | Tre dagar i veckan webbtidning sju dagar i veckan                                | Edition : Bärgslagsbladet |
| Arboga Weckoblad                                                 | 1839                                          | Arboga                                                 | Arboga                                            | Arboga                                            | ?                                                                           | En dag i veckan, fredagar                                                        | Nej |
| Arboga Weckoblad                                                 | 1847                                          | Arboga                                                 | Arboga                                            | Arboga                                            | ?                                                                           | En dag i veckan, lördagar                                                        | Nej |
| Nya Weckobladet i Arboga                                         | 1853–1855                                     | Arboga                                                 | Arboga                                            | Arboga                                            | Konservativ i opposition till Arboga Tidning (1851)                         |                                                                                  | Nej |
| Arboga Weckoblad                                                 | 1855–1858                                     | Arboga                                                 | Arboga                                            | Arboga                                            | ?                                                                           | En dag i veckan, fredagar                                                        | Nej |
| Arboga Weckoblad                                                 | 1867                                          | Arboga                                                 | Arboga                                            | Arboga                                            | ?                                                                           | En dag i veckan, tisdagar                                                        | Nej |
| Arboga-Posten                                                    | 1880–1881                                     | Arboga                                                 | Arboga                                            | Arboga/ sista nr i Köping                         |                                                                             | En dag i veckan                                                                  | Nej |
| Arbogaposten                                                     | 1923–1929                                     | Arboga                                                 | Arboga                                            | Köping Arboga                                     | Frisinnad                                                                   | Tre dagar i veckan                                                               | Nej |
| Argi tidningar                                                   | 1771                                          | Stockholm                                              | Stockholm                                         | Stockholm                                         |                                                                             | Två dagar i veckan                                                               | Nej |
| Argus                                                            | 1820–1838                                     | Stockholm                                              | Stockholm                                         | Stockholm                                         |                                                                             | Två dagar i veckan                                                               | Nej |
| Ariel                                                            | 1938–1965                                     | Riks                                                   | Stockholm –1958 Borås 1958–                       | Stockholm Mölndal                                 | Nykterhetstidning                                                           | En dag i veckan till 1961 1961–1964 Tidskrift                                    | Nej |
| Aros                                                             | 1865–1869                                     | Västerås med omnejd                                    | Västerås                                          | Västerås                                          | Konservativ i opposition mot VLT som då var radikalt liberal                | Två dagar i veckan                                                               | Nej |
| Arvika Allehanda                                                 | 1890–1894                                     | Arvika Västra Värmland                                 | Arvika                                            | Karlstad Kristinehamn                             | Liberal                                                                     | En dag i veckan                                                                  | Efterföljare Arvika Nyheter |
| Arvikakuriren                                                    | 1905                                          | Västra Värmland                                        | Arvika                                            | Arvika                                            | Nykterhetstidning                                                           | En dag i veckan                                                                  | Nej |
| Arvika Nyheter                                                   | 1895–                                         | Arvika Eda                                             | Arvika                                            | Åmål, Karlstad. Arvika, Karlstad från 1970        | Moderat                                                                     | Tre dagar i veckan                                                               | Nej |
| Arvika Tidning                                                   | 1884–1962                                     | Värmland                                               | Arvika                                            | Kristinehamn till 1900, sedan Arvika              | Moderat, frisinnad, i slutet opolitisk                                      | Tre dagar i veckan                                                               | Fryksdalstidningen Nordmarkingen                                                                                                |
| Askersunds tidning                                               | 1857–1878                                     | Askersund                                              | Askersund                                         | Askersund                                         | ?                                                                           | En dag i veckan, lördagar                                                        | Fortsättes av Askersunds Weckoblad                                                                                              |
| Askersunds Weckoblad                                             | 1879–1917                                     | Askersund Södra Närke och norra Öst- och Västergötland | Askersund                                         | Askersund                                         | Moderat                                                                     | En dag i veckan, lördagar. Sen tre dagar i veckan till nedläggning               | Fortsattes av Askersunds tidning                                                                                                |
| Askersunds tidning                                               | 1917–1957                                     | Askersund                                              | Askersund                                         | Askersund                                         | Moderat i slutet opolitisk                                                  | Två–tre dagar i veckan                                                           | Efterföljare till Askersunds Weckoblad                                                                                          |
| Askersundsbygdens Tidning                                        | 1956–1960                                     | Motala                                                 | Motala                                            | Motala                                            | Oberoende                                                                   | Tredagar i veckan.                                                               | Edition till Motala Tidning |
| Askersundstidningen Sydnerkingen                                 | 1890–1891                                     | Askersund                                              | Askersund                                         | Askersund                                         | ?                                                                           | En dag i veckan, lördagar                                                        | Nej |
| Aurora                                                           | 1899–1957                                     | Ystad                                                  | Ystad                                             | Ystad                                             | Socialdemokratisk                                                           | Veckotidning 1899 Sex dagar i veckan 1907–1957                                   | Nej |
| Avesta                                                           | 1911                                          | Avesta                                                 | Avesta                                            | Falun                                             | Annonsblad                                                                  | En dag i veckan, onsdagar                                                        | Nej |
| Avesta Allehanda                                                 | 1877–1881                                     | Avesta                                                 | Avesta                                            | Avesta                                            | ?                                                                           | En dag i veckan                                                                  | Nej |
| Avesta Tidning Edition av Dalarnas tidning                       | 1882–                                         | Avesta                                                 | Avesta                                            |                                                   | Oberoende liberal                                                           | Tre dagar i veckan                                                               | Nej |
| Avesta-Posten                                                    | 1887–1951                                     | Södra dalarna Bergslagen i Västmanland                 | Hedemora                                          | Hedemora                                          | liberal, opolitisk                                                          | Två dagar / vecka till 1902 Tre dagar / vecka till 1951                          | Nej |
| Avisen                                                           | 1889–1895                                     | Resande                                                | Stockholm                                         | Stockholm                                         | ?                                                                           | Två dagar i veckan                                                               | Nej |
| Axplockaren                                                      | 1829–1830                                     | Stockholm                                              | Stockholm                                         | Stockholm                                         | politisk                                                                    | Två dagar i veckan                                                               | Nej |

### B
| Titel                             | Utgivningsår | Spridning                                              | Utgivningsort                  | Tryckort                                | Politisk färg                                   | Utgivningsfrekvens                                                   | Editioner |
| --------------------------------- | ------------ | ------------------------------------------------------ | ------------------------------ | --------------------------------------- | ----------------------------------------------- | -------------------------------------------------------------------- | --- |
| Badgästen                         | 1911         | Båstad                                                 | Båstad                         | Laholm                                  | Opolitisk                                       | Sommartid lördagar                                                   | Nej |
| Badgästtidningen                  | 1912–1915    | Båstad, Mölle, Arild, Viken, Skälderviken              | Båstad                         | Halmstad                                | Opolitisk                                       | Sommartid lördagar                                                   | Två editioner 1913 Båstad / Mölle |
| Badortstidningen                  | 1916–1927    | Sveriges havsbadorter och brunnsorter                  | Göteborg / Helsingborg         | Göteborg                                | Opolitisk                                       | Sommartid lördagar                                                   | Nej |
| Barometern                        | 1841–        | Kalmar Län                                             |                                |                                         |                                                 | Sex dagar i veckan                                                   | Oskarshamns Tidning Barometerns Weckoblad 1911 |
| Bengtforstidningen Dalslänningen  | 1925–        | Bengtfors, Dalsland                                    | Bengtsfors                     | Bengtsfors till 1971, sedan Karlstad    | Opolitisk                                       | Två dagar i veckan                                                   | Hette 1925–1927 Bengtforstidningen, sedan Bengtforstidningen-Dalslänningen med editionen Mellerud 1927–1936                                                                           |
| Bergslagen                        | 1901–1915    | Filipstad med omgivning                                | Filipstad                      | Kristinehamn Filipstad                  | Frisinnad Moderat                               | Två och tre dagar i veckan                                           | Inga editioner |
| Bergslagen                        | 1922         | Bergslagen                                             | Lindesberg                     | Lindesberg                              | Högerpartiet                                    | Två dagar i veckan                                                   | |
| Bergslagen                        | 1928–1932    |                                                        |                                |                                         |                                                 |                                                                      | |
| Bergslagernas Nyheter             | 1898–1899    | Bergslagen                                             | Örebro                         | Örebro                                  | ?                                               | Två dagar i veckan                                                   | Nej |
| Bergslagernas Nyheter             | 1905–1922    | Bergslagen                                             | Filipstad                      | Kristinehamn Filipstad                  | Frisinnad, radikal                              | Två eller tre dagar i veckan                                         | Nej |
| Bergslagernas Nyheter             | 1930–1933    | Östra Värmland                                         | Filipstad                      | Filipstad                               | Frisinnad                                       | Tre dagar i veckan                                                   | Nej |
| Bergslagernas Tidning             | 1888–1951    | Delar av Örebro län med delar av Kopparbergs län       | Lindesberg                     | Lindesberg                              | Först konservativ sedan neutral eller opolitisk | Först två dagar i veckan onsdag och lördag sedan tre dagar i veckan. | Startades som tidningen Lindesberg. Tidning för Lindesbergs stad, Lindes, Ramsbergs och Nya Kopparbergs bergslager, Bytte namn 1888. Bilaga Bergslags Nisse Edition Bergsslagskuriren |
| Bergslagskuriren                  | 1921–1936    | Grängesberg Kopparberg Ludvika                         | Grängesberg                    | Lindesberg                              | Neutral med borgerlig hållning                  | två till tre dagar i veckan                                          | Edition till Bergslagernas tidning: |
| Bergslagsnisse                    | 1896–1902    |                                                        | Lindesberg                     | Lindesberg                              | ?                                               | En gång i veckan lördagar                                            | Bilaga till Bergslagernas tidning: Bergslagsnisse 1896--1902 |
| Bergslagsposten                   | 1881–1885    | Bergslagen i Örebro län och delar av Värmland          | Lindesberg                     | Lindesberg                              | Liberal                                         | En dag i veckan. torsdag                                             | Två andra editioner med samma innehåll Allehanda och Karlskoga-Posten |
| Bergslagsposten                   | 1892–2010    | Delar av Örebro län                                    | Köping Lindesberg              | Köping Örebro                           | Oberoende liberal                               | Sex dagar i veckan                                                   | Köps upp av Nerikes Allehanda 1943. 2006 edition tidningsnamnet försvinner 2010, Edition Dalaupplaga                                                                                  |
| Bernins tidning                   | 1888–1889    | Malmö                                                  | Malmö                          | Malmö                                   | ?                                               | En dag i veckan, oregelbundet                                        | Bara sju tidningar bevarade på KB i Stockholm |
| Bikupan                           | 1868–1869    | Malmö                                                  | Malmö                          | Malmö                                   | ?                                               | En dag i veckan, fredagar                                            | Nej |
| Blekingekuriren                   | 1892–1905    | Blekinge                                               | Karlskrona                     | Karlskrona                              | ?                                               | Tre, fyra och sex dagar i veckan                                     | Uppgick i Karlskrona-Tidningen |
| Blekingekuriren                   | 1919–1922    | Blekinge                                               | Ronneby                        | Trelleborg Linköping Malmö              | Vänstersocial-demokratisk                       | En-två dagar i veckan                                                | Långa utgivningsuppehåll |
| Blekingen                         | 1885–1892    | Blekinge                                               | Karlskrona                     | Karlskrona                              | ?                                               | En dag i veckan, fredagar                                            | Edition till Blekinge Läns Tidning |
| Blekingsposten                    | 1852–1884    | Blekinge                                               | Karlskrona                     | Karlskrona                              | ?                                               | Två–tre dagar i veckan                                               | Nej |
| Blekingeposten                    | 1909–1910    | Karlskrona                                             | Karlskrona                     | Karlskrona                              | Politiskt neutral                               | En dag i veckan, lördagar                                            | Nej |
| Blekingeposten                    | 1945–        | Blekinge                                               | Ronneby Bräkne Hoby Karlskrona | Ljungby Hässleholm Karlshamn Karlskrona | Centern                                         | En dag i veckan, nu torsdagar                                        | Inga editioner tryckt hos Smålänningen, Norra Skåne och Sydostpressarna i Karlskrona.                                                                                                 |
| Blekinge Dagblad                  | 1935–1940    | Blekinge                                               | Karlshamn                      | Karlshamn                               | Bondeförbundet                                  | Sex dagar i veckan                                                   | Karlshamnsupplaga Karlskronaupplaga |
| Blekinge Folkblad                 | 1903–1921    | Blekinge                                               | Karlshamn Karlskrona           | Malmö Jönköping Karlskrona Karlshamn    | Socialdemokratisk                               | En till sex dagar i veckan                                           | Senare Sydöstra Sveriges Dagblad |
| Blekinge Folkblad                 | 1943–1957    | Blekinge                                               | Ronneby Karlskrona             | Stockholm                               | Kommunistisk                                    | En dag i veckan utom 1954–1956, då sex dagar i veckan                | Avläggare till Ny Dag |
| Blekinge Läns Tidning             | 1869         | Blekinge                                               | Karlskrona                     | Karlskrona                              | Oberoende liberal                               | Sju dagar i veckan                                                   | Hvarannandagsupplaga 1905–1907. Edition Sölvesborgstidningen 1959–2019 och Karlshamns Allehanda 1976–2019                                                                             |
| Billingen                         | 1907–1915    | Skaraborg                                              | Skövde                         | Skövde                                  | Frisinnad                                       | Två dagar / vecka, tisdag och fredag                                 | Byter namn till Skaraborgstidningen 1915, blir Skövde Nyheter 1958–2007 |
| Birger Jarl                       | 1904–1920    | Stockholm                                              | Stockholm                      | Stockholm                               | Opolitisk                                       | En dag i veckan                                                      | Gratis annonstidning med turistinriktning |
| Bjäre Nu                          | 2017–        | Bjärehalvön                                            | Båstad                         | Linköping                               | Opolitisk                                       | En dag i veckan, söndagar                                            | Nej |
| Blixten                           | 1901–1902    | Tranås                                                 | Tranås                         | Oskarshamn                              | ?                                               | En dag i veckan, lördagar                                            | ? |
| Blänkaren                         | 1885         | Stockholm                                              | Stockholm                      | Stockholm                               | Radikal                                         | En dag i veckan, onsdagar                                            | Utkom bara 1885 |
| Boden                             | 1899–1905    | Boden                                                  | Luleå                          | Luleå                                   | Opolitisk Fosterländsk                          | En dag i veckan                                                      | Redaktion i Boden till juni 1900, sedan i Luleå där tidningen trycktes. |
| Bodenkuriren Norrbotten           | 1920         |                                                        |                                |                                         |                                                 |                                                                      | |
| Bodens Tidning                    | 1986–1988    |                                                        |                                |                                         |                                                 |                                                                      | |
| Bogesund                          | 1907–1921    |                                                        |                                |                                         |                                                 |                                                                      | |
| Bohus Dals Tidning                | 1935–1940    |                                                        |                                |                                         |                                                 |                                                                      | |
| Bohus Korrespondenten             | 1873–1876    |                                                        |                                |                                         |                                                 |                                                                      | |
| Bohusläningen                     | 1878–        | Bohuslän                                               |                                |                                         |                                                 | Sex dagar i veckan                                                   | |
| Bohusläns Tidning                 | 1838–1883    |                                                        |                                |                                         |                                                 |                                                                      | |
| Bohus-Dals Tidning                | 1936–1940    |                                                        |                                |                                         |                                                 |                                                                      | |
| Bohuskorrespondenten              | 1873–1876    |                                                        |                                |                                         |                                                 |                                                                      | |
| Bohuskusten                       | 1941–1943    |                                                        |                                |                                         |                                                 |                                                                      | |
| Bohuskusten                       | 1947–1965    |                                                        |                                |                                         |                                                 |                                                                      | |
| Bohusläns Allehanda               | 1887–1891    |                                                        |                                |                                         |                                                 |                                                                      | |
| Bohusläns Annonsblad              | 1891–1895    |                                                        |                                |                                         |                                                 |                                                                      | |
| Bohusläns Annonsblad              | 1924–1925    |                                                        |                                |                                         |                                                 |                                                                      | |
| Bohusläns Köpmannablad            | 1914–1915    |                                                        |                                |                                         |                                                 |                                                                      | |
| Bohusläns Nya Annonsblad          | 1909–1910    |                                                        |                                |                                         |                                                 |                                                                      | |
| Bohusläns Nyhets- och Annonsblad  | 1891         |                                                        |                                |                                         |                                                 |                                                                      | |
| Bohusläns Tidning                 | 1838–1883    |                                                        |                                |                                         |                                                 |                                                                      | |
| Bohustidningen                    | 1946–1948    |                                                        |                                |                                         |                                                 |                                                                      | |
| Bohusläns Tidning                 | 1904–1907    |                                                        |                                |                                         |                                                 |                                                                      | |
| Bohusposten                       | 1910–1952    |                                                        |                                |                                         |                                                 |                                                                      | Nättidning |
| Bollnäs Tidning                   | 1876–1880    | Bollnäs                                                | Bollnäs                        | Gävle                                   | Okänd                                           | En dag i veckan, lördagar                                            | Uppgår i Norrlandsposten |
| Bollnäs Tidning                   | 1898–1900    | Bollnäs                                                | Bollnäs                        | Söderhamn                               | Frisinnad                                       | Två dagar i veckan                                                   | Nej |
| Bollnäs Tidningen                 | 1905–1952    |                                                        |                                |                                         |                                                 |                                                                      | |
| Bollnäsnytt                       | 2001–        |                                                        |                                |                                         |                                                 |                                                                      | |
| Bondetidningen                    | 1918–1922    | Västra Sverige                                         | Göteborg Falköping             | Göteborg Falköping                      | Bondeförbundet                                  | Två dagar i veckan, onsdag och lördag                                | Nej |
| Bondevännen                       | 1908–1909    | Norrland                                               | Gävle                          | Gävle                                   | ?                                               | Två dagar i veckan, onsdag och lördag                                | Tidskrift 1906–1908, sedan edition till Gefle-Posten 1908–1909 |
| Bore                              | 1848–1851    | Stockholm                                              | Stockholm                      | Stockholm                               | Frisinnad                                       | Först söndagar, senare sex dagar i veckan                            | Titel senare Bore Dagligt Allehanda i Stockholm |
| Borlänge                          | 1998–2001    | Borlänge, Vansbro, Gagnef                              | Borlänge                       | Falun                                   | Socialdemokratisk                               | Sex dagar i veckan                                                   | Edition till Dala Demokraten |
| Borlänge Tidning                  | 1885         | Borlänge, Hedemora Säter                               | Borlänge                       | Hedemora, Falun                         | Oberoende liberal, nu politiskt obunden         | Sex dagar i veckan                                                   | Tidigare edition till Dalarnas Tidningar, nu Bonnier News. |
| Borlängeposten                    | 1897–1902    | Borlänge med omnejd                                    | Falun Borlänge                 | Falun                                   | Moderat                                         | Två dagar i veckan, onsdag och lördag                                | Inga editioner |
| Borås Aftonblad                   | 1921         | Borås                                                  | Borås                          | Borås                                   | Liberal                                         | Sex dagar i veckan kvällstid                                         | Edition Vänersborgsposten |
| Borås Dagblad                     | 1908–1921    | Borås Älfsborgs län                                    | Borås                          | Borås                                   | Frisinnad Liberal                               | Sex dagar i veckan                                                   | Edition Vänersborgsposten, uppgår i Borås Aftonblad 1921 |
| Borås Folkblad                    | 1943–1957    | Borås                                                  | Borås                          | Stockholm Göteborg                      | Kommunistisk                                    | En dag i veckan till 1950, sedan sex dagar i veckan                  | Edition till Ny Dag |
| Borås nu                          | 2006–2008    | Borås                                                  | Borås                          | Halmstad                                | Opolitisk                                       | En dag i veckan                                                      | Gratistidning |
| Borås Nyheter                     | 1922–1951    | Borås                                                  | Borås                          | Borås                                   | Liberal Folkpartiet                             | Tre dagar i veckan 1923–1926, sex dagar i veckan från 1926           | |
| Borås Nyheter                     | 1990–1992    | Borås Västergötland                                    | Borås                          | Många olika tryckorter                  | Opolitisk                                       | En dag i veckan                                                      | Föregångare Veckotidningen VD |
| Borås Nya Tidning                 | 1834–1838    | Borås                                                  | Borås                          | Borås                                   | ?                                               | En dag i veckan                                                      | Byter 1838 namn till Borås Tidning |
| Borås Tidning                     | 1838         | Borås Älvsborgs Sjuhärads                              |                                |                                         |                                                 | Sju dagar i veckan                                                   | |
| Borås Weckoblad                   | 1826–1833    | Borås                                                  | Borås                          | Borås Jönköping                         | ?                                               | En dag i veckan                                                      | Nej |
| Boråskuriren                      | 2011–2014    | Borås Bollebygd                                        | Borås                          | Borås                                   | Opolitisk                                       | Gratistidning en dag i veckan                                        | Uppköpt och nedlagd av Gota medier |
| Boråsposten                       | 1893–1902    | Borås och södra Västergötland                          | Borås                          | Borås                                   | Frisinnad                                       | Tre dagar i veckan till 1902, sedan sex dagar i veckan               | Veckoupplaga 1894–1901, halvveckoupplaga 1902. Tidningen fortsättes av Västra dagbladet Boråsposten.                                                                                  |
| Botkyrka Direkt                   | 2017–        |                                                        |                                |                                         |                                                 |                                                                      | |
| Boulevardbladet                   | 1925         |                                                        |                                |                                         |                                                 |                                                                      | |
| Boulevarden                       | 1911         |                                                        |                                |                                         |                                                 |                                                                      | |
| Boulevarden                       | 1923–1924    |                                                        |                                |                                         |                                                 |                                                                      | |
| Boulevardtidningen Gnistan        | 1929–1930    |                                                        |                                |                                         |                                                 |                                                                      | |
| Bravo                             | 1906–1908    |                                                        |                                |                                         |                                                 |                                                                      | |
| Bredablick                        | 1893         |                                                        |                                |                                         |                                                 |                                                                      | |
| Brand                             | 1898–1967    |                                                        |                                |                                         |                                                 |                                                                      | Ej dagstidning mer än en kort tid |
| Brefdufvan                        | 1882–1883    |                                                        |                                |                                         |                                                 |                                                                      | |
| Breflådan                         | 1888–1893    |                                                        |                                |                                         |                                                 |                                                                      | |
| Broderskap                        | 1980–2006    |                                                        |                                |                                         |                                                 |                                                                      | |
| Bromma Nyheter                    | 1930         |                                                        |                                |                                         |                                                 |                                                                      | |
| Bromma Nyheter                    | 1946–1954    |                                                        |                                |                                         |                                                 |                                                                      | |
| Bromma Tidning                    | 1925         |                                                        |                                |                                         |                                                 |                                                                      | |
| Bromma tidning                    | 2015–2019    |                                                        |                                |                                         |                                                 |                                                                      | |
| Brommadirekt                      | 2019–        |                                                        |                                |                                         |                                                 |                                                                      | |
| Bromma Trädgårdsstäders Tidning   | 1930–1936    |                                                        |                                |                                         |                                                 |                                                                      | |
| Brommatidningen Trädgårdsstäderna | 1927–1929    |                                                        |                                |                                         |                                                 |                                                                      | |
| Brunns- och Badtidning            | 1880         |                                                        |                                |                                         |                                                 |                                                                      | |
| Brännkyrka Tidning                | 1922–1924    |                                                        |                                |                                         |                                                 |                                                                      | |
| Brännkyrkaposten                  | 1926–1928    |                                                        |                                |                                         |                                                 |                                                                      | |
| Brännkyrkaposten                  | 1933         |                                                        |                                |                                         |                                                 |                                                                      | |
| Budskapet                         | 1919–1929    |                                                        |                                |                                         |                                                 |                                                                      | |
| Bålsta/Upplandsbrodirekt          | 2019–        |                                                        |                                |                                         |                                                 |                                                                      | |
| Bålstadbladet                     | 2016–2019    |                                                        |                                |                                         |                                                 |                                                                      | |
| Bålstadirekt                      | 2019         |                                                        |                                |                                         |                                                 |                                                                      | |
| Båstads Tidning                   | 1883–1886    | Båstad med omgivning                                   | Båstad                         | Laholm                                  | Okänd                                           | En dag i veckan                                                      | Nej tidning med samma titel 1895–1897 |
| Båstads Tidning (1895)            | 1895–1897    | Båstad med omgivning                                   | Ängelholm                      | Hässleholm                              | Okänd                                           | Tre dagar i veckan                                                   | Fortsättes som Båstad-Posten |
| Båstad-Posten                     | 1897–1901    | Båstad, Bjäre härad                                    | Ängelholm                      | Ängelholm                               | Moderat liberal                                 | Tre dagar i veckan                                                   | Uppgår i Engelholms-Posten |
| Bärgslagsbladet                   | 1890         | Köping, Arboga, Kungsör                                | Köping                         | Köping Västerås Kista Falun             | Obunden liberal                                 | Tre dagar i veckan Sju dagar digitalt                                | Gått ihop med Arboga Tidning |
| Bärgslagernes Nyheter             | 1925         | Filipstad                                              | Filipstad                      | Filipstad                               | Frisinnad Nykterhetsvänlig Kristen              | Tre dagar i veckan                                                   | Nej |
| Bärgslagsbladet                   | 1891–1892    | Tidning för Kopparbärg samt Lindes och Nora bärgslager | Köping                         | Köping                                  | Frisinnad                                       | Två dagar i veckan                                                   | 28 maj 1892 byter tidningen namn till Bergslagsposten |
| Bärgslagskorrespondenten          | 1909–1910    | Nora o Karlskoga bergslag                              | Örebro                         | Köping Örebro                           | Frisinnad                                       | En dag i veckan, fredag                                              | Nej |
| Bärgslagskuriren                  | 1895–1896    | Nora med omgivande delar av Närke, Västmanland         | Nora                           | Nora                                    | ?                                               | Två dagar i veckan, onsdag och lördag                                | Nej |
| Böndernas Tidning                 | 1936–1937    | Okänd                                                  | Göteborg                       | Göteborg                                | ?                                               | En dag i veckan                                                      | Nej |
| Börstidningen                     | 1888–1900    | Nationell ?                                            | Stockholm                      | Stockholm                               | ?                                               | Två dagar i veckan                                                   | Börstidningen Offerblad och Försäkringstidningen |
| Börstidningens offertblad         | 1895         | Nationell?                                             | Stockholm                      | Stockholm                               | ?                                               | Bilaga                                                               | Se börstidningen |

### C
| Titel                                                            | Utgivningsår                  | Spridning                                                                 | Utgivningsort Redaktionsort                                               | Tryckort                                                                  | Politisk färg                                                             | Utgivningsfrekvens                                                        | Editioner                                                                 |
| ---------------------------------------------------------------- | ----------------------------- | ------------------------------------------------------------------------- | ------------------------------------------------------------------------- | ------------------------------------------------------------------------- | ------------------------------------------------------------------------- | ------------------------------------------------------------------------- | ------------------------------------------------------------------------- |
| Calmar läns och Ölands annonsblad                                | 1834                          | Kalmar län Öland                                                          | Kalmar                                                                    | Kalmar                                                                    | ?                                                                         | Två dagar i veckan                                                        | Bilaga till Calmar-Bladet                                                 |
| Calmar läns och Ölands tidning                                   | 1839–1842                     | Kalmar Öland                                                              | Kalmar                                                                    | Kalmar                                                                    | ?                                                                         | Två dagar i veckan, sedan en dag i veckan, onsdagar                       |                                                                           |
| Calmar stads tidning                                             | 1835–1837                     | Kalmar                                                                    | Kalmar                                                                    | Kalmar                                                                    | ?                                                                         | Två dagar i veckan                                                        | Nej                                                                       |
| Calmar Tidning                                                   | 1818–1834                     | Kalmar                                                                    | Kalmar                                                                    | Kalmar                                                                    | ?                                                                         | Två dagar i veckan                                                        | Nej                                                                       |
| Calmar Bladet                                                    | 1827–1840                     | Kalmar Öland                                                              | Kalmar                                                                    | Kalmar                                                                    | ?                                                                         | Två dagar i veckan                                                        | Calmar läns och Ölands annonsblad                                         |
| Calmarposten                                                     | 1795–1819                     | Kalmar                                                                    | Kalmar                                                                    | Kalmar                                                                    | ?                                                                         | En dag i veckan utom 1795 och 1818 samt 1819, då två dagar                |                                                                           |
| Calmarposten                                                     | 1841–1864                     | Kalmar Län                                                                | Kalmar                                                                    | Kalmar                                                                    | ?                                                                         | Tre dagar i veckan                                                        | Karlshamn                                                                 |
| Calmare Weckotidning.                                            | 1788-1792                     | Kalmar Län                                                                | Kalmar                                                                    | Kalmar                                                                    | ?                                                                         | En dag i veckan, lördag                                                   |                                                                           |
| Carlskrona Weckoblad Carlskronas tidningar Carlskronas Weckoblad | 1764–1935 1755–1764 1753–1754 |                                                                           | Karlskrona                                                                | Karlskrona                                                                |                                                                           | En gång i veckan                                                          | Carlskronas tidningar                                                     |
| Carlscrona Kyrkotidning                                          | 1825                          | Karlskrona                                                                | Karlskrona                                                                | Karlskrona                                                                |                                                                           | En gång i veckan, lördagar                                                | Nej                                                                       |
| Carlskrona Tidning                                               | 1817                          | Karlskrona                                                                | Karlskrona                                                                | Karlskrona                                                                | ?                                                                         | En dag i veckan, tisdagar                                                 | Nej                                                                       |
| Carlskrona Tidningar                                             | 1812–1814                     | Karlskrona                                                                | Karlskrona                                                                | Karlskrona                                                                | ?                                                                         | Två dagar i veckan, tisdagar och fredagar                                 | Nej                                                                       |
| Carlshamn                                                        | 1864–1867                     | Karlshamn                                                                 | Karlshamn                                                                 | Karlshamn                                                                 | ?                                                                         | Två dagar i veckan, onsdag och lördag                                     | efterföljs av Nya Carlshamnsposten                                        |
| Carlshamns Allehanda                                             | 1848–                         | Karlshamn                                                                 | Karlshamn                                                                 | Karlshamn                                                                 | Moderat Oberoende liberal                                                 | Först en dag i veckan, under senare tid sex dagar i veckan                | Se Karlshamns Allehanda                                                   |
| Carlshamns Tidning                                               | 1819–1840                     | Karlshamn                                                                 | Karlshamn                                                                 | Karlshamn                                                                 | ?                                                                         | En eller två dagar i veckan                                               | Nej                                                                       |
| Carlshamnsposten                                                 | 1838–1840                     | Karlshamn                                                                 | Karlshamn                                                                 | Karlshamn                                                                 | ?                                                                         | En dag i veckan, tisdagar                                                 | Se Nya Carlshamnsposten                                                   |
| Carlstads Stifts- och Stads-Tidningar                            | 1795–1800                     | Karlstad                                                                  | Karlstad                                                                  | Karlstad                                                                  | ?                                                                         | En dag i veckan, lördagar                                                 | Tillfälligt namn på Carlstads Tidningar                                   |
| Carlstads Allehanda                                              | 1854–1855                     | Karlstad                                                                  | Karlstad                                                                  | Karlstad                                                                  | ?                                                                         | En dag i veckan fredagar                                                  | Nej                                                                       |
| Carlstads Tidning                                                | 1805–1849                     | Karlstad                                                                  | Karlstad                                                                  | Karlstad                                                                  | ?                                                                         | En dag i veckan                                                           | Nej                                                                       |
| Carlstads Tidningar                                              | 1794–1804                     | Karlstad                                                                  | Karlstad                                                                  | Karlstad                                                                  | ?                                                                         | En dag i veckan, lördagar                                                 | Hette 1795–1800 Carlstads Stifts- och Stads-Tidningar                     |
| Carlstads Weckotidningar                                         | 1774–1789                     | Karlstad                                                                  | Karlstad                                                                  | Karlstad                                                                  | ej oppositionell                                                          | En dag i veckan, lördagar                                                 | Karlstads första dagstidning                                              |
| Central-Skåne Se Hörby-Posten Central-Skåne                      | 1891-1911                     | Mellersta Skåne                                                           | Hörby                                                                     | Lund Hörby                                                                | ?                                                                         | Tre dagar i veckan tisdag, torsdag och lördag                             | Uppgår i Mellersta Skåne                                                  |
| Christianstads Annonsblad                                        | 1888–1889                     | Kristianstad                                                              | Kristianstad                                                              | Kristianstad                                                              | ?                                                                         | En dag i veckan, fredagar 1888, bara endag i månaden 1889                 | Nej                                                                       |
| Christanstad-Bladet                                              | 1856–                         | Kristianstad                                                              | Kristianstad                                                              | Kristianstad                                                              | Liberal                                                                   | Sex dagar i veckan                                                        | Se Kristianstadbladet                                                     |
| Christianstads Weckoblad                                         | 1810–1840                     | Kristianstad                                                              | Kristianstad                                                              | Kristianstad                                                              | ?                                                                         | En dag i veckan, lördagar                                                 | Nej. Supplement med oregelbunden utgivning 1840–1848                      |
| Christinehamns Allehanda                                         | 1854–1880                     | Samma tidning som Kristinehamns Allehanda se denna tidning                | Samma tidning som Kristinehamns Allehanda se denna tidning                | Samma tidning som Kristinehamns Allehanda se denna tidning                | Samma tidning som Kristinehamns Allehanda se denna tidning                | Samma tidning som Kristinehamns Allehanda se denna tidning                | Samma tidning som Kristinehamns Allehanda se denna tidning                |
| Christinehamnsbladet                                             | 1850–1854                     | Östra Värmland                                                            | Kristinehamn                                                              | Kristinehamn                                                              | ?                                                                         | En dag i veckan,först fredag sedan lördag                                 | Nej                                                                       |
| Cimbrishamns Allehanda                                           | 1883–1884                     | Simrishamn med omnejd                                                     | Simrishamn                                                                | Simrishamn                                                                | ?                                                                         | Två daga i veckan, onsdag och lördag                                      | Nej                                                                       |
| Cimbrishamns-Bladet                                              | 1857–1944                     | Sydöstra Skåne                                                            | Simrishamn                                                                | Simrishamn                                                                | Liberal sedan konservativ                                                 | Tre dagar i veckan Sex dagar i veckan                                     | Tomelilla Tidning Ystad Dagblad                                           |
| City Malmö                                                       | 2011–2015                     | Malmö                                                                     | Malmö                                                                     | Malmö                                                                     | Oberoende                                                                 | Fem dagar i veckan                                                        | Ägare Sydsvenskan                                                         |
| City Malmö Lund                                                  | 2006–2011                     | Malmö                                                                     | Malmö                                                                     | Malmö                                                                     | Oberoende                                                                 | Fem dagar i veckan, måndag–fredag                                         |                                                                           |
| City Lund                                                        | 2011–2015                     | Lund                                                                      | Lund                                                                      | Malmö                                                                     | Oberoende                                                                 | Fem dagar i veckan, måndag–fredag                                         | Ägare Sydsvenskan                                                         |
| City Helsingborg                                                 | 2008–2013                     | Helsingborg                                                               | Helsingborg                                                               | Helsingborg                                                               | Oberoende                                                                 | Fem dagar i veckan, måndag–fredag                                         | Startade 2007 som Extra Helsingborg                                       |
| City Landskrona                                                  | 2008–2013                     | Landskrona                                                                | Landskrona                                                                | Helsingborg                                                               | Oberoende                                                                 | Fem dagar i veckan, måndag–fredag                                         | Nej                                                                       |
| City Kristianstad                                                | 2011–2013                     | Kristianstad                                                              | Kristianstad                                                              | Malmö                                                                     | Oberoende                                                                 | Fem dagar i veckan, måndag–fredag                                         | Nej                                                                       |
| City Göteborg                                                    | 2006–2007                     | Göteborg                                                                  | Göteborg                                                                  | Göteborg                                                                  | Oberoende                                                                 | Fem dagar i veckan, måndag–fredag                                         | Nej                                                                       |
| Colportören                                                      | 1798                          | Stockholm                                                                 | Stockholm                                                                 | Stockholm                                                                 | ?                                                                         | Två dagar i veckan                                                        | Nej                                                                       |
| Corren Söndag                                                    | 2000–2001                     | Östergötland                                                              | Linköping                                                                 | Linköping                                                                 | ?                                                                         | Söndagsbilaga                                                             | Edition till Östgöta Correspondenten                                      |
| Correspondenten                                                  | 1830–1854                     | Uppsala                                                                   | Uppsala                                                                   | Uppsala                                                                   | ?                                                                         | Två–fyra dagar                                                            | Nej                                                                       |
| Correspondenten                                                  |                               | Landskrona                                                                |                                                                           |                                                                           |                                                                           |                                                                           |                                                                           |
| Corsaren                                                         | 1851–1852                     | Stockholm                                                                 | Stockholm                                                                 | Stockholm                                                                 | ?                                                                         | En dag i veckan                                                           | Nej                                                                       |
| Corsaren Sölve                                                   | 1856                          | Corsaren Sölwe är en tillfällig titel på tidning 1855. Se tidningen Sölwe | Corsaren Sölwe är en tillfällig titel på tidning 1855. Se tidningen Sölwe | Corsaren Sölwe är en tillfällig titel på tidning 1855. Se tidningen Sölwe | Corsaren Sölwe är en tillfällig titel på tidning 1855. Se tidningen Sölwe | Corsaren Sölwe är en tillfällig titel på tidning 1855. Se tidningen Sölwe | Corsaren Sölwe är en tillfällig titel på tidning 1855. Se tidningen Sölwe |
| Stockholms Courier                                               | 1820-1822                     | Stockholm                                                                 | Stockholm                                                                 | Stockholm                                                                 | Liberal                                                                   | Två dagar i veckan, måndag och torsdag                                    | Indragen flera gånger och utgiven med flera olika namn                    |
| Curieuse Underrättelser                                          | 1733                          | Stockholm                                                                 | Stockholm                                                                 | Stockholm                                                                 | Stockholm                                                                 | Bilaga bara tre nummer kom ut såvitt känt                                 | Bilaga till Stockholms Handels Mercurius, se denna tidning                |
| Cyrano                                                           | 1918–1920                     | ?                                                                         | Stockholm                                                                 | Stockholm                                                                 | Kultur- och nöjestidskrift                                                | En dag i veckan Oktober 1919 – april 1920, månadstidskrift                | Nej                                                                       |

### D
| Titel                                    | Utgivningsår                             | Spridning            | Utgivningsort Redaktionsort         | Tryckort                              | Politisk färg                      | Utgivningsfrekvens                                         | Editioner |
| ---------------------------------------- | ---------------------------------------- | -------------------- | ----------------------------------- | ------------------------------------- | ---------------------------------- | ---------------------------------------------------------- | --- |
| Dagbladet                                | 1888-08-30–1888-09-04                    |                      |                                     |                                       |                                    |                                                            | |
| Dagbladet Nya Samhället                  | 1900–1908 Tidning 1908–2015 Dagstidning  |                      | Sundsvall                           | Sundsvall                             | Socialdemokratisk                  |                                                            | |
| Dagen                                    | 1945–                                    | Rikstäckande Kristen | Stockholm                           | Stockholm Umeå                        | Oberoende Kristen                  | Fyra gånger i veckan, tisdag–fredag                        | 1999–2004 hette tidningen Nya Dagen Gyro 2004–2007, från 2007–2013 Ikon Ungdoms-magasin. 2010–2012 Du och jag Bilaga för vuxna om barn och relationer |
| Dagen                                    | 1845–1846                                | Stockholm            | Stockholm                           | Stockholm                             | Oppositionell mot Aftonbladet      | Sex dagar i veckan                                         | Nej |
| Dagen                                    | 1887–1889                                |                      |                                     |                                       |                                    |                                                            | |
| Dagen                                    | 1896–1920                                | Stockholm Skåne      | Stockholm 1896–1916 1916–1920 Malmö | Stockholm                             | Som modertidningen Aftonbladet     | Varje helgfri dag                                          | Landsortsupplaga till 1905 Från 1916 heter tidningen Skånetidningen Dagen                                                                             |
| Dagens ETC                               | 2005–2014 Veckotidning 2014– Dagstidning | Rikstäckande         | Stockholm                           |                                       | Oberoende socialistisk Miljövänlig | Fyra dagar/vecka i pappersformat. Sju dagar/vecka digitalt | ETC hade flera olika lokal editioner. Se nedan under bokstaven E som samarbetade med huvudtidningen                                                   |
| Dagens Frågor                            | 1879-09-05–1880-02-06                    |                      |                                     |                                       |                                    |                                                            | |
| Dagens Industri                          | 1976–                                    | Rikstäckande         | Stockholm                           | Stockholm                             | Oberoende Näringslivsvänlig        | Daglig                                                     | |
| Dagens Nyheter                           | 1864–                                    | Rikstäckande         | Stockholm                           | Stockholm                             | Oberoende liberal                  | Daglig                                                     | Många editioner |
| Dagens Politik                           | 14 november 1995–28 februari 1997        |                      |                                     |                                       |                                    |                                                            | |
| Dagens Tidning                           | 1 december 1919–10 mars 1922             |                      |                                     |                                       |                                    |                                                            | |
| Dagligt Allehanda                        | 20 oktober 1767–12 februari 1849         |                      |                                     |                                       |                                    |                                                            | AFTONTIDNINGEN BIHANG TILL DAGLIGT ALLEHANDA 1832–1835                                                                                                |
| Dagsposten                               | 3 december 1941–31 december 1951         |                      | Stockholm                           |                                       | Pronazistisk                       |                                                            | |
| Dagstelegrafen                           | 1870–1871                                |                      |                                     |                                       |                                    |                                                            | |
| Dalabladet                               | 1906–1917                                | Dalarna              | Falun                               | Falun                                 | Moderat 1913 Frisinnad 1914–1917   | Tre dagar i veckan                                         | Tillfälliga |
| Dalabladet                               | 1918–1924                                | Dalarna              | Falun                               | Falun                                 | Bondeförbundet                     | Tre dagar i veckan                                         | Nej Bondeförbundet köpte Dalabladet (1906) rtryckeri och startade tidning.                                                                            |
| Dalabygden                               | 1946–                                    | Dalarna              | Borlänge                            | Sala, Örebro, samt många orter        | Centern                            | En dag i veckan                                            | Jord- och skogsbruksbilaga |
| Dalabygden                               | 1945–                                    | Dalarna              | Borlänge                            | Sala, Örebro Borlänge med flera orter | Centerpartistisk                   | En dag i veckan                                            | Bilaga Jord och Skog i månaden |
| Dala-Demokraten                          | 1917–                                    | Dalarna              | Falun                               | Falun numera Mittmedia                | Oberoende socialdemokratisk        | 1917 en gång/vecka 1918 tre dagar/vecka Nu sex dagar/vecka | Nej |
| Dalaposten                               | 1883–1885                                |                      |                                     |                                       |                                    |                                                            | |
| Dalarna                                  | 1926–1951                                |                      |                                     |                                       |                                    |                                                            | |
| Dalarnas Nyheter                         | 1902–1905                                |                      |                                     |                                       |                                    |                                                            | |
| Dala-Tidningen                           | 1918–1966                                |                      |                                     |                                       |                                    |                                                            | |
| Dalmasen                                 | 184?–1895                                |                      |                                     |                                       |                                    |                                                            | |
| Dalasyndikasten(extern länk              | 1921–1922                                | Dalarna              | Ludvika                             | Örebro Stockholm                      | Syndikalistisk                     | Månadstidning ej dagstidniong                              | Dalarnas distrikt av S.A.C. |
| Dalarnas Tidningar                       | 1987–                                    | Dalarna              | Borlänge                            | Borlänge –1987 Falun 1987–            | oberoende                          | Sju dagar i veckan                                         | Många lokala editioner |
| Dalarnas Nyheter                         | 1901–1905                                | Dalarna              | Hedemora – 1904 Borlänge 1904–1905  |                                       | Frisinnad                          | Två dagar i veckan måndag, fredag                          | Nej Uppgår i Leksands tidning 1905 |
| Dalarne                                  | 1875–1887                                |                      |                                     |                                       |                                    |                                                            | |
| Dalarne                                  | 1883–1885                                |                      |                                     |                                       |                                    |                                                            | |
| Dalarnes Allehanda                       | 1887–1894                                |                      |                                     |                                       |                                    |                                                            | |
| Dalarnes Arbetarblad                     | 1925–1926                                |                      |                                     |                                       |                                    |                                                            | |
| Dalarnes Folkblad                        | 1917–1925                                |                      |                                     |                                       |                                    |                                                            | |
| Dalarnes Folkblad                        | 1940–1957                                |                      |                                     |                                       |                                    |                                                            | |
| Dalarnes Tidning                         | 1890                                     |                      |                                     |                                       |                                    |                                                            | |
| Dalpilen                                 | 1854–1942                                | Dalarna              | Falun                               |                                       |                                    |                                                            | Sammanslagen 1942 med Tidning för Falu län och Stad, heter 1942–1948 Falu Länstidning Dalpilen                                                        |
| Dalsland                                 | 1872                                     |                      |                                     |                                       |                                    |                                                            | |
| Dalslands Missionsblad                   | 1 januari 1914–19 december 1936          |                      |                                     |                                       |                                    |                                                            | |
| Dalslands Nya Tidning                    | –1852                                    | Dalsland             | Åmål                                | Åmål                                  | ?                                  |                                                            | |
| Dalslandsbygden                          | 1848–1850                                |                      |                                     |                                       |                                    |                                                            | |
| Dalslänningen                            | 1925–                                    | Dalsland             | Bengtsfors                          | Bengtsfors Karlstad                   | Politiskt oberoende                | Två dagar i veckan sedan starten                           | Nej |
| Danderyd Nyheter                         | 2015–                                    |                      |                                     |                                       |                                    |                                                            | 2019 Byter namn till Danderyd Direkt |
| Debet                                    | 1888                                     |                      |                                     |                                       |                                    |                                                            | |
| Dementin                                 | 1923                                     |                      |                                     |                                       |                                    |                                                            | Startdatum osäkert, Endast Nr. 21- finns i KB:s samling                                                                                               |
| Degerfors Tidning                        | 2 januari 1925–2 september 1967          |                      |                                     |                                       |                                    |                                                            | |
| Den Conservative                         | 1849–1850                                |                      |                                     |                                       |                                    |                                                            | |
| Den Konstitutionelle                     | 1844–1845                                |                      |                                     |                                       |                                    |                                                            | |
| Den Nya Lidköpingstidningen Vestgöten    | 1887                                     |                      |                                     |                                       |                                    |                                                            | |
| Den Nya Politiken                        | 1924–1925                                | Rikstäckande         | Stockholm                           | Stockholm                             | Kommunistisk Oppositionell mot SKP | Sex dagar i veckan                                         | Nej |
| Den nya Tiden                            | 1890                                     |                      |                                     |                                       |                                    |                                                            | |
| Det Fria Ordet                           | 30 juli 1924–17 december 1924            |                      |                                     |                                       |                                    |                                                            | |
| Dilletanten                              | 1853–1858                                |                      |                                     |                                       |                                    |                                                            | |
| Din lokaltidning                         | 1980–                                    |                      |                                     |                                       |                                    |                                                            | |
| Djursholms Kommunalblad                  | 1934                                     |                      |                                     |                                       |                                    |                                                            | |
| Djursholms Tidning                       | 1895–1957                                | Djursholm            | Stockholm                           | Stockholm                             | Konservativ Moderat                | En dag i veckan                                            | Inlemmar Roslagsposten 1952–1957 |
| Djursholms och Södra Roslagens Allehanda | 1913–1914                                |                      |                                     |                                       |                                    |                                                            | |
| Djursholms Veckoblad                     | 1924                                     |                      |                                     |                                       |                                    |                                                            | |
| Domnararvets Tidning                     | 1940–1944                                |                      |                                     |                                       |                                    |                                                            | |
| Dusch                                    | 1899–1902                                |                      |                                     |                                       |                                    |                                                            | |

### E
| Titel                             | Utgivningsår                       | Spridning              | Utgivningsort Redaktionsort | Tryckort                         | Politisk färg            | Utgivningsfrekvens                                               | Editioner                                                         |
| --------------------------------- | ---------------------------------- | ---------------------- | --------------------------- | -------------------------------- | ------------------------ | ---------------------------------------------------------------- | ----------------------------------------------------------------- |
| Echo Rossii                       | 1918–1919                          |                        |                             |                                  |                          |                                                                  |                                                                   |
| Economisk Tidning                 | 1811–1813                          |                        |                             |                                  |                          |                                                                  |                                                                   |
| Eko                               | 1875–1877 1887–1888 1893–1894 1920 |                        |                             |                                  |                          |                                                                  |                                                                   |
| Eko från världspressen            | 1917–1919                          |                        |                             |                                  |                          |                                                                  |                                                                   |
| Ekonomiska Underrättelser         | 1881–1882                          |                        |                             |                                  |                          |                                                                  |                                                                   |
| Eksjöposten                       | 1894–1895                          |                        |                             |                                  |                          |                                                                  |                                                                   |
| Eksjötidningen                    | 1884–1959                          |                        |                             |                                  |                          |                                                                  |                                                                   |
| Elmhults Tidning                  | 1900–1907                          |                        |                             |                                  |                          |                                                                  |                                                                   |
| Elfsborg                          | 1924                               |                        |                             |                                  |                          |                                                                  |                                                                   |
| Elfsborgaren                      | 1901–1902                          |                        |                             |                                  |                          |                                                                  |                                                                   |
| Elfsborgs Läns Allehanda          | 1984–2004                          | Vänersborg             | Vänersborg                  | Trollhättan                      | ?                        | Fem dagar i veckan                                               | Nej Efterföljare till Elfsborgs Läns Annonsblad                   |
| Elfsborgs Läns Annonsblad         | 1886–1984                          | Älvsborgs län delar av | Skara till 1895 Vänersborg  | Skara till 1895 sedan Vänersborg | Moderat, sedan opolitisk | En till tre dagar i veckan                                       | Bilaga till Elfsborgs Läns Annonsblad var en självständig tidning |
| Elfsborgs Läns Tidning            |                                    |                        |                             |                                  |                          |                                                                  |                                                                   |
| Ena Håbotidningen                 | 2007–2019                          |                        |                             |                                  |                          |                                                                  |                                                                   |
| Engelholms Tidning                | 1857–1858                          |                        |                             |                                  |                          |                                                                  |                                                                   |
| Engelholms Tidning                | 1867–1946                          |                        |                             |                                  |                          |                                                                  |                                                                   |
| Engelholms Weckoblad              | 1863–1864                          |                        |                             |                                  |                          |                                                                  |                                                                   |
| Engelholmsbladet                  | 1912–1914                          |                        |                             |                                  |                          |                                                                  |                                                                   |
| Engelholmsposten                  | 1877–1880                          |                        |                             |                                  |                          |                                                                  |                                                                   |
| Engelholmsposten                  | 1897–1901                          |                        |                             |                                  |                          |                                                                  |                                                                   |
| Enköping Direkt                   | 2019–2020                          |                        |                             |                                  |                          |                                                                  |                                                                   |
| Enköpings Nyheter                 | 1925–1931                          |                        |                             |                                  |                          |                                                                  |                                                                   |
| Enköpings Tidning                 | 1879–1885                          |                        |                             |                                  |                          |                                                                  |                                                                   |
| Enköpings Tidning                 | 1885–1918                          |                        |                             |                                  |                          |                                                                  |                                                                   |
| Enköpings Weckoblad               | 1856                               |                        |                             |                                  |                          |                                                                  |                                                                   |
| Enköpings Weckoblad               | 1863–1879                          |                        |                             |                                  |                          |                                                                  |                                                                   |
| Enköpingsbladet                   | 1903–1907                          |                        |                             |                                  |                          |                                                                  |                                                                   |
| Enköpings-Posten                  | 1880–                              | Enköping               |                             |                                  |                          | Fem dagar i veckan                                               |                                                                   |
| Enskede-Tidning                   | 1927–1929                          |                        |                             |                                  |                          |                                                                  |                                                                   |
| Enskede Trädgårdsstäders Tidning  | 1930–1936                          |                        |                             |                                  |                          |                                                                  |                                                                   |
| Enskedebladet                     | 1928                               |                        |                             |                                  |                          |                                                                  |                                                                   |
| Eskilstuna-Kuriren                |                                    | Mälardalen             |                             |                                  |                          | Sex dagar i veckan                                               |                                                                   |
| Eskilstuna Allehanda              | 1844–1870                          |                        |                             |                                  |                          |                                                                  |                                                                   |
| Eskilstuna Allehanda              | 1873–1884                          |                        |                             |                                  |                          |                                                                  |                                                                   |
| Eskilstuna Allehanda              | 1936–1937                          |                        |                             |                                  |                          |                                                                  | Tidskrift ?                                                       |
| Eskilstuna Nya Tidning            | 1928–1930                          |                        |                             |                                  |                          |                                                                  |                                                                   |
| Eskilstuna Tidning                | 1837–1838                          |                        |                             |                                  |                          |                                                                  |                                                                   |
| Eskilstuna Tidning                | 1867–1893                          |                        |                             |                                  |                          |                                                                  |                                                                   |
| Eskilstuna Weckoblad              | 1840–1841                          |                        |                             |                                  |                          |                                                                  |                                                                   |
| Eskilstunakorrespondenten         | 1865–1866                          |                        |                             |                                  |                          |                                                                  |                                                                   |
| Eskilstunaposten                  | 1883–1893                          |                        |                             |                                  |                          |                                                                  |                                                                   |
| Eskilstunatidningen               | 1895–1898                          |                        |                             |                                  |                          |                                                                  |                                                                   |
| Eslöfs Tidning                    | 1879–1952                          | Eslöv med omnejd       | Eslöv                       | Malmö Lund                       | ?                        | Sex dagar i veckan                                               | Biir Skåningen Eslöfs Tidning 1894                                |
| Eslövskuriren                     | 1909                               |                        |                             |                                  |                          |                                                                  |                                                                   |
| ETC Göteborg                      | 2017–                              | Göteborg               | Göteborg                    | Landvetter Västerås Linköping    | Vänster med miljöprofil  | Fem dagar i veckan Fyra dagar i veckan En dag i veckan, fredagar | Edition till Dagens ETC                                           |
| ETC Malmö                         | 2012–2018                          | Skåne                  | Malmö Malmö                 |                                  |                          |                                                                  | Startade som Efter Arbetet                                        |
| ETC Stockholm                     |                                    | Stockholm              |                             |                                  |                          |                                                                  |                                                                   |
| ETC Örebro                        |                                    | Örebro län             |                             |                                  |                          |                                                                  |                                                                   |
| Ett och annat ur Sv.D.S. marginal | 1942–1948                          |                        |                             |                                  |                          |                                                                  |                                                                   |
| Exekutiva Uppgifter               | 1888–1895                          |                        |                             |                                  |                          |                                                                  |                                                                   |
| Expressen                         |                                    | Rikstäckande           | Stockholm Göteborg Malmö    |                                  | Obunden liberal          | Sju dagar i veckan                                               | Kvällsposten Göteborgs-Tidningen                                  |
| Express                           | 1902–1903                          |                        |                             |                                  |                          |                                                                  |                                                                   |
| Extra Boden                       | 2008–                              |                        |                             |                                  |                          |                                                                  |                                                                   |
| Extra Luleå                       | 2008                               |                        |                             |                                  |                          |                                                                  |                                                                   |
| Extra Posten                      | 1792–1795                          |                        |                             |                                  |                          |                                                                  |                                                                   |
| Extra Östergötland                | 2004–2018                          |                        |                             |                                  |                          |                                                                  |                                                                   |
| Extrabladet                       | 1911–1912 Ungefärliga datum        |                        |                             |                                  |                          |                                                                  |                                                                   |
| Extrabladet                       | 1912–1930                          |                        |                             |                                  |                          |                                                                  |                                                                   |
| Extrabladet                       | 1921                               |                        |                             |                                  |                          |                                                                  |                                                                   |
| Extraposten                       | 1915                               |                        |                             |                                  |                          |                                                                  |                                                                   |

### F
Tidningarna i tabellen under kan innehålla icke dagstidningar enligt definitionen ovan, de är inte helt bearbetade
| Titel                                  | Utgivningsår                                      | Spridning                       | Utgivningsort | Tryckort  | Politisk färg             | Utgivningsfrekvens                             | Editioner |
| Fagersta-Posten                        | 1943–                                             |                                 |               |           |                           | Tre dagar i veckan                             | |
| Fahlu Tidning                          | 1822–1828                                         |                                 |               |           |                           |                                                | |
| Fahlu Tidning                          | 1838                                              |                                 |               |           |                           |                                                | |
| Fahlu Weckoblad                        | 1786–1821                                         |                                 |               |           |                           |                                                | |
| Falkenbergs Nya Tidning                | 1888–1890                                         |                                 |               |           |                           |                                                | |
| Falkenbergs Tidning                    | 1876–1954                                         |                                 |               |           |                           |                                                | 1888-01-02–07-25 finns ej på KB. |
| Falkenbergsbladet                      | 1887–1889                                         |                                 |               |           |                           |                                                | |
| Falkenbergsposten                      | 1905–1919                                         |                                 |               |           |                           |                                                | |
| Falkenbergsposten                      | 2011–2018                                         |                                 |               |           |                           |                                                | |
| Falköpings Nyheter                     | 1912–1914                                         |                                 |               |           |                           |                                                | |
| Falköpings Tidning                     | 1857–                                             | Falköping                       |               |           |                           | Fyra dagar i veckan                            | |
| Falköpingsposten                       | 1899–1916                                         | Falköping                       |               |           | Frisinnad                 |                                                | |
| Falu Arbetarblad                       | 1912–1912                                         |                                 |               |           |                           |                                                | |
| Falu länstidning                       | 1926–1941                                         |                                 |               |           |                           |                                                | |
| Falu/Borlänge Allehanda                | 2001–2002                                         |                                 |               |           |                           |                                                | |
| Falu Kuriren                           | 1894–                                             | Falun Dalarna                   |               |           |                           | Sex dagar i veckan                             | Ingår i Dalarnas Tidningar. Dala Tidning absorberades 1966. |
| Faluposten                             | 1869–1890                                         |                                 |               |           |                           |                                                | |
| Familje Veckopost                      | 1938–1954                                         |                                 |               |           |                           |                                                | |
| Familjenyheterna                       | 1897                                              |                                 |               |           |                           |                                                | |
| Familjetidningen Knallebygden          | 1928–1931                                         |                                 |               |           |                           |                                                | |
| Familjetidningen Smålänningen          | 1924–1962                                         |                                 |               |           |                           |                                                | |
| Familjevännen                          | 1914–1975                                         |                                 |               |           |                           |                                                | |
| Fasetten                               | 1918–1918                                         |                                 |               |           |                           |                                                | |
| Figaro                                 | 1878–1925                                         |                                 |               |           |                           |                                                | |
| Figaro                                 | 1926–1926                                         |                                 |               |           |                           |                                                | |
| Filipstads Nyheter                     | 1928–1930                                         |                                 |               |           |                           |                                                | |
| Filipstads Stads och Bergslags tidning | 1850–1958                                         |                                 |               |           |                           |                                                | |
| Filipstads tidning                     | 1959–                                             | Filipstad                       |               |           |                           | Två dagar i veckan                             | |
| Filipstadsposten                       | 1915–1918                                         |                                 |               |           |                           |                                                | |
| Filipstadsposten                       | 8 november 1991–14 februari 1992                  |                                 |               |           |                           |                                                | |
| Financial Times                        | 1994–1995                                         |                                 |               |           |                           |                                                | Fortsätter som utländsk tidning på KB. |
| Finanstidningen                        | 1892–1894                                         |                                 |               |           |                           |                                                | Startdatum estimerat, tidningen endast daterad med månad. |
| Finanstidningen                        | 1989–2002                                         |                                 |               |           |                           |                                                | Provnummer 1989-05-19 och 1989-09-06. Efterföljare Finans Vision 2002–2003 |
| Finn Sanomat                           | 1974–1985                                         | Göteborgsområdet                |               |           |                           | Fem dagar i veckan, sedan en dag i veckan      | |
| Finnveden                              | 1981–1989                                         |                                 |               |           |                           |                                                | |
| Finnveden extra                        | 2007–2009                                         |                                 |               |           |                           |                                                | |
| Finnveden fredag                       | 1992–2007                                         |                                 |               |           |                           |                                                | |
| Finnveden Fredag                       | 2009–2010                                         |                                 |               |           |                           |                                                | |
| Finnveden Nu                           | 2003–                                             |                                 |               |           |                           |                                                | |
| Finnveden Onsdag                       | 1992–1997                                         |                                 |               |           |                           |                                                | |
| Finspångsposten                        | 1959–1970                                         |                                 |               |           |                           |                                                | |
| Fix                                    | 1916–1916                                         |                                 |               |           |                           |                                                | |
| Fjällörnen                             | 1848–1849                                         |                                 |               |           |                           |                                                | |
| Flamman                                | 1998–2006                                         | Riks                            | Stockholm     | Stockholm | Närstående vänsterpartiet | En dag i veckan                                | Namnet var Norrskensflamman 1906–1998. KB klassar som tidskrift från 2006 |
| Flens Dagblad                          | 1946–1946                                         |                                 |               |           |                           |                                                | |
| Flens Dagblad                          | 1953–1963                                         |                                 |               |           |                           |                                                | |
| Flens Tidning                          | 1917–1919                                         |                                 |               |           |                           |                                                | |
| Flygande Bladet                        | 1884–1886                                         |                                 |               |           |                           |                                                | Sista utgivningsdatum är uppskattat. Utgivningsuppehåll mellan 13/3–18/12 1885. Utgivningsdatum för nr 8 1885 är uppskattat.                                                  |
| Flygande Posten                        | 1842–1842                                         |                                 |               |           |                           |                                                | |
| Flygblad för allmän rösträtt           | 1888–1891                                         |                                 |               |           |                           |                                                | Startdatum osäkert |
| Flygbladet Västra Uppland              | 2008–2018                                         |                                 |               |           |                           |                                                | Startdatum osäkert. Fortsätter som vardagstryck |
| Flygposten                             | 1876–1878                                         |                                 |               |           |                           |                                                | |
| Folkarebygden                          | 1940–1951                                         |                                 |               |           |                           |                                                | |
| Folkbladet                             | 24 oktober 1879–24 december 1879                  |                                 |               |           |                           |                                                | |
| Folkbladet                             | 1880–1887                                         |                                 |               |           |                           |                                                | |
| Folkbladet                             | 7 juli 1894–28 september 1907                     |                                 |               |           |                           |                                                | |
| Folkbladet                             | 1930–1935                                         |                                 |               |           | Socialdemokratisk         | En dag i veckan                                | |
| Folkbladet                             | 1905–                                             | Norrköping Finspång Söderköping |               |           |                           | Sju dagar i veckan                             | 1966–1981 Folkbladet Östgöten För samarbete med Östgöten, |
| Folkbladet Framtiden                   | 1903–1903                                         |                                 |               |           |                           |                                                | |
| Folkbladet Västerbotten                | 1917–                                             | Västerbotten                    | Umeå          | Umeå      | Socialdemokratisk         | Sju dagar i veckan                             | Titel till 2012 Västerbottens Folkblad VF |
| Folkbladet för Västmanland             | 1959–1966                                         |                                 |               |           |                           |                                                | |
| Folkbladet Jönköping                   | 1905–2015                                         |                                 |               |           |                           |                                                | Tidigare Smålands Folkblad |
| Folkbladet Skåne                       | 1996–1996                                         |                                 |               |           |                           |                                                | |
| Folkbladet Östgöten                    | 1966–1981                                         |                                 |               |           |                           |                                                | Edition : Finspång, FÖ Veckotidningen 1980–1983 |
| Folket                                 | 1906–2015                                         | Eskilstuna Södermanland         |               |           | Socialdemokratisk         | Sex dagar i veckan Sista tiden en dag i veckan | Samarbete med Eskilstunakuriren |
| Folket i Bild / Kulturfront            | 1971–                                             |                                 |               |           |                           |                                                | |
| Folket Nord                            | 1982–1989                                         |                                 |               |           |                           |                                                | |
| Folket Syd                             | 1982–1989                                         |                                 |               |           |                           |                                                | |
| Folkets Dagblad                        | 1917–1940 1942–1945                               |                                 |               |           |                           |                                                | |
| Folkets Röst                           | 1849–1861                                         |                                 |               |           |                           |                                                | |
| Folkets Röst                           | 1887–1890                                         |                                 |               |           |                           |                                                | |
| Folkets röst                           | 1943–1957                                         |                                 |               |           |                           |                                                | |
| Folkets Tidning                        | 1857–1920                                         | Lund                            |               |           |                           |                                                | |
| Folkets Vän                            | 1880–1886                                         |                                 |               |           |                           |                                                | |
| Folktidningen                          | 1888–1889                                         |                                 |               |           |                           |                                                | |
| Folktidningen                          | 1895–1900                                         |                                 |               |           |                           |                                                | |
| Folkviljan                             | 4 mars 1882–25 februari 1885                      |                                 |               |           |                           |                                                | |
| Folkviljan                             | 1891–1892                                         |                                 |               |           |                           |                                                | |
| Folkviljan                             | 1942–1957                                         |                                 |               |           |                           |                                                | |
| Folkviljan                             | 1980–1989                                         |                                 |               |           |                           |                                                | |
| Fortuna                                | 1868–1870                                         |                                 |               |           |                           |                                                | |
| Fortuna-Posten                         | 1870                                              |                                 |               |           |                           |                                                | |
| Fosterlandet                           | 1873–1877                                         |                                 |               |           |                           |                                                | |
| Fosterlandet                           | 1886–1900                                         |                                 |               |           |                           |                                                | Edition : Fosterlandet halvveckoupplagan |
| Fosterlandsvännen                      | 1888–1948                                         |                                 |               |           |                           |                                                | |
| Fosterländsk Tidning                   | 1892                                              |                                 |               |           |                           |                                                | |
| Fosterländska Veckobladet              | 1890                                              |                                 |               |           |                           |                                                | |
| Fram                                   | 1897–1898                                         |                                 |               |           |                           |                                                | |
| Framtiden                              | 1887–1888                                         |                                 |               |           |                           |                                                | |
| Framtidsfolket                         | 1936–1941                                         |                                 |               |           |                           |                                                | |
| Framåt                                 | 1865                                              |                                 |               |           |                           |                                                | |
| Framåt                                 | 1871–1883                                         |                                 |               |           |                           |                                                | |
| Fredsvännen                            | 1885–1890                                         |                                 |               |           |                           |                                                | |
| Freja                                  | 1836–1844                                         |                                 |               |           |                           | En gång i veckan                               | |
| Fria Ord                               | 1952–1979                                         |                                 |               |           |                           |                                                | |
| Fria Ordet                             | 1880–1881                                         |                                 |               |           |                           |                                                | |
| Fria Tidningen                         | 2008–2019                                         |                                 |               |           |                           |                                                | |
| Fridsbudet                             | 1886–1887                                         |                                 |               |           |                           |                                                | |
| Frihetsvännen                          | 1860–1864                                         |                                 |               |           |                           |                                                | |
| Frisk Luft                             | 1884–1889                                         |                                 |               |           |                           |                                                | |
| Friskytten                             | 1847–1857                                         |                                 |               |           |                           |                                                | |
| Friskytten                             | 1883–1885                                         |                                 |               |           |                           |                                                | |
| Fryken                                 | 1900–1905                                         |                                 |               |           |                           |                                                | |
| Fryksdalen                             | 1906–1916                                         |                                 |               |           |                           |                                                | |
| Fryksdalens Tidning                    | 1916–1920                                         |                                 |               |           |                           |                                                | |
| Fryksdalingen                          | 1885–1887                                         |                                 |               |           |                           |                                                | |
| Fryksdalsbygden                        | 1909–1931                                         |                                 |               |           |                           |                                                | |
| Fryksdalsbygden                        | 1941–                                             | Sunne Värmland                  |               |           |                           | Två dagar i veckan                             | |
| Fryksdalsposten                        | 1922–1924                                         |                                 |               |           |                           |                                                | |
| Från Birger Jarls Stad                 | 1884–1916                                         |                                 |               |           |                           |                                                | |
| Från Mälarstrand                       | 1887–1888                                         |                                 |               |           |                           |                                                | |
| Fyrbåken                               | 1895–1897                                         |                                 |               |           |                           |                                                | |
| Fyren                                  | 1891–1892                                         |                                 |               |           |                           |                                                | |
| Fyris                                  | 1882–1897                                         |                                 |               |           |                           |                                                | |
| Fyrvepplingen                          | 1896–1897                                         |                                 |               |           |                           |                                                | |
| Fäderneslandet                         | 1830–1833 1849 1852–1927 1928–1929 1933 1952–1954 |                                 |               |           |                           |                                                | |
| För Alla                               | 1894–1895                                         |                                 |               |           |                           |                                                | |
| För varaktig fred- För Folkdemokrati   | 1950–1956                                         |                                 |               |           |                           |                                                | |
| Förort Väst                            | 1977–1980                                         |                                 |               |           |                           |                                                | |
| Förposten                              | 1865–1919                                         |                                 |               |           |                           |                                                | |
| Församlingsvännen                      | 1904–1909                                         |                                 |               |           |                           |                                                | |
| Förstadsbladet Ej dagstidning          | 1905–1908                                         |                                 |               |           |                           |                                                | Saknas på KB (förkommen?). På LUB finns ett enstaka nummer, utan egentligt innehåll, från 1905-03-30, samt från 1908 fem nummer: 01-25, 02-26, 03-21, 04-11, 05-08.           |
| Förstädernas Tidning Ej dagstidning    | 1907–1907                                         |                                 |               |           |                           |                                                | Upphörde 15 maj 1907 (nr 4) enligt trycklista på KB. Saknas dock på KB (förkommen?). På LUB finns tre nummer: 1907-04-13 Profnummer; 1907-05-01, N:o 1(3); 1907-05-15, N:o 4. |

### G
| Titel                                                 | Utgivningsår        | Spridning     | Utgivningsort Redaktionsort       | Tryckort      | Politisk färg          | Utgivningsfrekvens               | Editioner                                      |
| ----------------------------------------------------- | ------------------- | ------------- | --------------------------------- | ------------- | ---------------------- | -------------------------------- | ---------------------------------------------- |
| Gamla Breflådan                                       | 1890-1892           |               |                                   |               |                        |                                  |                                                |
| Ganymedes                                             | 1881-1886           |               |                                   |               |                        |                                  |                                                |
| Gefle Börs                                            | 1890-1893           |               |                                   |               |                        |                                  |                                                |
| Gefle Weckoblad                                       | 1783-1784           |               |                                   |               |                        |                                  |                                                |
| Geflebladet                                           | 1855-1855           |               |                                   |               |                        |                                  |                                                |
| Gefleborgs Läns Tidning                               | 1836-1864           |               |                                   |               |                        |                                  |                                                |
| Gefleborgs Läns Tidning                               | 1889-1895           |               |                                   |               |                        |                                  |                                                |
| Gefleborgs Läns Tidning Veckoupplagan                 | 1889--1905          |               |                                   |               |                        |                                  |                                                |
| Gefleposten                                           | 1859                |               |                                   |               |                        |                                  |                                                |
| Gefleposten                                           | 1864--1941          |               |                                   |               |                        |                                  |                                                |
| Gefleposten Weckoupplagan                             | 1880--1905          |               |                                   |               |                        |                                  | 1900-0101--1902-12-31 Har ej kunnat återfinnas |
| Gefletidningen                                        | 1894                |               |                                   |               |                        |                                  |                                                |
| Gefle Arbetarblad                                     | 1901-1902           |               |                                   |               |                        |                                  | Se Arbetarbladet                               |
| Gefle Dagblad                                         | 1895-               | Gästrikland   |                                   |               |                        | 7 dagar i veckan                 |                                                |
| Gellivarebladet                                       | 1899-1901           |               |                                   |               |                        |                                  |                                                |
| Gengångaren                                           | 1844-1854           |               |                                   |               |                        |                                  |                                                |
| Gestrikebygd                                          | 1912-1918           |               |                                   |               |                        |                                  |                                                |
| Gestruke-Upplandsbygd                                 | 1910-1911           |               |                                   |               |                        |                                  |                                                |
| Gestrikland                                           | 1877-1880           |               |                                   |               |                        |                                  |                                                |
| Gevalia                                               | 1905-1934           |               |                                   |               |                        |                                  |                                                |
| Giftermålöstidningen                                  | 1894                |               |                                   |               |                        |                                  |                                                |
| Gislaveds tidning                                     | 1910-1911           |               |                                   |               |                        |                                  |                                                |
| GLT                                                   | 1997-1998           |               |                                   |               |                        |                                  |                                                |
| Glunten                                               | 1880-1892           |               |                                   |               |                        |                                  |                                                |
| Gnesta Tidning                                        | 1892-1894           |               |                                   |               |                        |                                  |                                                |
| GT                                                    | 1967-1989           |               |                                   |               |                        |                                  |                                                |
| GT                                                    | 1995-               |               |                                   |               |                        |                                  |                                                |
| GT SÖNDAGSTIDNINGEN                                   | 1958-1972           |               |                                   |               |                        |                                  |                                                |
| Gubbängsbladet                                        | 1949-1950           |               |                                   |               |                        |                                  |                                                |
| Gula Bladet                                           | 1826-1831           |               |                                   |               |                        |                                  |                                                |
| Guld                                                  | 1900-1904           |               |                                   |               |                        |                                  |                                                |
| Gnistan                                               | 1895-1897           |               |                                   |               |                        |                                  |                                                |
| Gnistan                                               | 1920-1921           |               |                                   |               |                        |                                  |                                                |
| Gnistan                                               | 1922-1928           |               |                                   |               |                        |                                  |                                                |
| Gnistan                                               | 1929-1930           |               |                                   |               |                        |                                  |                                                |
| Gnistan                                               | 1967 -1989          | Riksspridning | Göteborg-1971 Stockholm 1971-1989 | Göteborg Sala | Kommunistisk Maoistisk | i dag /vecka                     | Tidskrift - 1979 och efter 1986                |
| Gotland                                               | 1886-1899           | Gotland       | Visby                             | Visby         |                        | 1 dag /vecka onsdag sedan måndag | Edition till Gotlands Allehanda                |
| Gotlands läns nya tidning Gotlands läns tidning       | 1858-1872 1849-1858 |               |                                   |               |                        |                                  |                                                |
| Gotlands-Posten                                       | 1890-1936           |               |                                   |               |                        |                                  |                                                |
| Gotlands Allehanda                                    | 1873-               | Gotland       |                                   |               |                        | 6 dagar/vecka                    |                                                |
| Gottlands Folkblad (1911)                             | 1911-1912           |               |                                   |               |                        |                                  |                                                |
| Gotlands Folkblad                                     | 1928-1983           |               |                                   |               |                        |                                  |                                                |
| Gotlands Tidning                                      | 1858-1865           |               |                                   |               |                        |                                  |                                                |
| Gotlands Tidning                                      | 1867-1888           |               |                                   |               |                        |                                  |                                                |
| Gotlands Tidningar                                    | 1983-               | Gotland       |                                   |               |                        | 6 dagar/vecka                    |                                                |
| Gotlänningen                                          | 1884-1978           |               |                                   |               |                        |                                  |                                                |
| Granskaren                                            | 1886-1891           |               |                                   |               |                        |                                  |                                                |
| Grebbestadsposten                                     | 1904-1915           |               |                                   |               |                        |                                  |                                                |
| Grenna Nyheter och Annonsblad                         | 1900-1910           |               |                                   |               |                        |                                  |                                                |
| Grenna Tidning                                        | 1857-1964           |               |                                   |               |                        |                                  |                                                |
| Grennaposten                                          | 1891                |               |                                   |               |                        |                                  |                                                |
| Grennaposten                                          | 1992                |               |                                   |               |                        |                                  |                                                |
| Grennaposten                                          | 1993                |               |                                   |               |                        |                                  |                                                |
| Gripen                                                | 1850                |               |                                   |               |                        |                                  |                                                |
| Gripen                                                | 1866                |               |                                   |               |                        |                                  |                                                |
| Gripen                                                | 1880-1890           |               |                                   |               |                        |                                  |                                                |
| Grythytte Tidning                                     | 1885-1964           |               |                                   |               |                        |                                  |                                                |
| Gränslöst                                             | 2016                |               |                                   |               |                        | 1 dag /vecka                     |                                                |
| Grästorpstidningen                                    | 1905-1912           |               |                                   |               |                        |                                  |                                                |
| Gårdakuriren                                          | 1901                |               |                                   |               |                        |                                  |                                                |
| Gästrikebygden                                        | 1945-1951           |               |                                   |               |                        |                                  |                                                |
| Gästrriklands Folkblad                                | 1921-1922           |               |                                   |               |                        |                                  |                                                |
| Gävleborgs Läns Tidning                               | 1931                |               |                                   |               |                        |                                  |                                                |
| Gästriklands Tidning                                  | 1975-2019           | Gästrikland   |                                   |               |                        |                                  |                                                |
| GÄVLEBORGS VECKOBLAD (1907) 1907-09-20--1907-12-27 73 |                     |               |                                   |               |                        |                                  |                                                |
| Gävle-Dalabygden                                      | 1967-1975           |               |                                   |               |                        |                                  |                                                |
| Göingen Hessleholms Tidning                           | 1908-19911          |               |                                   |               |                        |                                  |                                                |
| Göta                                                  | 1854-1856           |               |                                   |               |                        |                                  |                                                |
| Göta Lejon                                            | 1890-1891           |               |                                   |               |                        |                                  |                                                |
| GÖTALANDS KÖPMANNATIDNING                             | 1920-1941           |               |                                   |               |                        |                                  |                                                |
| GÖTAÄLVDALSBYGDEN                                     | 1938-1939           |               |                                   |               |                        |                                  |                                                |
| GÖTEBORG                                              | 1886                |               |                                   |               |                        |                                  |                                                |
| GÖTEBORGDIREKT ANGERED-ÖSTRA GÖTEBORG                 |                     |               |                                   |               |                        |                                  |                                                |
| GÖTEBORGDIREKT ASKIM-NORRA HALLAND                    |                     |               |                                   |               |                        |                                  |                                                |
| GÖTEBORGDIREKT CENTRUM-MAJORNA/LINNÈ                  | 2016-               |               |                                   |               |                        |                                  |                                                |
| GÖTEBORGDIREKT CENTRUM-MAJORNA/LINNÈ (                | 2016-               |               |                                   |               |                        |                                  |                                                |
| GÖTEBORGDIREKT FRÖLUNDA-HÖGSBO                        | 2016-               |               |                                   |               |                        |                                  |                                                |
| GÖTEBORGDIREKT HISINGEN                               | 2016-               |               |                                   |               |                        |                                  |                                                |
| GÖTEBORGS ADRESSTIDNING                               | 1895-1896           |               |                                   |               |                        |                                  |                                                |
| GÖTEBORGS AFFÄRSMÄNS NOTERINGAR                       | 1890                |               |                                   |               |                        |                                  |                                                |
| GÖTEBORGS AFTONBLAD                                   | 1888-1918           |               |                                   |               |                        |                                  |                                                |
| GÖTEBORGS AFTONBLAD                                   | 1923-1926           |               |                                   |               |                        |                                  |                                                |
| GÖTEBORGS AFTONBLAD                                   | 1938-1939           |               |                                   |               |                        |                                  |                                                |
| GÖTEBORGS ALLEHANDA                                   | 1880                |               |                                   |               |                        |                                  |                                                |
| GÖTEBORGS ALLEHANDA                                   | 1907-1910           |               |                                   |               |                        |                                  |                                                |
| GÖTEBORGS ANNONSBLAD                                  | 1870-1871           |               |                                   |               |                        |                                  |                                                |
| GÖTEBORGS ANNONSTIDNING                               | 1881-1882           |               |                                   |               |                        |                                  |                                                |
| GÖTEBORGS ARGUS                                       | 1927-1934           |               |                                   |               |                        |                                  |                                                |
| GÖTEBORGS DAGBLAD                                     | 1894-1895           |               |                                   |               |                        |                                  |                                                |
| GÖTEBORGS DAGBLAD                                     | 1918-1923           |               |                                   |               |                        |                                  |                                                |
| GÖTEBORGS EXTRABLAD                                   | 1923-1925           |               |                                   |               |                        |                                  |                                                |
| Göteborgs Fria Tidning                                | 2005-2017           |               |                                   |               |                        |                                  |                                                |
| Göteborgs Handels- och Sjöfartstidning                | 1832-1973 1975-1985 |               |                                   |               |                        |                                  |                                                |
| GÖTEBORGS HYRESBLAD                                   | 1921                |               |                                   |               |                        |                                  |                                                |
| GÖTEBORGS HYRESLISTA                                  | 1888-1918           |               |                                   |               |                        |                                  |                                                |
| GÖTEBORGS HYRESTIDNING                                | 1931-1934           |               |                                   |               |                        |                                  |                                                |
| GÖTEBORGS KOMMUNIKATIONER                             | 1893-1907           |               |                                   |               |                        |                                  |                                                |
| GÖTEBORGS KYRKOTIDNING                                | 1918-1919           |               |                                   |               |                        |                                  |                                                |
| GÖTEBORGS MARKNADSBERÄTTELSE                          | 1880-1884           |               |                                   |               |                        |                                  |                                                |
| GÖTEBORGS MARKNADSBERÄTTELSE                          | 1886-1912           |               |                                   |               |                        |                                  |                                                |
| GÖTEBORGS MORGONPOST (                                | 1896-1950           |               |                                   |               |                        |                                  |                                                |
| GÖTEBORGS NYA AFTONBLAD                               | 1889                |               |                                   |               |                        |                                  |                                                |
| GÖTEBORGS NYHETER                                     | 1884-1885           |               |                                   |               |                        |                                  |                                                |
| Göteborgs nyheter                                     | 1892-1921           |               |                                   |               |                        |                                  |                                                |
| GÖTEBORGS OCH BOHUS ALLMÄNNA LÄNSTIDNING              | 1894-1896           |               |                                   |               |                        |                                  |                                                |
| GÖTEBORGS PLATS- OCH HYRESTIDNING                     | 1907                |               |                                   |               |                        |                                  |                                                |
| Göteborgs-Posten                                      | 1859-               | Västsverige   |                                   |               |                        |                                  |                                                |
| GÖTEBORGS STIFTSTIDNING                               | (1861)1907-1979     |               |                                   |               |                        |                                  |                                                |
| GÖTEBORGS WECKOBLAD                                   | 1867                |               |                                   |               |                        |                                  |                                                |
| GÖTEBORGS WECKOBLAD                                   | 1875-1892           |               |                                   |               |                        |                                  |                                                |
| GÖTEBORGS VECKOTIDNING                                | 1893-1977           |               |                                   |               |                        |                                  |                                                |
| GÖTEBORGS VÄGVISARE                                   | 1915                |               |                                   |               |                        |                                  |                                                |
| Göteborgs-bladet                                      | 1907-1909           |               |                                   |               |                        |                                  |                                                |
| GÖTEBORGSBLADET                                       | 1925                |               |                                   |               |                        |                                  |                                                |
| GÖTEBORGSBLADET PÅ SÖDRA STAN                         | 1960-1961           |               |                                   |               |                        |                                  |                                                |
| GÖTEBORGSBLADET PÅ VÄSTRA STAN                        | 1959-1961           |               |                                   |               |                        |                                  |                                                |
| GÖTEBORGSBLADET PÅ Östra Stan                         | 1959-1961           |               |                                   |               |                        |                                  |                                                |
| Göteborgskuriren                                      | 1890-1900           |               |                                   |               |                        |                                  |                                                |
| Göteborgskuriren                                      | 1976-1986           |               |                                   |               |                        |                                  |                                                |
| Göteborgsnytt                                         | 1977-1984           |               |                                   |               |                        |                                  |                                                |
| GÖTEBORGSTIDNINGEN                                    | 1902-1967           |               |                                   |               |                        |                                  |                                                |
| Göteborgstidningen Dagbladet                          | 1884-1885           |               |                                   |               |                        |                                  |                                                |
| Göteborgs-Tidningen                                   |                     | Västverige    |                                   |               |                        |                                  | Edition av Expressen                           |
| Göteborgstrakten                                      | 1923-1970           |               |                                   |               |                        |                                  |                                                |
| GÖTENE TIDNING                                        | 1986                |               |                                   |               |                        |                                  |                                                |
| GÖTHA RUNOR                                           | 1831-1832           |               |                                   |               |                        |                                  |                                                |
| Götheborgs Allehanda                                  | 1774-1843           |               |                                   |               |                        |                                  |                                                |
| GÖTHEBORGS BÖRSUNDERÄTTELSER                          | 1848-1850           |               |                                   |               |                        |                                  |                                                |
| GÖTHEBORGS DAGBLAD                                    | 1828-1838           |               |                                   |               |                        |                                  |                                                |
| GÖTHEBORGS DAGBLAD                                    | 1848-1849           |               |                                   |               |                        |                                  |                                                |
| GÖTHEBORGS LÖRDAGSBLAD                                | 1847                |               |                                   |               |                        |                                  |                                                |
| GÖTHEBORGS OCH BOHUS LÄNS TIDNING                     | 1844-1845           |               |                                   |               |                        |                                  |                                                |
| GÖTHEBORGS STADSTIDNING OCH DAGLIGA ANNONSBLAD        | 1833                |               |                                   |               |                        |                                  |                                                |
| GÖTHEBORGS TIDNINGAR                                  | 1786-1842           |               |                                   |               |                        |                                  |                                                |
| GÖTHEBORGS WECKOLISTA                                 | 1749-1758           |               |                                   |               |                        |                                  |                                                |
| Götheborgsbladet                                      | 1847-1858           |               |                                   |               |                        |                                  |                                                |
| Götheborgska Nyheter                                  | 1765-1848           |               |                                   |               |                        |                                  |                                                |
| Götheborgsposten                                      | 1813-1832           |               |                                   |               |                        |                                  |                                                |
| Götheborgsposten                                      | 1850-1851           |               |                                   |               |                        |                                  |                                                |
| Göthen                                                | 1836-1843           |               |                                   |               |                        |                                  |                                                |

### H
| Titel | Utgivningsår                    | Spridning | Utgivningsort Redaktionsort                                                                                        | Tryckort | Politisk färg | Utgivningsfrekvens                                                                                                 | Editioner |
| --- | ------------------------------- | --- | --- | --- | --- | --- | --- |
| \| Helsingborgs-Posten Skåne-Halland \| 3:489 \| \| Helsingborgs-Postens Veckoblad, Helsingborgstidningen Skånes Allehanda \| 3:486a \| \| Helsingborgstidningen Skånes Allehanda \| 3:486 \| \| Helsingborgstidningen Skånes Allehanda Helsingborgs-Postens Veckoblad \| 3:486a \| \| Helsingen \| 3:1201 \| \| Helsingen \| 3:1206 \| \| Helsingen \| 3:1206 \| \| Helsinglands och Gestriklands Missionsblad \| 3:522 \| \| Helsinglands Veckoblad. Hudiksvallspostens Veckoupplaga \| 3:524 \| \| Helsi \| 3:1200 \| \| Helsovännen \| 2:802 \| \| Helsowännen \| 2:99 \| \| Hembygden \| 3:193 \| \| Hemfrid \| 3:112 \| \| Hemfrid \| 3:1057 \| \| Hemlandet \| 3:943 \| \| Hemlandspostens Uppbyggelseblad \| 3:195a \| \| Hemlandsposten \| 3:195 \| \| Hemlandsvännen \| 2:609 \| \| Hemmet \| 2:384 \| \| Hemmet \| 2:829 \| \| Hemmet \| 3:645 \| \| Hemmet \| 3:936a \| \| Hemmet och härden (bilaga) \| 2:882 \| \| Hemmets Allehanda \| 3:927 \| \| Hemmets altare \| 2:314 \| \| Hemmets Bok \| 2:722 \| \| Hemmets Tidning \| 2:1038 \| \| Hemmets Vän \| 3:1435 \| \| Hemtrefnad \| 3:1709 \| \| Hemvännen \| 2:519 \| \| Hemvärmen \| 2:1006 \| \| Hemåt \| 2:560 \| \| Hemåt \| 2:953 \| \| Hermannsburgs Missionsblad \| 2:356 \| \| Hermathene \| 3:824b \| \| Hermes \| 2:48 \| \| Hermes \| 2:723 \| \| Hermes \| 3:1333 \| \| Hermes Gothicus \| 1:I \| \| Hermoder \| 2:227 \| \| Hermoder \| 3:1086 \| \| Hernösands Stifts-Tidningar \| 3:502 \| \| Hernösands Stifts-Tidning \| 3:502 \| \| Hernösands-Posten \| 3:504 \| \| Herr Lars \| 3:764 \| \| Herren din läkare \| 2:883 \| \| Herren kommer! \| 2:685 \| \| Herrgårdsbladet \| 3:921 \| \| Hessleholms Tidning \| 3:691 \| \| Historieskrifvaren \| 1:332 \| \| Historisk Bibliotek \| 2:561 \| \| Historisk Lektyr \| 2:622 \| \| Historisk Läsning för hemmet \| 2:559 \| \| Historisk Tidskrift \| 2:643 \| \| Historisk Weckoskrift Öfwer Mynt och Medailler \| 1:59 \| \| Historisk-Geografisk- och Genealogiske Anmärkningar öfver MDCCXXIII [MDCCXXIV, MDCCXXV] års Post-Tidningar, JOH. SAM. STRIMESII... \| 1:20 \| \| Historiska Annaler \| 3:1760 \| \| Historiska Biblioteket \| 1:272 \| \| Historiska Bokhandelns Almänna Tidningar \| 1:296 \| \| Historiska Förrådet \| 1:81 \| \| Historiska Märkwärdigheter \| 1:98 \| \| Historiska och Statistiska Tidningar \| 1:316 \| \| Historiska Tidningarne \| 1:328 \| \| Historiskt och Politiskt Nytt \| 1:299 \| \| Hjo nya Tidning \| 3:513 \| \| Hjo Tidning \| 3:513 \| \| Hjo Tidning \| 3:516 \| \| Hjo Vecko-Tidning \| 3:515 \| |                                 | | | | | | |
| |                                 | | | | | | |
| Handelstidning |                                 | | | | | | |
| Handelstidningens Veckoblad |                                 | | | | | | |
| Hallands Allehanda | 1885-1888                       | Halland | Falkenberg Halmstad                                                                                                | Falkenberg Halmstad                                                                                                | ? | En dag i veckan, söndag                                                                                            | Flyttades från Falkenberg till Halmstad                                                                            |
| Hallands Allmänna Länstidning | 1894-1896                       | Halland | Göteborg | Göteborg | ? | En dag i veckan | Samma innehåll som Allmänna Länstidningen för Elfsborgs läns städer och landsbygd                                  |
| Hallands Läns Tidning (extern länk) | 1824                            | Blott ett nummer på åtföljt av Bihang till Hallands Läns Tidning utkom av tidningen. Få prenumeranter anmälde sig. | Blott ett nummer på åtföljt av Bihang till Hallands Läns Tidning utkom av tidningen. Få prenumeranter anmälde sig. | Blott ett nummer på åtföljt av Bihang till Hallands Läns Tidning utkom av tidningen. Få prenumeranter anmälde sig. | Blott ett nummer på åtföljt av Bihang till Hallands Läns Tidning utkom av tidningen. Få prenumeranter anmälde sig. | Blott ett nummer på åtföljt av Bihang till Hallands Läns Tidning utkom av tidningen. Få prenumeranter anmälde sig. | Blott ett nummer på åtföljt av Bihang till Hallands Läns Tidning utkom av tidningen. Få prenumeranter anmälde sig. |
| Hallands Läns Tidning | 1837-1851                       | Halland | Halmstad | Halmstad | ? | En dag i veckan, torsdagar                                                                                         | Efter Söderströms död gav hans änka ut tidningen under 1852, men saknas i K. B.                                    |
| Hallands Nyheter | 1905                            | Falkenberg Varberg                                                                                                 | Falkenberg | Falkenberg Halmstad sedan 2007                                                                                     | Först liberal till 1919 sedan centertidning                                                                        | Sex dagar i veckan sedan 1939                                                                                      | Hette vid starten Falkenbergs Posten bytte namn 1919                                                               |
| Hallands Tidning | 1889-                           | | | | | | |
| Hallands-Posten |                                 | | | | | | |
| Hallands-Posten |                                 | | | | | | |
| Halland |                                 | | | | | | |
| Halländing |                                 | | | | | | |
| Halländska Tidningen |                                 | | | | | | |
| Halmstads Tidning |                                 | | | | | | |
| Halmstads-Bladet |                                 | | | | | | |
| Hallands Folkblad (nedlagd) |                                 | | | | | | |
| Hallands Tidning |                                 | | | | | | |
| Hallandsposten |                                 | Halmstad Laholm och Hylte                                                                                          | | | | Sex dagar i veckan                                                                                                 | |
| Haparandabladet | Haparanda Övertorneå och Pajala | Tornedalen | Haparanda | Haparanda Kemi Finland Piteå Luleå med flera                                                                       | Provinsiell - För bygdens utveckling                                                                               | Två dagar i veckan                                                                                                 | Tidning även på finska                                                                                             |
| Hedemora Posten | 1887--1888                      | Södra Dalarna | Hedemora | Falun | ? | Två dagar i veckan, onsdag och lördag                                                                              | |
| Hedemora Tidning | 1864--1880                      | Södra Dalarna | Hedemora | Hedemora | ? | En dag i veckan, fredag                                                                                            | Undertitel : Södra Dalarnes Annonsblad                                                                             |
| Hela Sverige | 1898--1899                      | Göteborg ? | Göteborg | Göteborg | Nykterhetsvänlig                                                                                                   | En dag i veckan, torsdagar                                                                                         | |
| Helsingborgs Dagblad | 1884--                          | Helsingborg | Helsingborg | Helsingborg | Oberönde liberal tidigare oavhängig                                                                                | Sju dagar i veckan                                                                                                 | Ingår numera i ett gemensamt bolag med Sydsvenskan, Editioner Landskronaposten och Nordvästra Skånes Tidningar     |
| Helsingborgs Tidning | 1867-1884                       | Helsingborg | Helsingborg | Helsingborg | ? | Tre dagar i veckan, tisdag, torsdag och lördag                                                                     | Byter 1884 namn till Helsingborgs Dagblad                                                                          |
| Helsingborgs-Posten | 1824--1867                      | Helsingborg | Helsingborg | Helsingborg | ? | Tre dagar i veckan,olika dagar. I början färre                                                                     | |
| Hemmets vän |                                 | | | | Oberönde Kristdemokratisk                                                                                          | En dag i veckan | |
| Hjo tidning | Hjo                             | | | | | Två dagar i veckan                                                                                                 | |
| Hudiksvalls Allehanda |                                 | | | | | | |
| Hudiksvalls Tidning | Hudiksvall                      | | | | | Sju dagar i veckan                                                                                                 | |
| Hudiksvalls Weckoblad |                                 | | | | | | |
| Hudiksvallsposten |                                 | | | | | | |
| Hvad har händt? |                                 | | | | | | |
| Hvad har händt? |                                 | | | | | | |
| Hvad nytt från Stockholm? |                                 | | | | | | |
| Hvad nytt i dag? |                                 | | | | | | |
| Hvad nytt? Eksjö tidning |                                 | | | | | | |
| Hvar 8 dag |                                 | | | | | | |
| Hvarjehanda |                                 | | | | | | |
| Hvarjehanda |                                 | | | | | | |
| Hvetlanda Tidning |                                 | | | | | | |
| Hvetlanda-Posten |                                 | | | | | | |
| Hwad Nytt i Staden? |                                 | | | | | | |
| Hwad Nytt? Hwad Nytt? |                                 | | | | | | |
| Hälsingekuriren |                                 | | | | | | |
| Hälsinglands tidning |                                 | | | | | | |
| Härjedalen |                                 | | | | | | |
| Härnösandsposten 1842-1951 | 1842-1951                       | | | | | | |
| Härryda-Posten |                                 | | | | | | |
| Höganäs tidning |                                 | | | | | | |
| Höganäs & Kullens Tidning |                                 | | | | | | |
| Höganäs-Posten |                                 | | | | | | |
| Hörby-Posten |                                 | | | | | | |
| Hörby-Tidningen |                                 | | | | | | |
| Hörby-Tidningen |                                 | | | | | | |
| Helsingborgs-Posten Skåne-Halland | 3:489                           | | | | | | |
| Helsingborgs-Postens Veckoblad, Helsingborgstidningen Skånes Allehanda | 3:486a                          | | | | | | |
| Helsingborgstidningen Skånes Allehanda | 3:486                           | | | | | | |
| Helsingborgstidningen Skånes Allehanda Helsingborgs-Postens Veckoblad | 3:486a                          | | | | | | |
| Helsingen | 3:1201                          | | | | | | |
| Helsingen | 3:1206                          | | | | | | |
| Helsingen | 3:1206                          | | | | | | |
| Helsinglands och Gestriklands Missionsblad | 3:522                           | | | | | | |
| Helsinglands Veckoblad. Hudiksvallspostens Veckoupplaga | 3:524                           | | | | | | |
| Helsi | 3:1200                          | | | | | | |
| Helsovännen | 2:802                           | | | | | | |
| Helsowännen | 2:99                            | | | | | | |
| Hembygden | 3:193                           | | | | | | |
| Hemfrid | 3:112                           | | | | | | |
| Hemfrid | 3:1057                          | | | | | | |
| Hemlandet | 3:943                           | | | | | | |
| Hemlandspostens Uppbyggelseblad | 3:195a                          | | | | | | |
| Hemlandsposten | 3:195                           | | | | | | |
| Hemlandsvännen | 2:609                           | | | | | | |
| Hemmet | 2:384                           | | | | | | |
| Hemmet | 2:829                           | | | | | | |
| Hemmet | 3:645                           | | | | | | |
| Hemmet | 3:936a                          | | | | | | |
| Hemmet och härden (bilaga) | 2:882                           | | | | | | |
| Hemmets Allehanda | 3:927                           | | | | | | |
| Hemmets altare | 2:314                           | | | | | | |
| Hemmets Bok | 2:722                           | | | | | | |
| Hemmets Tidning | 2:1038                          | | | | | | |
| Hemmets Vän | 3:1435                          | | | | | | |
| Hemtrefnad | 3:1709                          | | | | | | |
| Hemvännen | 2:519                           | | | | | | |
| Hemvärmen | 2:1006                          | | | | | | |
| Hemåt | 2:560                           | | | | | | |
| Hemåt | 2:953                           | | | | | | |
| Hermannsburgs Missionsblad | 2:356                           | | | | | | |
| Hermathene | 3:824b                          | | | | | | |
| Hermes | 2:48                            | | | | | | |
| Hermes | 2:723                           | | | | | | |
| Hermes | 3:1333                          | | | | | | |
| Hermes Gothicus | 1:I                             | | | | | | |
| Hermoder | 2:227                           | | | | | | |
| Hermoder | 3:1086                          | | | | | | |
| Hernösands Stifts-Tidningar | 3:502                           | | | | | | |
| Hernösands Stifts-Tidning | 3:502                           | | | | | | |
| Hernösands-Posten | 3:504                           | | | | | | |
| Herr Lars | 3:764                           | | | | | | |
| Herren din läkare | 2:883                           | | | | | | |
| Herren kommer! | 2:685                           | | | | | | |
| Herrgårdsbladet | 3:921                           | | | | | | |
| Hessleholms Tidning | 3:691                           | | | | | | |
| Historieskrifvaren | 1:332                           | | | | | | |
| Historisk Bibliotek | 2:561                           | | | | | | |
| Historisk Lektyr | 2:622                           | | | | | | |
| Historisk Läsning för hemmet | 2:559                           | | | | | | |
| Historisk Tidskrift | 2:643                           | | | | | | |
| Historisk Weckoskrift Öfwer Mynt och Medailler | 1:59                            | | | | | | |
| Historisk-Geografisk- och Genealogiske Anmärkningar öfver MDCCXXIII [MDCCXXIV, MDCCXXV] års Post-Tidningar, JOH. SAM. STRIMESII... | 1:20                            | | | | | | |
| Historiska Annaler | 3:1760                          | | | | | | |
| Historiska Biblioteket | 1:272                           | | | | | | |
| Historiska Bokhandelns Almänna Tidningar | 1:296                           | | | | | | |
| Historiska Förrådet | 1:81                            | | | | | | |
| Historiska Märkwärdigheter | 1:98                            | | | | | | |
| Historiska och Statistiska Tidningar | 1:316                           | | | | | | |
| Historiska Tidningarne | 1:328                           | | | | | | |
| Historiskt och Politiskt Nytt | 1:299                           | | | | | | |
| Hjo nya Tidning | 3:513                           | | | | | | |
| Hjo Tidning | 3:513                           | | | | | | |
| Hjo Tidning | 3:516                           | | | | | | |
| Hjo Vecko-Tidning | 3:515                           | | | | | | |

### I
| Titel                        | Utgivningsår                                         | Spridning            | Utgivningsort Redaktionsort | Tryckort                  | Politisk färg | Utgivningsfrekvens | Editioner                                           |
| ---------------------------- | ---------------------------------------------------- | -------------------- | --------------------------- | ------------------------- | ------------- | ------------------ | --------------------------------------------------- |
| IDag                         | 2 januari 1990–16 april 1995                         | Syd- och Västsverige | Göteborg                    | Göteborg Malmö Karlskrona | Liberal       | Sju dagar i veckan | En Göteborgsedition och en Malmöedition             |
| Idrottsbladet                | 1910–1988                                            |                      |                             |                           |               |                    | inte dagstidning för specialtidskrift               |
| Ilbudet                      | 7 januari 1892–30 juni 1892                          |                      |                             |                           |               |                    |                                                     |
| Illustrerad Lantbrukstidning | 14 november 1874–28 december 1876                    |                      |                             |                           |               |                    |                                                     |
| Illustreradt Allehanda       | 1 januari 1886–30 december 1887                      |                      |                             |                           |               |                    |                                                     |
| Illustreradt Hvad Nytt?      | 4 januari 1899–26 november 1905 KB saknar hela 1902. |                      |                             |                           |               |                    |                                                     |
| Industribladet               | 12 december 1890–23 januari 1891                     |                      |                             |                           |               |                    |                                                     |
| Inlandet                     | 10 januari 1920–6 augusti 1921                       |                      |                             |                           |               |                    |                                                     |
| Inrikes tidningar            | 26 november 1760–29 december 1820                    |                      |                             |                           |               |                    |                                                     |
| Internationalen              | 1979–2006                                            | Riksspridning        | Stockholm                   | Norrtälje                 | Trotskistisk  | En dag i veckan    | Tidskrift till 1979 Tidskrift efter 2006, enligt KB |

### J
| Titel                       | Utgivningsår | Spridning      | Utgivningsort Redaktionsort | Tryckort  | Politisk Färg       | Utgivningsfrekvens   | Editioner                      |
| --------------------------- | ------------ | -------------- | --------------------------- | --------- | ------------------- | -------------------- | ------------------------------ |
| Jemtland                    | 1893–1911    |                |                             |           |                     |                      |                                |
| Jernvägdsmännens tidning    | 1895–1902    |                |                             |           |                     |                      |                                |
| Jordbrukarbladet            | 1918–1922    |                |                             |           |                     |                      |                                |
| Jordbrukaren                | 1926–1970    |                |                             |           |                     |                      |                                |
| Jordbrukarens tidning       | 1890–1900    |                |                             |           |                     |                      |                                |
| Jordbrukarnas föreningsblad | 1931–1970    |                |                             |           |                     |                      |                                |
| Jordbrukarnes Tidning       | 1919–1921    |                |                             |           |                     |                      |                                |
| Jordbrukets Tidning         | 1930–1931    |                |                             |           |                     |                      |                                |
| Jorden och Folket           | 1913–1915    |                |                             |           |                     |                      |                                |
| Jorden Rundt                | 1879         |                |                             |           |                     |                      |                                |
| Jorden Rundt                | 1889         |                |                             |           |                     |                      |                                |
| Jämtlands Allehanda         | 1889–1895    |                |                             |           |                     |                      | Edition till Jämtlands tidning |
| Jämtlands Folkblad          | 1911–1914    |                |                             |           |                     |                      |                                |
| Jämtlands Folkblad          | 1942–1949    |                |                             |           |                     |                      |                                |
| Jämtlands Läns Annonsblad   | 1894–1901    |                |                             |           |                     |                      |                                |
| Jämtlands Tidning           | 1845–        |                |                             |           |                     |                      |                                |
| Jämtlands Veckoblad         | 1883         |                |                             |           |                     |                      |                                |
| Jämtlandskuriren            | 1901–1945    |                |                             |           |                     |                      | Edition till Jämtlands tidning |
| Jämtlandsposten             | 1885–1925    |                |                             |           |                     |                      |                                |
| Järfälla Nyheter            | 1982–1987    |                |                             |           |                     |                      |                                |
| Järfälla Tidning            | 2015–2019    |                |                             |           |                     |                      |                                |
| Järfällabladet              | 1955–1956    |                |                             |           |                     |                      |                                |
| Järfälla Direkt             |              |                |                             |           |                     |                      |                                |
| Järnbäraland                |              |                |                             |           |                     |                      |                                |
| Jönköping                   | 1891         |                |                             |           |                     |                      |                                |
| Jönköping Nu                | 2005         |                |                             |           |                     |                      |                                |
| Jönköpings Allehanda        |              |                |                             |           |                     |                      |                                |
| Jönköpings Dagblad          |              |                |                             |           |                     |                      |                                |
| Jönköpingsposten            | 1865–        | Jönköpings län | Jönköping                   | Jönköping | Oberoende borgerlig | Sex nummer per vecka |                                |

### K
| Titel                                            | Utgivningsår                      | Spridning | Utgivningsort Redaktionsort | Tryckort | Politisk färg | Utgivningsfrekvens | Editioner |
| ------------------------------------------------ | --------------------------------- | --- | --- | --- | --- | --- | --- |
| Kalmar                                           | 1864–1918                         | Kalmar | Kalmar | Kalmar | Frisinnad | I början två dagar i veckan, sista tiden sex dagar i veckan                                                                                 | Uppgår i Kalmar-Kalmar Läns Tidning |
| Kalmar läns tidning                              | 1846                              | Kalmar /Öland? | Kalmar | Kalmar | ? | En dag i veckan | Fortsättning av Calmar Läns och Ölands Tidning |
| Kalmar läns tidning (1948–)                      | 1948–                             | | Kalmar | Många tryckorter Kalmar, Malmö, Borgholm, Ljungby Vimmerby och Karlskrona                                                                   | Centern | En dag i veckan | Edition Nybro Tidning räknas nu som bilaga |
| Kalmar Länsbladet                                | 1950–1975                         | Kalmar lön | Oskarshamn Kalmar | Oskarshamn med flera | Folkpartiet | 4-8 nr per år | Ej dagstidning kommer ut för sällan |
| Kalmar Läns-Kuriren                              | 1923–1942                         | Södra Sverige | Oskarshamn till 1931 Kristianstad 1931-1933 därefter Malmö                                                                                  | Oskarshamn 1923-1931 Kristianstad 1931-1942                                                                                                 | Kommunistisk | En till tre dagar i veckan i slutet två dagar                                                                                               | Utgavs i flera upplagor bland annat Sydsvenska kuriren |
| Kalmar Länstidning                               | 1915–1918                         | Kalmar län och Öland | Kalmar | Kalmar | Frisinnad | Först fyra dagar i veckan i slutet sex dagar i veckan.                                                                                      | Uppgår i Kalmar-Kalmar Läns Tidning |
| Kalmarbladet                                     | 1905–1906                         | Kalmar län | Oskarshamn Platskontor Kalmar | Oskarshamn | | Tre dagar i veckan tisdag, torsdag och lördag.                                                                                              | Närstående Oskarshamns Tidning |
| Kalmariten                                       | 1916                              | Kalmar län | Kalmar | Kalmar | Opolitisk | Söndagstidning | Tryckt hos Kalmar Länstidning |
| Kalmar Kalmar läns tidning                       | 1918–1947                         | Kalmar | Kalmar | Kalmar | Frisinnad | Sexdagar i veckan | |
| Kalmarposten                                     | 1988–                             | Kalmar | Kalmar | Linköping (Pressgrannar) Malmö (Bold Printing,SDS) Karlskrona (Sydostpressarna)                                                             | Opolitisk | En dag i veckan.onsdagar | Gratistidning, högt annonsinnehåll |
| Kalmarsundsposten                                | 1902–1904                         | Kalmar Län | Kalmar | Växjö Oskarshamn | Frisinnad | En dag i veckan. tisdagar | |
| Kalmartidningen Barometern                       | För uppgifter se Barometern       | För uppgifter se Barometern | För uppgifter se Barometern | För uppgifter se Barometern | För uppgifter se Barometern | För uppgifter se Barometern | Tidigare titel på Barometern |
| Kanalen                                          | 2016–                             | Österåker Vaxholm | Åkersberga | Linköping (pressgrannar) | Opolitisk | En dag i veckan | Gratistidning. Stort annonsinnehåll |
| Kapten Puff                                      | 1855-1865                         | Stockholm | Stockholm | Stockholm | Skämttidning satir bland annat mot svensk utrikespolitik                                                                                    | En dag i veckan | Tidningen kom ut under tre perioder |
| Kapten Puff                                      | 1871-1874                         | Stockholm | Stockholm | Stockholm | Skämttidning satir bland annat mot svensk utrikespolitik                                                                                    | En dag i veckan | Tidningen kom ut under tre perioder |
| Kapten Puff                                      | 1887                              | Stockholm | Stockholm | Stockholm | Skämttidning satir bland annat mot svensk utrikespolitik                                                                                    | En dag i veckan | Tidningen kom ut under tre perioder |
| Karlsborgstidningen                              | 1915–1972                         | Karlsborg med omnejd | Mariestad Karlsborg Mariestad | Mariestad | Liberal från 1952 höger | Två till tre dagar i veckan | Edition till Mariestads-Tidningen från 1952 |
| Karlshamn                                        | 1871–1928                         | Blekinge särskilt mellersta | Karlshamn Karlskrona | Karlshamn Karlskrona | Liberal | sex dagar i veckan | Edition till BLT 1913--1914. Bilaga Missionsblad för Blekinge. |
| Karlshamns Allehanda                             | 1848-2019                         | Karlshamn Olofström | Karlshamn | Karlshamn | Liberal | | Inkorporerade Ronnebyposten, lades ner 2019 ingår i BLT. |
| Karlshamns-Tidningen                             | 1928--1933                        | Karlshamn | Karlshamn | Karlshamn | Liberal från 1931 bondeförbundet | Sex dagar i veckan | Tidningen köptes av Bondeförbundet 1931 |
| Karlskoga Allehanda                              | 1900                              | Karlskoga | Karlskoga | Karlstad | ? | En och sedan två dagar i veckan | |
| Karlskoga Bergslag                               | 1937                              | Karlskoga Degerfors | Karlskoga | Örebro (Örebro Dagblads tryckeri) | Opolitisk | Tre dagar i veckan | |
| Karlskoga Nyheter                                | 1916--1918                        | Karlskoga | Karlskoga | Karlstad | Frisinnad Nykterhetsvänlig | Tre dagar i veckan | Efterföljare till Värmlands läns tidnings Karlskogaupplaga |
| Karlskoga Tidning                                | 1883--2020                        | Karlskoga Degerfors | Nora Karlskoga | Nora Karlskoga Kristinehamn Karlstad | Liberal i starten Konservativ | Först en dag veckan på slutet var den sexdagarstidning.                                                                                     | Tidningen blir konservativ då den tas över av Nya Wermlandstidningen.Editioner Degerfors Tidning Kroppa Tidning                                                               |
| Karlskoga Tidning Kuriren                        | 2020--                            | Östra Värmland | Karlskoga | Karlstad | Opolitisk? | Sex dagar i veckan | Sammanslagning av Karlskoga Tidning och Karlskoga Kuriren |
| Karlskoga-Bergslagskuriren                       | 1987--1988                        | Karlskoga | Karlskoga | Karlstad | Socialdemokratisk | | Edition till Karlskoga Kuriren. |
| Karlskoga-Kuriren                                | 1941--1987 1988--2020             | Karlskoga Degerfors | Karlskoga | Örebro Eskilstuna Västerås Karlstad | Socialdemokratisk | Sex dagar i veckan | Avläggare till Örebrokuriren som överlevde denna. Tidningen upphörde då den gick samman och bildade Karlskoga Tidning Kuriren                                                 |
| Karlskogaposten                                  | 1881-1885                         | Karlskoga | Lindesberg | Lindesberg | Liberal | En dag i veckan | Allehanda och Bergslags-Posten hade alldeles samma innehåll som den av Anders Ericson även utgivna Karlskoga-Posten                                                           |
| Karlskrona Weckoblad                             | 1879--1908                        | Karlskrona | Karlskrona | Karlskrona | ? | En dag i veckan, lördagar | Fortsattes 1908--1935 som Karlskrona Tidningen |
| Karlskrona-Nisse                                 | 1911                              | | | | | | |
| Karlskronaposten                                 | 1875                              | Karlskrona | Karlskrona | Karlskrona | ? | Sex dagar i veckan | Utgiven 1 april till 24 juli 1875. |
| Karlskronatidningen omdirigering bör bli ny sida | 1908--1935                        | Östra och Mellersta Blekinge | Karlskrona | Karlskrona | Konservativ | Sex dagar i veckan | Fortsättning av Karlskrona Weckoblad. |
| Karlstadskuririren                               | 1900--1901                        | Värmland | Karlstad Kristinehamn | Karlstad Kristinehamn | Liberal konservativ | Två dagar i veckan | Startade i Karlstad, flyttad till Kristinehamn |
| Karlstadtidningen                                | 1879–                             | Värmland | Karlstad | Karlstad | Liberal, Frisinnad | En dag i veckan 1928-1957 sex dagar i veckan                                                                                                | 2001 köpt av Värmlands Folkblad, |
| Karlstadtidningen Veckoupplagan                  | 1888--1918                        | Värmland | Karlstad | Karlstad | Liberal. Frisinnad | En dag i veckan | Edition till Karlstadtidningen |
| Karlstads Tidningen                              | Se Karlstadtidningen              | Se Karlstadtidningen | Se Karlstadtidningen | Se Karlstadtidningen | Se Karlstadtidningen | Se Karlstadtidningen | Se Karlstadtidningen |
| Katrineholms Tidning                             | 1887--1924                        | Katrineholm | Katrineholm | Eskilstuna Katrineholm | Moderat | En till sex dagar i slutet tre dagar i veckan                                                                                               | Går upp i Katrineholmsposten 1925 |
| Katrineholms-Kuriren                             | 1917–                             | Katrineholm Flen Vingåker | Katrineholm | | Liberal | Sex dagar i veckan | |
| Katrineholmsposten                               | 1923--1928                        | Katrineholm | Katrineholm | Katrineholm | Moderat | Tre dagar i veckan | |
| Kinda Tidning                                    | 1885–1896 1897-1899 1899-1901     | Kinda härad | Vimmerby | Vimmerby Jönköping | ? | En dag i veckan | Egen tidning till slutet av 1896. Fortsattes 1897 -1899 som fjärde sidan av Vimmerbykuriren men blir åter egen 1899-1901                                                      |
| Kinda Tidning                                    | 1885–1896 1897-1899 1899-1901     | Kinda härad | Vimmerby | Vimmerby | Frisinnad | Två dagar i veckan, tisdag och fredag | Egen tidning till slutet av 1896. Fortsattes 1897 -1899 som fjärde sidan av Vimmerbykuriren men blir åter egen 1899-1901                                                      |
| Kinda-Posten                                     | 1894–2005                         | Kinda södra Östergötland | Vimmerby | Vimmerby | Moderat sedan centertidning | Först en dag i veckan i slutet sex dagar i veckan                                                                                           | Edition till Vimmerby tidning |
| Kindaposten                                      | 2018–                             | Kinda Södra Östergötland | Norrköping | Linköping | ? | Sex dagar i veckan | Utgiven av Östmedia |
| Kindnytt                                         | 1992                              | | Borås | Skene Bollebygd Ljungby | Opolitisk | En dag i veckan, torsdagar | Kortlivad tidning med bara tre månaders utgivning |
| Kirunabladet                                     | 1902                              | Kiruna | Luleå | Luleå | Frisinnad | En dag i veckan, torsdagar | Mycket kortlivad bara en månad. |
| Kisa Weckoblad                                   | 1871                              | Kisa | Linköping | Linköping | ? | En dag i veckan,fredagar | Utgiven bara under 1871. |
| Kisaposten                                       | 1902--1903                        | Kisa | Vimmerby | Vimmerby | ? | Först en dag, sedan två dagar i veckan | Edition till Vimmerby tidning |
| Kisatidningen                                    | 1906--1939                        | Kisa Kinda och Ydre härad | Kisa till 1909 sedan Vimmerby | Vimmerby | ? | En dag i veckan sedan två. | Edition till Nya Posten i Vimmerby till 1928,därefter till Vimmerbyortens tidning                                                                                             |
| Kistadirekt                                      | 2019--2020                        | Kista i Stockholm | Upplands Väsby | Stockholm (Bold printing) | Opolitiskt | En dag i veckan lördagar | Gratistidning |
| Klaran                                           | 1890--1909                        | Nyed och Elfdalen, senare för Värmland | Filipstad till 1902 och sedan Karlstad | Filipstad Karlstad | Frisinnad, kristen | En och två dagar i veckan, onsdag och lördag                                                                                                | Närstående till Värmlands Dagblad 1902-1909 |
| Klarälvsbygden                                   | 1967--1985                        | Värmland ner mindre orter | Hagfors | Hagfors | Opolitisk | En dag i veckan | |
| Klarälvsdalen                                    | 1934--1941                        | Värmland | Sunne | Sunne Karlstad | Opolitisk | En till två dagar i veckan, varierande dagar                                                                                                | |
| Klarälvsposten                                   | 1958--1966                        | Värmland | Hagfors | Filipstad Karlstad Hagfors | Opolitisk | En dag i veckan lördag, fredag eller torsdag                                                                                                | Tidningen startar med en sammanslagning med ett Annonsblad |
| Klasskampen                                      | 1918--1919                        | Värmland | Karlstad | Karlstad | Socialistisk | En dag i veckan | |
| Klatsch                                          | 1913-1918                         | Troligen stora delar av Sverige | Karlskrona Stockholm Malmö | Karlskrona Malmö Stockholm | Tidning för skämt och allvar | En till två dagar i veckan | Svenskt författarlexikon beskriver Ståhle, Artur Leopold som utgivare av skandaltidningen Klatsch. Troligen inte dagstidning.                                                 |
| Klippans Dagblad                                 | 1978--1984                        | Klippan Örkelljunga | Helsingborg | Helsingborg | Oberoende liberal | Sju dagar i veckan | Edition av Helsingborgs dagblad |
| Klippans Tidning                                 | 1938--1984                        | Klippan | Klippan | Ängelholm | Moderat | Sex dagar i veckan till 1979 sedan sju dagar i veckan                                                                                       | Edition till först till Engelholms Tidning till 1946 sedan till Nordvästra Skånes Tidningar 1946-1984                                                                         |
| Klipparen                                        | 1888--1889                        | | Kristinehamn Stockholm | Kristinehamn | Klippt u r pressen | Månadsblad | Ej dagstidning |
| Klockan 12                                       | 1916--1919                        | Riks | Stockholm | Stockholm | Konservativ | Sexdagarstidning | Nya dagligt Allehandas Expressupplaga |
| Knallen                                          | 1921                              | Borås | Borås | Borås | ? | En dag i veckan,fredag | Utgivningstid kort bara två månader |
| Knivstabygden                                    | 2003--2020                        | Knivsta | Märsta | Uppsala Linköping | Opolitisk | En dag i veckan | Gratistidning utgiven av Upsala Nya Tidning.Efter 2020 månadstidning. |
| Kometen                                          | 1825-1827                         | Stockholm | Stockholm | Stockholm | Litterär och politisk tidning | två dagar i veckan onsdag och lördag | |
| Kommunen                                         | 1890                              | Tillfälligt namn på två nummer av tidningen Proletären (1888) utgiven av Östergötlands Arbetarparti                                         | Tillfälligt namn på två nummer av tidningen Proletären (1888) utgiven av Östergötlands Arbetarparti                                         | Tillfälligt namn på två nummer av tidningen Proletären (1888) utgiven av Östergötlands Arbetarparti                                         | Tillfälligt namn på två nummer av tidningen Proletären (1888) utgiven av Östergötlands Arbetarparti                                         | Tillfälligt namn på två nummer av tidningen Proletären (1888) utgiven av Östergötlands Arbetarparti                                         | Tillfälligt namn på två nummer av tidningen Proletären (1888) utgiven av Östergötlands Arbetarparti                                                                           |
| Kommunikations-och Annons-Tidning                | 1889                              | Endast ett provnummer, tryckt i Göteborg utkom av denna tidning som var avsedd att ges ut Jönköping                                         | Endast ett provnummer, tryckt i Göteborg utkom av denna tidning som var avsedd att ges ut Jönköping                                         | Endast ett provnummer, tryckt i Göteborg utkom av denna tidning som var avsedd att ges ut Jönköping                                         | Endast ett provnummer, tryckt i Göteborg utkom av denna tidning som var avsedd att ges ut Jönköping                                         | Endast ett provnummer, tryckt i Göteborg utkom av denna tidning som var avsedd att ges ut Jönköping                                         | Endast ett provnummer, tryckt i Göteborg utkom av denna tidning som var avsedd att ges ut Jönköping                                                                           |
| Kongsbacka Allehanda                             | 1879--1880                        | Kungsbacka | Göteborg? | Göteborg | ? | En dag i veckan, lördag | |
| Kongsbacka Annonsblad                            | 1871                              | Kungsbacka | Göteborg | Göteborg | ? | En dag i veckan,lördag | Annonsblad |
| Kopparstaden                                     | 1922                              | Falun | Falun | Falun | ? | En dag i veckan, fredag | Kortlivad dagstidning bara sju nummer kom ut |
| Korrespondenten                                  | 1846--1941                        | Landskrona | Landskrona | Landskrona | Frisinnad Liberal kort period höger | Vid starten en dag i veckan, 1896-1941 sex dagar i veckan                                                                                   | |
| Kortedalakuriren                                 | 1964---1970                       | Göteborg | Göteborg Mölndal | Göteborg | Opolitisk | En dag i veckan onsdag eller torsdag | Utgiven av Västkusttidningar |
| Kramforsposten                                   | 1906--1907                        | Saknas uppgifter eftersom tidningen saknas på Kungliga Biblioteket. Ej att förväxla med Kramforsposten, en edition av Ångermanlands Nyheter | Saknas uppgifter eftersom tidningen saknas på Kungliga Biblioteket. Ej att förväxla med Kramforsposten, en edition av Ångermanlands Nyheter | Saknas uppgifter eftersom tidningen saknas på Kungliga Biblioteket. Ej att förväxla med Kramforsposten, en edition av Ångermanlands Nyheter | Saknas uppgifter eftersom tidningen saknas på Kungliga Biblioteket. Ej att förväxla med Kramforsposten, en edition av Ångermanlands Nyheter | Saknas uppgifter eftersom tidningen saknas på Kungliga Biblioteket. Ej att förväxla med Kramforsposten, en edition av Ångermanlands Nyheter | Saknas på KB |
| Kretsvännen                                      | 1885--1888                        | Västerås Stift | Nora | Nora Lindesberg | Luthersk kristen tidning för kristlig och politisk upplysning                                                                               | En dag i veckan 1887-1888 | Möjligen dagstidning då den ges ut en gång i veckan |
| Kristdemokraten                                  | 1988--2006 2007-2015 Tidskrift    | Riksspridning | Stockholm | Norrtälje | Kristdemokratisk | En dag i veckan fredagar | KB registrerade den som dagstidning till 2006 därefter 2007-2015 tidskrift |
| Kristianstad Allehanda                           | 1872--1876                        | Kristianstad | Kristianstad | Kristianstad | ? | Först två sedan sex dagar i veckan | |
| Kristianstad Allehanda                           | 1875--1876                        | Kristianstad | Kristianstad | Kristianstad | ? | Halvveckoupplaga av ovanstående | |
| Kristianstadsbladet                              | 1856–                             | Kristianstad Bromölla Östra Göinge Osby Hässleholm                                                                                          | Kristianstad | Kristianstad | Liberal | Sex dagar i veckan | Norra Skåne edition från 2021 |
| Kristianstadbladet Veckoupplaga                  | 1894--1896                        | Kristianstad | Kristianstad | Kristianstad | Liberal | En dag i veckan, onsdag | |
| Kristianstad Läns Tidning                        | 1896-1954                         | Kristianstad | Kristianstad | Kristianstad | Höger | Sex dagar i veckan | Slogs 1899 samman med Nya Skånska Posten |
| Kristianstads Läns Veckoblad                     | 1910--1920                        | Kristianstad | Kristianstad | Kristianstad | Höger | En dag i veckan | Edition av Kristianstad Läns Tidning |
| Kristianstads Länsdemokraten                     | 1932--1957                        | Kristianstad Hässleholm | Kristianstad | Kristianstad | Socialdemokratisk | Först en dag i veckan från 30 november 1935 sex dagar i veckan                                                                              | Edition Hässleholmaren |
| Kristianstadkuriren                              | 1904--1907                        | Kristianstad | Kristianstad | Kristianstad | ? | Två dagar i veckan, onsdag och söndag | Månadsbilaga / Familje-vännen/Tidning för hem och härd |
| Kristinehamnstidningen                           | 1880--1936                        | Kristinehamn | Kristinehamn | Karlstad | Frisinnad | Först två dagar i veckan sedan en dag i veckan                                                                                              | |
| Kristinehamns Allehanda                          | 1854--1880                        | Kristinehamn | Kristinehamn | Kristinehamn | ? | Två dagar i veckan och en dag i veckan | Samma tidning som Christinehamns Allehanda |
| Kristinehamns-Posten                             | 1884                              | Kristinehamn | Örebro Kristinehamn | Kristinehamn | ? | En dag i veckan först sedan två dagar onsdag och lördag                                                                                     | |
| Kritiken                                         | 1892--1893                        | Göteborg | Göteborg | Göteborg (Förpostens tryckeri) | ? | En dag i veckan. onsdag | |
| Kronobergaren                                    | 1934--1993                        | Växjö Kronobergs län | Växjö | Växjö Kalmar Jönköping Rydaholm Ljungby | Socialdemokratisk | En till sex dagar i veckan. 1971-1986 var den sexdagarstidning                                                                              | Efterföljare Växjöbladet Kronobergaren |
| Kronobergs Läns Tidning                          | 1837--1841 uppehåll 1839 och 1840 | Växjö | Växjö | Växjö | ? | En gång i månaden | Ej dagstidning kom bara ut en gång i månaden |
| Kronobergs Läns Tidning                          | 1869--1876                        | Växjö | Växjö | Växjö | ? | Två gånger i veckan, onsdag och lördag | Uppgick 1876 i Smålandsposten |
| Kronobergs Läns Veckotidning                     | 1883--1885                        | Växjö | Växjö | Växjö | ? | En gång i veckan.tisdagar | Wexiöbladets veckoupplaga |
| Kronobergstidningen                              | 1926--1931                        | Värnamo Västbo | Värnamo | Jönköping | ? | Tre dagar i veckan | Bilaga Smålandsbygd |
| Kroppa Tidning                                   | 1937--1950                        | Nykroppa Storfors | Karlskoga | Karlskoga | ? | Sex dagar i veckan | Edition till Karlskoga Tidning |
| Krönikan                                         | 1901--1909                        | Göteborg | Göteborg | Göteborg | Konservativ | En dag i veckan, lördag | |
| Krönikan                                         | 1931--1932                        | Jönköping | Jönköping | Jönköping | ? | En dag veckan, onsdag | Kom ut under 6 månader |
| Kungälvs-Posten                                  | 1958                              | Kungälv med omgivande orter | Mölndal Kungälv | Mölndal, Göteborg, Landvetter med flera | Opolitisk | Två dagar i veckan | Ursprungligen edition av tidningen Göteborgstrakten |
| Kullabygden                                      | 1912--1924                        | Höganäs med omgivande Kullabygd | Höganäs | Ängelholm | ? | Sex dagar i veckan | Edition till Engelholms tidning |
| Kumlaposten                                      | 1939--1939                        | Kumla med omgivningar | Kumla | Hallsberg | Opolitisk | En dag i veckan, Tisdag | Kortlivad tidning under ett halvår |
| Kumlatidningen                                   | 1941--1955                        | Kumla | Örebro | Örebro | Folkpartistisk | Sex dagar i veckan | Edition till Länstidningen i Örebro |
| Kungelvstidningen                                | 1909--1910                        | | | | | | |
| Kungsbackanytt                                   | 2013--2017                        | Kungsbacka | Kungsbacka | Landvetter (VTAB) Borås (Bold printing) | Opolitisk | En dag i veckan, tisdagar | Gratistidning utgiven av Ortstidningar i Väst |
| Kungsbacka Tidning                               | 1978--2011                        | Kungsbacka | Kungsbacka | Kungsbacka, Skene, Göteborg | Opolitisk | Först månadstidskrift från 1982 en gång i veckan, torsdagar, 1987-1988 en kort period två daga i veckan.                                    | Gratistidning först sedan prenumererad |
| Kungsbacka-Posten                                | 2004--                            | Kungsbacka | Kungsbacka | Borås Landvetter Hisings-Backa Göteborg | Opolitisk | Först endagars, sedan tre dag i veckan,sen två och från 2017 endagars igen                                                                  | Först utgiven av Ortstidningar i Väst men från 2021 av Stampen Media |
| Kungsbackatidningen                              | 1905--1923                        | Kungsbacka | Kungsbacka | Göteborg Halmstad Mölndal | Opolitisk sedan frisinnad | En dag i veckan lördag sedan fredag | |
| Kungsholmen                                      | 1906--1909                        | Östermalm | Stockholm | Stockholm | ? | En dag i veckan lördagar, ibland bara månadstidning                                                                                         | |
| Kungsholmen Direkt                               | 2019--2020                        | Kungsholmen Essingeöarna | Stockholm | Kista (Bold printing) | Opolitisk | En dag i vecka lördag | Gratistidning utgiven 1 år och 4 månader Dagstidning. |
| Kungälvstidningen                                | 1924                              | Kungälv | Kungälv | Göteborg | Opolitisk | En dag i veckan, fredag | Kort utgivning bara månader 1924 |
| Kungsörs Tidning                                 | 1894                              | Kungsör | | Eskilstuna | ? | Två dagar i veckan, tisdag och fredag | utgivning |
| Kungsörstidningen Karolinen                      | 1907                              | Kungsörorten Arboga | Kungsör | Köping | Vänsterpolitisk | En dag i veckan,fredag | |
| Kungöraren                                       | 1820                              | Stockholm | Stockholm | Stockholm | ? | Sex dagar i veckan | Kom bara ut i maj 1820 Annonsblad. Inte dagstidning. |
| Kuriren                                          | 1883                              | Uppsala | Uppsala | Uppsala | ? | Sex dagar i veckan | Kom bara ut kort tid |
| Kuriren                                          | 1921--1965                        | Uddevalla | Uddevalla | Uddevalla | Socialdemokratisk | Sex dagar i veckan | Blir 1963 edition till Ny Tid men blir sedan nedlagd med denna tidning. |
| Kuriren                                          | 1983--1984                        | Motala och Vadstena | Norrköping | Norrköping (Folkbladet) | Socialdemokratisk | En dag i veckan, fredag | |
| Kustbladet                                       | 1904--1905                        | Halland | Laholm och Halmstad | Laholm | Frisinnad | Först en sedan två och sista tiden tre dagar i veckan, måndag, onsdag och fredag                                                            | Utgiven under 18 månader. |
| Kvasten                                          | 1925--1926                        | Östersund | Östersund | Östersund (Jämtlandspostens tryckeri) | ? | En dag i veckan fredag | |
| Kvinnornas tidning                               | 1921--1925                        | Riks? Göteborg | Göteborg | Göteborg tre olika tryckerier | Kvinnopolitisk Neutral partipolitiskt | En dag i veckan först måndag sedan söndag                                                                                                   | Innehåller material med kvinnoanknytning. Bakom Kvinnornas tidning stå inga affärs- eller partipolitiska intressen. Den är grundad av kvinnor, äges och redigeras av kvinnor. |
| Kvinnosyn                                        | 1988--1994                        | Värmland Bilaga mot hela Sverige | Karlstad | Karlstad och Bengtsfors | Tvärpolitisk kvinnofrågan | En torsdagar dag i veckan | |
| Kvällen                                          | 1903                              | Stockholm | Stockholm | Stockholm | ? | En dag i veckan, Söndag aftonen | Söndagstidning |
| Kvällsnytt                                       | 1951-1954                         | Helsingborg | Helsingborg | Helsingborg | Höger | Sex dagar i veckan på kvällen | Anknuten till Helsingborgsposten |
| Kvällsposten                                     | 1948–                             | Sydsverige | Malmö | Malmö | Moderat till 1966 Liberal | Söndagar till 1950 Sju dagar i veckan från 1950                                                                                             | 1950 Sammanslagen med Skånska Aftonbladet IDag 1990–1995 med Göteborgstidningen Från 1995 edition av Expressen                                                                |
| Kvällstidningen                                  | 1925-1926                         | Stockholm | Stockholm | Stockholm | Nationell med anknytning till Jordbrukarnas Riksförbund                                                                                     | Sex dagar i veckan | Kvällstidningen / Vårt land och folks huvudstadsupplaga |
| Kämpen                                           | 1891                              | Tidning för Nässjö, Sävsjö, Eksjö och Vetlanda                                                                                              | Jönköping | Jönköping | ? | En dag i veckan,lördagar | Kom ut under tre månader |
| Kävlinge Tidning                                 | 1924--1930                        | Kävlinge | Eslöv | Eslöv | Höger | Sex dagar i veckan | Edition av Eslövs Tidning |
| Köpings Tidning                                  | 1856--1897                        | Köping | Köping | Köping | ? | | |
| Köpingsposten                                    | 1887--1963                        | Köping med omnejd | Köping | Köping | Konservativ | Tre dagar i veckan. | |
| Köpmannen                                        | 1920--1979                        | Sveriges köpmannaförbund | Stockholm | Stockholm | Branschtidning | En dag i veckan 1920-1979 | 1920:23-1979: Dagstidning, se Nya Lundstedt - dagstidningar |

### L
- Laholms tidning (Laholm)
- Landets Fria Tidning (tid. Landet Runt) ( nedlagd)
- Läsarnas Fria Tidning ( nedlagd 2009)
- Landskronakuriren
- Landskrona Posten (Landskrona)
- Lerums Tidning
- Liberacion(spanska)
- Lidingö Tidning
- Linköpings Tidning (Linköping)
- Ljusdals-Posten (Ljusdal)
- Ljusnan (Bollnäs och stora delar av övriga Hälsingland)
- Lokaltidningen i Sorsele,Storuman och Vilhelmina
- Lokaltidningen Stenungsund
- Lunds Dagblad
- Lysekilsposten (Lysekils kommun)
- Länsposten (Örebro och övriga Örebro län)
- Länstidningen Värmlandsbygden
- Länstidningen Södertälje (Södertälje och Nykvarn)
- Länstidningen Östergötland
- Länstidningen Östersund (Östersunds kommun och stora delar av övriga Jämtland)

### M
- Malmö Allehanda
- Mariefredstidningen (med Måsen, Nykvarn och Måsen Strängnäs)
- Mariestadstidningen (Mariestad, Töreboda och Gullspång)
- Mellersta Skåne
- Metro Stockholm
- Metro Göteborg
- Metro Skåne
- Miljömagasinet (grön, rikstäckande)
- Mora Tidning (Mora och stora delar av Dalarna)
- Motala & Vadstena Tidning (Motala och Vadstena)
- Mölndals-Posten (Mölndal)

### N
- Najaden (Karlskrona, Blekinge)
- Nerikes Allehanda (Närke, Bergslagen)
- Nordsverige
- Nordvästra Skånes Tidningar (Klippans kommun, Bjuvs kommun, Båstads kommun, Helsingborgs kommun, Höganäs kommun, Perstorps kommun, Svalövs kommun, Åstorps kommun, Ängelholms kommun och Örkelljunga kommun) - INGÅR NUMERA I HELSINGSBORGS DAGBLAD
- Norra Halland (Kungsbacka kommun)
- Nordhalland
- Norra Västerbotten (Skellefteå, Malå, Norsjö, Arvidsjaur, Arjeplog, delar av Robertsfors)
- Norra Skåne (Hässleholm, Osby kommun, Östra Göinge kommun, Kristianstad, Markaryd och Perstorp)
- Norran
- Norrbottens-Kuriren (Luleå kommun och stora delar av övriga Norrbottens län)
- Norrköpings Tidningar (Norrköpings kommun, Söderköpings kommun, Finspångs kommun och Valdemarsviks kommun)
- Norrländska Socialdemokraten (Luleå kommun och stora delar av övriga Norrbottens län)
- Norrtelje Tidning (Norrtälje, Hallstavik och Rimbo)
- NU-Det liberala magasinet
- Nya Dagen
- Nya Kristinehamns-Posten
- Nya Lidköpings-Tidningen (Lidköpings kommun, Essunga kommun, Grästorps kommun, Götene kommun, Vara kommun)
- Nya Ludvika Tidning (Ludvika och Smedjebacken)
- Nya Länstidningen
- Nya Norrland
- Nya ST tidníngen (Stenungsund gratistidning)
- Nya tider
- Nya Wermlands-Tidningen (Karlstad, övriga Värmland, Dalsland och Västerdalarna)
- Nybro Tidning
- Nyheterna
- Nyhetsmagasinet ETC (utkommer på papper 1 dag/vecka)
- Nyhetstidningen Inblick
- Nyhetstidningen på lätt svenska (tid. Nyhetstidningen) (startad 2009, nedlagd 2015)
- Nyköpings Weckoblad
- Nynäshamns Posten (Nynäshamn)

### O
| Titel                                | Utgivningsår                            | Spridning | Utgivningsort Redaktionsort | Tryckort | Politisk färg | Utgivningsfrekvens | Editioner |
| ------------------------------------ | --------------------------------------- | --- | --- | --- | --- | --- | --- |
| Observator                           | 1893                                    | Lund Västra Skåne | Lund | Lund | Neutral men rätt konservativ i sina texter | En dag i veckan | Nej |
| Ockelbo Tidning                      | 1925                                    | Ockelbo | Ockelbo | Gävle | Opolitisk | Två dagar i veckan, tisdag och fredag | Nej |
| Odalbonden                           | 1919–1926                               | Örebro län | Lindesberg | Lindesberg | Bondeförbundet | Två till tre dagar i veckan | Annonsblad sista månaderna 1926 med utgivning bara fredagar. |
| Odlaren                              | 1912–1920                               | Riks | Stockholm | Stockholm | Oberoende | En dag i veckan först lördag sedan söndag | Var tidskrift i början med utgivning 2 gånger i månaden |
| Oeconomiska Tidningar                | 1765                                    | | Uppsala | Uppsala | ? | En gång i veckan, tisdagar | Nej. Även tryckt som bok i Greifswald |
| Offensiv                             | 1973--                                  | Riks | Umeå Stockholm Farsta | Umeå Stockholm Farsta | Trotskistisk (marxistisk) | En dag i veckan | En dag per månad till 1997 sedan en dag i veckan |
| Olofströms Nyheter                   | 1963–1964                               | Olofström | Karlshamn | Karlshamn | Höger | Sex dagar i veckan | Edition av Karlshamns Allehanda |
| Olsons Tidning                       | 1990–1995                               | Värnamo | Värnamo | Jönköping Rydaholm Ljungb | Vänsterpartiet | En dag i veckan | Annonsblad i början. Osäkert slutår för tidningen. |
| Onsdagstidningen                     | 1997–2003                               | Finnveden | Värnamo Gislaved Skillingaryd | Ljungby | Opolitisk | En dag i veckan, onsdagar | Föregås av Finnveden Onsdag och efterföljs av Finnveden Nu |
| Optimisten (extern länk)             | 1881                                    | Blott ett provnummer utkom den 22 november 1881. Alingsås | Blott ett provnummer utkom den 22 november 1881. Alingsås | Blott ett provnummer utkom den 22 november 1881. Alingsås | Blott ett provnummer utkom den 22 november 1881. Alingsås | Blott ett provnummer utkom den 22 november 1881. Alingsås | Blott ett provnummer utkom den 22 november 1881. Alingsås |
| Ordinarie Post-Tijdender             | 1645-2009                               | Riks | Stockholm | Stockholm | ? | Tre dagar i veckan en , oftast färre period | Sveriges officiella tidning |
| Ordinarie Stockholmska Posttidningar | se Ordinarie Post-Tijdender annan titel | se Ordinarie Post-Tijdender annan titel | se Ordinarie Post-Tijdender annan titel | se Ordinarie Post-Tijdender annan titel | se Ordinarie Post-Tijdender annan titel | se Ordinarie Post-Tijdender annan titel | se Ordinarie Post-Tijdender annan titel |
| Orust Tjörn Tidningen                | 2012–2015                               | | | | | | |
| Orust-Tjörn                          | 1949–1963                               | Orust Tjörn | Lysekil | Lysekil | Opolitisk från 1953 moderat | Tre dagar i veckan tisdag, torsdag och lördag | Edition till Lysekilsposten 1953-1963 uppgår i Lysekilsposten 1964. |
| Oscarshamns Tidning                  | 1857–1859                               | Oskarshamn | Oskarshamn | Oskarshamn | ? | En dag i veckan, onsdag | Tidningen fortsattes av tidningen Hermoder. |
| Oscarshamns Veckoblad (extern länk)  | 1856                                    | Oscarshamns Veckoblad juli till september 1856 Utgivningsbevis för tidningen utfärdades för C. G. Bolin 29 juni 1856 , vilken i maj 1856 anlagt ett tryckeri i Oskarshamn, som han i september flyttade därifrån. Källa: Klemming & Nordin, Svensk Boktryckeri historia s. 579. Tidningen finns inte bevarad på K. B. | Oscarshamns Veckoblad juli till september 1856 Utgivningsbevis för tidningen utfärdades för C. G. Bolin 29 juni 1856 , vilken i maj 1856 anlagt ett tryckeri i Oskarshamn, som han i september flyttade därifrån. Källa: Klemming & Nordin, Svensk Boktryckeri historia s. 579. Tidningen finns inte bevarad på K. B. | Oscarshamns Veckoblad juli till september 1856 Utgivningsbevis för tidningen utfärdades för C. G. Bolin 29 juni 1856 , vilken i maj 1856 anlagt ett tryckeri i Oskarshamn, som han i september flyttade därifrån. Källa: Klemming & Nordin, Svensk Boktryckeri historia s. 579. Tidningen finns inte bevarad på K. B. | Oscarshamns Veckoblad juli till september 1856 Utgivningsbevis för tidningen utfärdades för C. G. Bolin 29 juni 1856 , vilken i maj 1856 anlagt ett tryckeri i Oskarshamn, som han i september flyttade därifrån. Källa: Klemming & Nordin, Svensk Boktryckeri historia s. 579. Tidningen finns inte bevarad på K. B. | Oscarshamns Veckoblad juli till september 1856 Utgivningsbevis för tidningen utfärdades för C. G. Bolin 29 juni 1856 , vilken i maj 1856 anlagt ett tryckeri i Oskarshamn, som han i september flyttade därifrån. Källa: Klemming & Nordin, Svensk Boktryckeri historia s. 579. Tidningen finns inte bevarad på K. B. | Oscarshamns Veckoblad juli till september 1856 Utgivningsbevis för tidningen utfärdades för C. G. Bolin 29 juni 1856 , vilken i maj 1856 anlagt ett tryckeri i Oskarshamn, som han i september flyttade därifrån. Källa: Klemming & Nordin, Svensk Boktryckeri historia s. 579. Tidningen finns inte bevarad på K. B. |
| Oscarshamnsposten                    | 1862–1923                               | Oskarshamn | Oskarshamn | Oskarshamn | Konservativ Frisinnad och slutligen socialdemokratisk | Tre dagar i veckan 1920-1923 | Uppgick 1923 i Oskarshamns Nyheterna |
| Oskarshamnsbladet                    | 1902–1908                               | Oskarshamn Östra Småland | Oskarshamn | Oskarshamn.Tryckeriet överlevde tidningen. | Frisinnad Radikal Arbetarvänlig | Tre dagar i veckan | Edition Mönsteråsbladet 1902-1903 |
| Oskarshamnsnyheterna                 | 1920–1985                               | Oskarshamn | Oskarshamn | Kalmar Västervik Oskarshamn Kalmar från 1952 | Socialdemokratisk | Först tre dagar i veckan sedan sex dagar i veckan | Efter 1985 edition till Östra Småland Editionen nedlagd 2019 |
| Oskarshamns-Tidningen                | 1880–                                   | Oskarshamn | Oskarshamn | Oskarshamn och Eksjö till 1963 sedan Kalmar och senast Karlskrona | Konservativ | Sex dagar i veckan | En av Barometerns två upplagor Edition Mönsterås tidningen |

### P
| Titel                      | Utgivningsår | Spridning | Utgivningsort Redaktionsort | Tryckort | Politisk färg | Utgivningsfrekvens | Editioner |
| -------------------------- | --- | --- | --- | --- | --- | --- | --- |
| Partillekuriren            | 1970 | Partille Jonseryd Sävedalen Robertsfors | Göteborg | Göteborg | Opolitisk | En gång i veckan onsdagar, senare torsdagar | Uppgår i Västkusttidningen |
| Partille Tidning           | 2004–2019 | Partille | Partille | Alingsås Landvetter | Oberoende liberal | En gång i veckan | Härryda Posten/Partille Tidning |
| Patrioten                  | 1792-1794 | Stockholm | Stockholm | Stockholm | Radikal politiskt på fransk revolutionär grundval | två dagar i veckan tisdag och fredag | Nej |
| Patrioten                  | 1892-1903 | Stockholm | Stockholm | Stockholm | Ej socialistisk | En gång i veckan, olika dagar | Dåligt bevarade på KB |
| Patrioten                  | Patrioten. Ny Tidning för Sveriges Allmoge . Tryckt hos P. Jeunsson. Blott provnummer den 29 november 1853 kom ut a denna tidning, som skulle börja utges 1854 med boktryckaren P. Jeunsson som utgivare. | Patrioten. Ny Tidning för Sveriges Allmoge . Tryckt hos P. Jeunsson. Blott provnummer den 29 november 1853 kom ut a denna tidning, som skulle börja utges 1854 med boktryckaren P. Jeunsson som utgivare. | Patrioten. Ny Tidning för Sveriges Allmoge . Tryckt hos P. Jeunsson. Blott provnummer den 29 november 1853 kom ut a denna tidning, som skulle börja utges 1854 med boktryckaren P. Jeunsson som utgivare. | Patrioten. Ny Tidning för Sveriges Allmoge . Tryckt hos P. Jeunsson. Blott provnummer den 29 november 1853 kom ut a denna tidning, som skulle börja utges 1854 med boktryckaren P. Jeunsson som utgivare. | Patrioten. Ny Tidning för Sveriges Allmoge . Tryckt hos P. Jeunsson. Blott provnummer den 29 november 1853 kom ut a denna tidning, som skulle börja utges 1854 med boktryckaren P. Jeunsson som utgivare. | Patrioten. Ny Tidning för Sveriges Allmoge . Tryckt hos P. Jeunsson. Blott provnummer den 29 november 1853 kom ut a denna tidning, som skulle börja utges 1854 med boktryckaren P. Jeunsson som utgivare. | Patrioten. Ny Tidning för Sveriges Allmoge . Tryckt hos P. Jeunsson. Blott provnummer den 29 november 1853 kom ut a denna tidning, som skulle börja utges 1854 med boktryckaren P. Jeunsson som utgivare. |
| Phoenix                    | 1840-1843 | Göteborg | Göteborg | Göteborg | ? | Max tre dagar i veckan, sista tiden en dag i veckan | Fortsättning av tidningen Göthen. |
| Piteåbygden                | 1920 | Piteå | Piteå | Luleå | Vänstersocialistisk | Två dagar i veckan måndag och lördag. | |
| Piteåtidningen             | 1915 | Piteå | Piteå | Piteå till 2003 sedan Luleå | Socialdemokratisk | Sex dagar i veckan. | |
| Politiken                  | 1916-1917 | Stockholm viss riksspridning trolig | Stockholm | Stockholm | Socialdemokratiska vänsterpartiet | Tre dagar i veckan tisdag, torsdag och lördag | Bytte 1917 namn till Folkets Dagbad Politiken |
| Politiska Journalen        | 1791 | Stockholm | Stockholm | Stockholm | ? | En dag i veckan | |
| Post och inrikes tidningar | 1645-2007 | Riksspridning | Stockholm Lund 1717-1718 | Stockholm | Officiell tidning för bland annat kungörelser | Tre dagar i veckan måndag, torsdag och lördag från 1792 | Världens äldsta tidning. Tidningen upphörde 2007 och utgivningsbeviset slutade gälla 2009 |
| Postbudet                  | 1852-1855 | Dalsland | Åmål | Åmål | ? | En dag i veckan | Fortsättning av Dalsland nya tidning |
| Posten                     | 1768-1769 | Stockholm | Stockholm | Stockholm | Satiriskt och moraliskt Hattpartiet | Två dagar i veckan, onsdag och lördag | Periodisk publikation, dagstidning |
| Postillionen               | 1771-1772 | Stockholm | Stockholm | Stockholm | ? | Två dagar i veckan onsdag och lördag | Undertitel var Med Bihang til Dagligt Allehanda Eller Berättelser Om Märkvärdiga och til Större delen nyligen timade Händelser; jämte andra Handlingar                                                    |
| Praktiken                  | 1886-1888 | Värmland? | Kristinehamn | Kristinehamn | ? | En dag i veckan lördagar | |
| Praktisk Tidning           | 1897-1908 | Göteborg | Göteborg | Göteborg | Konservativ | En dag i veckan först onsdagar sedan fredagar | |
| Program-Bladet (tre till)  | | | | | | | Tidskrift? |
| Proletären                 | 1888-1893 | Norrköping | Norrköping | Norrköping | Arbetartidning | En dag i veckan fredag | Tidningen Kommunen ersatte tidningen en kort tid |
| Proletären                 | 1970-- | Riksspridning | Göteborg | Göteborg | Kommunistisk | En dag i veckan | Tidskrift 2007 enligt KB |
| Provinstidningen Dalsland  | 1911– | Åmål Dalsland | Åmål | Åmål Karlstad | Frisinnad Liberal nu Opolitisk | Tre dagar i veckan tisdag, torsdag och lördag | Ägs av Nya Värmlandstidningen |
| Punkt se                   | 2006–2008 | Stockholm Göteborg Malmö-Lund | Stockholm Göteborg Malmö | Kungsbacka Uppsala Eskilstuna Västerås | Opolitisk | Fem dagar i veckan | Tre editioner på respektive orter |

### R
| Titel                                  | Utgivningsår | Spridning | Utgivningsort Redaktionsort | Tryckort | Politisk färg | Utgivningsfrekvens | Editioner |
| Radikal(extern länk)                   | Blott detta provnummer på 4 sidor i folio med 7 spalter i formatet 55,7 x 42,5 cm kom ut och kostade 10 öre. Agenten Eugène Ferdinand Forssman erhöll den 1 december 1884 utgivningsbevis för tidningen.                                                        | Blott detta provnummer på 4 sidor i folio med 7 spalter i formatet 55,7 x 42,5 cm kom ut och kostade 10 öre. Agenten Eugène Ferdinand Forssman erhöll den 1 december 1884 utgivningsbevis för tidningen.                                                        | Blott detta provnummer på 4 sidor i folio med 7 spalter i formatet 55,7 x 42,5 cm kom ut och kostade 10 öre. Agenten Eugène Ferdinand Forssman erhöll den 1 december 1884 utgivningsbevis för tidningen.                                                        | Blott detta provnummer på 4 sidor i folio med 7 spalter i formatet 55,7 x 42,5 cm kom ut och kostade 10 öre. Agenten Eugène Ferdinand Forssman erhöll den 1 december 1884 utgivningsbevis för tidningen.                                                        | Blott detta provnummer på 4 sidor i folio med 7 spalter i formatet 55,7 x 42,5 cm kom ut och kostade 10 öre. Agenten Eugène Ferdinand Forssman erhöll den 1 december 1884 utgivningsbevis för tidningen.                                                        | Blott detta provnummer på 4 sidor i folio med 7 spalter i formatet 55,7 x 42,5 cm kom ut och kostade 10 öre. Agenten Eugène Ferdinand Forssman erhöll den 1 december 1884 utgivningsbevis för tidningen.                                                        | Blott detta provnummer på 4 sidor i folio med 7 spalter i formatet 55,7 x 42,5 cm kom ut och kostade 10 öre. Agenten Eugène Ferdinand Forssman erhöll den 1 december 1884 utgivningsbevis för tidningen.                                                        |
| Raketen                                | 1892-1893 | Avsedd för hela Sverige. Spridning är okänd | Köping | Köping Bärgslagsbladets tryckeri. | Folkpartistisk skämttidning | En dag i veckan, torsdagar | Sammanslogs med Svenska Politiken |
| Raketen                                | Raketen. var tillfällig ersättare för Svenska Politiken tiden 15 juni till 29 juni 1893 då Svenska Politiken var indragen. Se för övrigt Raketen. | Raketen. var tillfällig ersättare för Svenska Politiken tiden 15 juni till 29 juni 1893 då Svenska Politiken var indragen. Se för övrigt Raketen. | Raketen. var tillfällig ersättare för Svenska Politiken tiden 15 juni till 29 juni 1893 då Svenska Politiken var indragen. Se för övrigt Raketen. | Raketen. var tillfällig ersättare för Svenska Politiken tiden 15 juni till 29 juni 1893 då Svenska Politiken var indragen. Se för övrigt Raketen. | Raketen. var tillfällig ersättare för Svenska Politiken tiden 15 juni till 29 juni 1893 då Svenska Politiken var indragen. Se för övrigt Raketen. | Raketen. var tillfällig ersättare för Svenska Politiken tiden 15 juni till 29 juni 1893 då Svenska Politiken var indragen. Se för övrigt Raketen. | Raketen. var tillfällig ersättare för Svenska Politiken tiden 15 juni till 29 juni 1893 då Svenska Politiken var indragen. Se för övrigt Raketen. |
| Ransakaren (stavas så)                 | 1899 | Uppsala | Uppsala | Uppsala | ? | Inledningsvis en dag i veckan, torsdagar sedan mer sällan | Tidningen upphörde den 29 oktober 1899. |
| Reform. Tidning för Arbetareföreningen | 1849–1850 | Stockholm | Stockholm | Stockholm | Radikal Arbetarvänlig | Först två dagar i veckan sedan en dag | Annan tidningstitel:Reform, Tidning för politisk ekonomi, religion, litteratur och konst |
| Reform                                 | 1881–1887 | Riks | Göteborg Uppsala Örebro | Göteborg Stockholm Uppsala Örebro | Nykterhetsorgan för IOGT (hickmaniterna) | En dag i veckan. | 1887 ersattes tidningen av Reformatorn |
| Reform                                 | 1889 | Hudiksvall | Hudiksvall | Hudiksvall | ? | En dag i veckan, torsdagar | Lades ner i december 1889 |
| Reflex                                 | 1922–1923 | Norrköping | Norrköping | Norrköping | Opolitisk | En gång i veckan | Nej |
| Reformatorn                            | 1887–1965 | IOGT | Örebro 1887 Stockholm 1888–1965 | Örebro 1887, sedan Stockholm | Nykterhetstidning | En gång i veckan | Bilagor Studiecirkeln Reformatorns Familj-Journal var en månadsbilaga- |
| Republiken (extern webbplats)          | Radikal politisk tidning för folkets rätt utgiven 1 maj till 8 maj 1891. Tryckt i Oskar Eklunds tryckeri med antikva. Bara två nummer av tidningen kom ut. Tidningen utgavs av handlanden Axel Fritiof Blomqvist, som den 27 april 1891 erhöll utgivningsbevis. | Radikal politisk tidning för folkets rätt utgiven 1 maj till 8 maj 1891. Tryckt i Oskar Eklunds tryckeri med antikva. Bara två nummer av tidningen kom ut. Tidningen utgavs av handlanden Axel Fritiof Blomqvist, som den 27 april 1891 erhöll utgivningsbevis. | Radikal politisk tidning för folkets rätt utgiven 1 maj till 8 maj 1891. Tryckt i Oskar Eklunds tryckeri med antikva. Bara två nummer av tidningen kom ut. Tidningen utgavs av handlanden Axel Fritiof Blomqvist, som den 27 april 1891 erhöll utgivningsbevis. | Radikal politisk tidning för folkets rätt utgiven 1 maj till 8 maj 1891. Tryckt i Oskar Eklunds tryckeri med antikva. Bara två nummer av tidningen kom ut. Tidningen utgavs av handlanden Axel Fritiof Blomqvist, som den 27 april 1891 erhöll utgivningsbevis. | Radikal politisk tidning för folkets rätt utgiven 1 maj till 8 maj 1891. Tryckt i Oskar Eklunds tryckeri med antikva. Bara två nummer av tidningen kom ut. Tidningen utgavs av handlanden Axel Fritiof Blomqvist, som den 27 april 1891 erhöll utgivningsbevis. | Radikal politisk tidning för folkets rätt utgiven 1 maj till 8 maj 1891. Tryckt i Oskar Eklunds tryckeri med antikva. Bara två nummer av tidningen kom ut. Tidningen utgavs av handlanden Axel Fritiof Blomqvist, som den 27 april 1891 erhöll utgivningsbevis. | Radikal politisk tidning för folkets rätt utgiven 1 maj till 8 maj 1891. Tryckt i Oskar Eklunds tryckeri med antikva. Bara två nummer av tidningen kom ut. Tidningen utgavs av handlanden Axel Fritiof Blomqvist, som den 27 april 1891 erhöll utgivningsbevis. |
| Riksbladet                             | 1856–1857 | Stockholm? | Stockholm | Stockholm | ? | Två gånger i veckan, | |
| Riks-Fiscalen                          | 1871–1872 | Stockholm ? | Stockholm | Stockholm | ? | En dag i veckan | Politisk tidning |
| Riksgränsen                            | 1870–1871 | Haparanda | Haparanda? | Haparanda | ? | En gång i veckan | |
| Riksposten                             | 1934–1938 | ? | Stockholm –1935 Göteborg 1935–1938 | Stockholm Göteborg | Nationalsocialistiska blocket | En gång i veckan | 1941–1942 Tidskrift. Utgiven i Helsingborg, tryckt i Göteborg |
| Rikstidningen                          | 1938–1940 | ? | Göteborg | Göteborg | Nationalsocialistisk | Oregelbunden, fyller inte kriterier för dagstidning | Efterföljare till Svenska rikstidningen |
| Ripan                                  | 1877–1878 | Örnsköldsvik | Örnsköldsvik | Örnsköldsvik | ? | En gång i veckan, fredagar. | |
| Ronneby-Posten                         | 1894–1971 | Mellersta Blekinge | Ronneby | Karlshamn Ronneby | Konservativ | Tre dagar i veckan, i slutet sex dagar i veckan | Blir edition av Karlshamns Allehanda 1958 Senare av Blekinge Läns Tidning |
| Ronneby Tidning                        | 1876–1937 | Mellersta Blekinge | Karlshamn Karlskrona | Karlshamn Karlskrona | Liberal | Maximalt fyra dagar i veckan | Startar i Karlshamn, flyttas 1881 till Karlskrona. Senare Edition till Blekinge Läns Tidning |
| Ronneby Nyhets- och Annonstidning      | 1873 | Ronneby | Karlshamn | Karlshamn | ? | En dag i veckan, onsdagar | |
| Ronnebybladet                          | 1881 | Ronneby | Karlskrona | Karlskrona | ? | Två dagar i veckan, onsdag och lördag | Utdelades gratis |
| Ronnebynyheterna                       | 1972 | Mellersta Blekinge | Ronneby | Karlshamn | Opolitisk | En dag i veckan | Efter Ronneby-Posten |
| Roslagen                               | 1878–1880 | Roslagen | Gävle | Gävle | ? | En dag i veckan, torsdagar | |
| Roslagsbladet                          | 1879-1894 | Östhammar, Öregrund, Norrtälje | Östhammar | Östhammar | ? | En dag i veckan, först lördag sedan fredag | |
| Roslagens Nya Tidning                  | 1915–1916 | Roslagen | Stockholm 1915 Norrtälje 1916 | Stockholm | Frisinnad | 1915 en dag veckan, 1916 två dagar i veckan | |
| Roslagens nyheter                      | 1909–1923 | Roslagen | Norrtälje | Norrtälje | Konservativ | 1910–1019 tre dagar i veckan, annars två dagar i veckan | |
| Roslagens tidning                      | 1902–1904 | Roslagen | Norrtälje | Norrtälje | Frisinnad | Tre dagar i veckan | |
| Roslagsposten                          | 1946–1952 | Stocksund, Djursholm, Danderyd, Täby, Vallentuna, Österåker, Vaxholm | Roslags-Näsby | Gävle Stockholm | Opolitisk | En dag i veckan | Från 1952 inlemmad i Djursholms Tidning |
| Rysshataren                            | Flygskrift som lämnades i stället för Allmänna Tidningen 4 mars 1854. | Flygskrift som lämnades i stället för Allmänna Tidningen 4 mars 1854. | Flygskrift som lämnades i stället för Allmänna Tidningen 4 mars 1854. | Flygskrift som lämnades i stället för Allmänna Tidningen 4 mars 1854. | Flygskrift som lämnades i stället för Allmänna Tidningen 4 mars 1854. | Flygskrift som lämnades i stället för Allmänna Tidningen 4 mars 1854. | Flygskrift som lämnades i stället för Allmänna Tidningen 4 mars 1854. |
| Rätt och sanning på alfvar             | 1850–1851 | Stockholm | Stockholm | Stockholm | ? | En dag i veckan, onsdag | |
| Rätta Fäderneslandet                   | 1864 | Stockholm | Stockholm | Stockholm | ? | Två dagar i veckan, onsdagar och lördagar | |
| Rätta National regeringen              | Se National regeringen | Se National regeringen | Se National regeringen | Se National regeringen | Se National regeringen | Se National regeringen | Se National regeringen |

### S
- Sala Allehanda (Sala kommun och Heby kommun)
- Sesam på lätt svenska
- Sigtunabygden
- Sjuhäradsbygdens Tidning
- Skaraborgs Allehanda (Skövde, Tibro, Hjo, Karlsborg, Tidaholm och Falköping)
- Skaraborgs Läns Tidning (Skara, Götene, Vara och  Nossebro)
- Skaraborgsbygden
- Skeninge-Posten
- Skåningen Eslövs tidning (nedlagd)
- Skånska Arbetarbladet
- Skånska Dagbladet (Malmö, Lund och stora delar av övriga Skåne)
- Skånska Morgonbladet
- Skånska Socialdemokraten
- Skånes Fria Tidning
- Skärgården från Grisslehamn till Landsort
- Skövde Nyheter (Skövde)
- Smålandsbygdens tidning
- Smålands Dagblad
- Smålandsposten (Växjö och övriga Kronobergs län)
- Smålandstidningen (Eksjö, Nässjö, Sävsjö och Aneby)
- Smålänningen (Älmhults kommun, Ljungby kommun och Markaryds kommun)
- Social-Demokraten (nedlagd)
- ST tidningen (Stenungsund, Tjörn, Orust, Ljungskile och Kode)
- StenungsundsPosten (Stenungsund, Orust och Tjörn)
- Stockholm City (nedlagd)
- Stockholm News
- Stockholms Fria Tidning (startad 2001, nedlagd 2017)
- Stockholmstidningen (nedlagd)
- Strengnäs Tidning (Strängnäs och Mariefred)
- Strömstads Tidning (Strömstad)
- Sundsvalls Tidning (Sundsvall samt större delen av medelpad                                  )
- Sydsvenska Kuriren
- Svenska
- Södermanlands Dagblad Söndagsbilaga Putte
- Södermanlands Läns Tidning
- Södermanlands Nyheter
- Sölvesborgs bladet
- Sölvesborgs tidningen (nedlagd)
- Söndagstidningen
- Sörmlandsbygden (tidning)
- Sörmlandsposten

### T
- Tempus
- Tidning för Falu  län och stad
- Tidningen Folket (Eskilstuna)
- Tidningen Härjedalen (Sveg)
- Tidningen Södermalm
- Tidningen Vaggeryd Skillingaryd
- Tidningen Västsverige
- Tidningen Ångermanland
- Tidningen Östermalm
- Tierpsposten
- Tidningen Ångermanland (Härnösands kommun, Kramfors kommun och Sollefteå kommun, samt stora delar av övriga Ångermanland)
- Tjusts Tidning
- Tomelilla Tidning
- Torshälla Tidning
- Tranås-Posten
- Tranås Tidning (Tranås kommun, Aneby kommun och Ydre kommun)
- Trelleborgs Allehanda (Trelleborg och Vellinge)
- Trelleborgstidningen
- Triumf
- Trollhättans Tidning
- Trollhättan
- Trosatidningen (1896)
- TTELA  förut Trollhättans Tidning Elfsborgs Läns Allehanda (Trollhättan, Lilla Edet, Vänersborg och stora delar av Dalsland)
- Töreboda tidning

### U
| Tidning                                    | Utgivningsår     | Spridningsområde              | Redaktionsort Utgivningsort | Tryckort          | Politisk färg | Utgivningsfrekvens                   | Editioner             |
| ------------------------------------------ | ---------------- | ----------------------------- | --------------------------- | ----------------- | ------------- | ------------------------------------ | --------------------- |
| Uddevalla 7 dagar                          | 2012-2019        |                               |                             |                   |               |                                      |                       |
| Uddevalla Tidning                          | 1854             |                               |                             |                   |               |                                      |                       |
| Uddevalla Veckoblad                        | 1903             |                               |                             |                   |               |                                      |                       |
| Uddevalla Weckoblad                        | 1826-1837        |                               |                             |                   |               |                                      |                       |
| Uddevallabladet                            | 1917-1920        |                               |                             |                   |               |                                      |                       |
| Uddevallaposten                            | 1976-2017        |                               |                             |                   |               |                                      |                       |
| Uddevallatidningen                         | 1902-1907        |                               |                             |                   |               |                                      |                       |
| Ulricehamns Tidning                        | 1869-            | Ulricehamn och Tranemo kommun |                             |                   |               |                                      |                       |
| Ulricehamns Veckoblad                      | 1915             |                               |                             |                   |               |                                      |                       |
| Umeå nya tidning                           | 1897-1928        |                               |                             |                   |               |                                      |                       |
| Umeå tidning                               | 2012-2018        |                               |                             |                   |               |                                      |                       |
| Umeå Tidningen                             | 1856-1857        |                               |                             |                   |               |                                      |                       |
| Underrättelser för resande till Norrköping | 1928-1933        |                               |                             |                   |               |                                      |                       |
| Ungdomsvännen                              | 1887-1889        |                               |                             |                   |               |                                      |                       |
| Ungherrarnas egen                          | 1901-1902        |                               |                             |                   |               |                                      |                       |
| Upland                                     | 1880             |                               |                             |                   |               |                                      |                       |
| Uplandsbygden                              | 1928-1932        |                               |                             |                   |               |                                      |                       |
| Uplandskuriren                             | 1900-1902        |                               |                             |                   |               |                                      |                       |
| Uplandsposten                              | 1905-1907        |                               |                             |                   |               |                                      |                       |
| Uppland                                    | 1918-1925        |                               |                             |                   |               |                                      |                       |
| Upplänningen                               | 1929-1930        |                               |                             |                   |               |                                      |                       |
| Uppsalademokraten                          | 1980-1999        |                               |                             |                   |               |                                      |                       |
| Uppsalatidningen                           | 2005-2023        |                               |                             |                   |               |                                      |                       |
| Uppsala Fria Tidning                       | 2009-2010 + 2013 |                               |                             |                   |               |                                      |                       |
| Upplands Folkblad                          | 1918-1922        |                               |                             |                   |               |                                      |                       |
| Upplands Nyheter                           | 1975-2019        | Uppland                       | Uppsala                     | Många olika orter | Centern       | En dag i veckan fredagar (torsdagar) | Nu politisk tidskrift |
| Upplands-Brobladet                         | 2016-2019        |                               |                             |                   |               |                                      |                       |
| Upplands-Brodirekt                         | 2019             |                               |                             |                   |               |                                      |                       |
| Upplandsbygden                             | 1944-1957        |                               |                             |                   |               |                                      |                       |
| Upplandsfolket                             | 1945-1949        |                               |                             |                   |               |                                      |                       |
| Upplysningsregistret                       | 1902-1913        |                               |                             |                   |               |                                      |                       |
| Upsala                                     | 1845-1958        |                               |                             |                   |               |                                      |                       |
| Upsala Academie- och stadstidning          | 1793             |                               |                             |                   |               |                                      |                       |
| Upsala Hyreslista                          | 1889-1891        |                               |                             |                   |               |                                      |                       |
| Upsala Läns Annonsblad                     | 1897-1911        |                               |                             |                   |               |                                      |                       |
| Upsala Läns Tidning                        | 1887-1888        |                               |                             |                   |               |                                      |                       |
| Upsala Nya Tidning                         | 1890-            | Uppsala stad/län              |                             |                   |               |                                      |                       |
| Upsala Stads och Länstidning               | 1821-1837        |                               |                             |                   |               |                                      |                       |
| Upsala Stads Weckotidning                  | 1774             |                               |                             |                   |               |                                      |                       |
| Upsala Tidning                             | 1795-1820        |                               |                             |                   |               |                                      |                       |
| Upsala Tidningar                           | 1830-1842        |                               |                             |                   |               |                                      |                       |
| Upsala Weckoblad                           | 1774             |                               |                             |                   |               |                                      |                       |
| Upsala Weckotidningar                      | 1772             |                               |                             |                   |               |                                      |                       |
| Upsalabiet                                 | 1854-1858        |                               |                             |                   |               |                                      |                       |
| Upsalaposten                               | 1857-1896        |                               |                             |                   |               |                                      |                       |
| Umebladet                                  | 1847-1951        |                               |                             |                   |               |                                      |                       |
| Umeå nya tidning                           |                  |                               |                             |                   |               |                                      |                       |
| Utkiken                                    | 1880-1897        |                               |                             |                   |               |                                      |                       |
| UTKIKEN                                    | 1891             |                               |                             |                   |               |                                      |                       |
| UTKIKEN                                    | 1912-1913        |                               |                             |                   |               |                                      |                       |
| Utlandets Nyheter                          | 1887             |                               |                             |                   |               |                                      |                       |
| Utställningsbladet                         | 1906             |                               |                             |                   |               |                                      |                       |
| Utställningstidning                        | 1896             |                               |                             |                   |               |                                      |                       |

### V
- Vadstena Läns Tidning
- Vadstena Tidning
- Varbergsposten
- Vestmanlands Läns Tidning (Västerås och stora delar av övriga Västmanland)
- Vetlanda-Posten (Vetlanda, med omnejd)
- Vi i Vasastan
- Vimmerby Tidning (Vimmerby)
- Vårt kungsholmen
- Världen idag
- Värmlands Folkblad (Karlstads kommun, Arvika kommun, Hagfors kommun, Kristinehamns kommun och Sunne kommun)
- Värmlandsbygden
- Värnamo Nyheter (Värnamo, Gislaved, Gnosjö, Smålandsstenar, Hyltebruk, Skillingaryd, Vaggeryd och Rydaholm)
- Västerbottens Folkblad (Umeå och övriga Västerbotten)
- Västerbottens Mellanbygd
- Västerbottens-Kuriren (Umeå och stora delar av övriga Västerbotten)
- Västerbottens Nyheter
- Västerbottningen
- Västerbygden
- Västervik Veckoblad
- Västerviks-Tidningen (Västervik)
- Västgöta-Bladet (Tidaholm)
- Västergötlands Folkblad
- Västmanlands Folkblad
- Västmanlands Nyheter (Västerås och övriga Västmanland)
- Västmannlänningen
- Västra Dagbladet Boråsposten
- Västra Dagbladet Dalslandsposten
- Västra Dagbladet Göteborgsupplagan
- Västra Dagbladet Skaraborgsposten
- Västra Dagbladet Trollhätteposten
- Västra Dagbladet Vänersborgsposten
- Västra Medelpad
- Västra Sveriges Lantmannatidning
- Västra Värmland
- Västernorrlands Allehanda
- Västgöta Dals tidning
- Västgöta-Bladet
- Västgöta Korrespondenten Skövde Tidning
- Västgötatidningen
- Växjöbladet
- Växjöbladet Kronobergaren

### W
- WADSTENA LÄNS TIDNING (1857)	1857-01-03--1933-03-
- WADSTENA TIDNING (1840)	1842-01-03--1845-08-02
- WADSTENA WECKOBLAD (1830)	1830-12-31--1834-03-15
- WADSTENABLADET (1838)	1838-11-10--1839-11-19
- WARBERGS TIDNING (1857)	1857-06-03--1863-10-30
- WARBERGS TIDNING (1884)	1884-09-30--1887-01-13
- WAXHOLMS TIDNING (1876)	1876-03-11--1876-07-01
- WAXHOLMS TIDNING (1897)	1897-01-30--1897-08-28
- WECKOBLAD FRÅN GEFLE (1816)	1816-01-05--1835-12-24
- WECKOBLAD FÖR GEFLEBORGS LÄN (1784)	1784-10-30--1815-12-30
- WECKOBLADET (1832)	1832-12-01--1833-01-29
- Weckobladet 1887---1890-12-27
- WECKOTIDNING (1788)	1788-09-02--1792-12-29
- WEEKENDPRESSEN (1981)	1981-10-31--1982-01-01
- WENERSBORGS ALLEHANDA (1872)	1872-02-02--1875-06-30
- WENERSBORGS TIDNING (1828)	1828-01-03--1837-12-28
- WENERSBORGS TIDNINGAR (1813)	1813-01-07--1827-12-27
- WENERSBORGS WECKOBLAD (1841)	1841-01-02--1849-09-26
- WENERSBORGS WECKOTIDNING (1775)	1775-04-11--1779-12-20
- WENERSBORGSPOSTEN (1866)	1866-04-21--1872-12-30
- WERDANDI (1869)	1869-10-08--1870-05-31
- WERMLANDS ALLEHANDA (1872)	1872-01-27--1915-12-30
- WERMLANDS LÄNS TIDNING (1871)	1871-12-27--1879-11-11
- WERMLANDS TIDNING (1837)	1836-11-10--1842-12-28
- WERMLANDSKURIREN (1899)	1898-11-18--1901-12-27
- WERMLANDSPOSTEN (1853)	1853-06-25--1853-12-24
- WERMLANDSPOSTEN (1893)	1893-01-03--1893-04-21
- WERMLANDSTIDNINGEN (1843)	1842-12-21--1850-12-24
- WERMLÄNDINGEN (1880)	1880-01-02--1910-03-25
- WERMLÄNDSKA KORRESPONDENTEN (1849)	1849-01-05--1852-12-29
- WERNAMO TIDNING (1876)	1876-10-04--1884-12-19
- WESTER- OCH NORRBOTTENS LÄNS TIDNING (1841)	1841-05-01--1842-12-31
- WESTERBOTTEN (1870)	1870-01-07--1912-06-22
- WESTERGÖTLANDS ALLEHANDA (1877)	1877-01-05--1877-06-09
- WESTERGÖTLANDS NYHETER (1899)	1899-06-30--1900-03-30
- WESTERNORRLANDS LÄNS TIDNING (1862)	1862-09-27--1865-06-16
- WESTERVIKSPOSTEN (1878)	1878-12-04--1952-06-30
- WESTERÅS ANNONCEBLAD (1829)	1829-01-02--1849-12-28
- WESTERÅS STADS OCH LÄNS TIDNING (1815)	1815-01-27--1826-11-17
- WESTERÅS TIDNING (1813)	1813-01-08--1814-12-30
- WESTERÅS TIDNING (1887)	1887-07-08--1887-08-19
- WESTERÅS TIDNINGAR (1826)	1826-12-22--1828-12-28
- WESTERÅSPOSTEN (1795)	1795-01-02--1795-06-23
- WESTGÖTAPOSTEN (1888)	1888-01-04--1954-09-15
- WESTGÖTEN (1888)	1888-11-19--1967-10-01
- WESTGÖTHAKORRESPONDENTEN (1854)	1854-07-01--1859-06-28
- WESTKUSTEN (1875)	1875-01-09--1876-02-12
- WESTMANLAND (1891)	1891-12-01--1893-01-31
- WESTMANLANDS ALLEHANDA (1887)	1887-11-01--1939-09-30
- WESTMANLANDS ANNONSBLAD (1892)	1892-11-25--1893-11-29
- WESTMANLÄNNINGEN (1886)	1885-12-23--1887-07-02
- WESTRA POSTEN [suecana] (1879)	1879-07-24--1883-10-30
- WESTRA POSTEN [suecana] (1889)	1889-03-15--1902-06-06
- WEXIÖ TIDNING (1814)	1814-01-05--1817-05-07
- WEXJÖ LÄNSTIDNING (1836)	1836-12-19--1846-12-28
- WEXJÖBLADET (1810)	1810-01-31--1855-09-24
- WILJAN (1909)	1909-01-13--1909-10-21
- WIMMERBY TIDNING (1844)	1844-01-07--1844-07-13
- WIMMERBY WECKOTIDNING (1857)	1856-12-22--1884-07-31
- WIMMERBYBLADET (1882)	1882-10-05--1883-12-29
- WIMMERBYKURIREN (1896)	1896-01-03--1901-10-22
- WIMMERBYS TIDNING (1883)	1883-09-12--1895-12-27
- WISBY ARGUS (1825)	1825-09-02--1825-12-30
- WISBY LÖRDAGSBLAD (1825)	1825-07-02--1826-12-31
- WISBY TIDNING (1811)	1811-08-01--1825-08-26
- WISBY WECKOBLAD (1823)	1823-01-02--1825-07-01
- WISBYPOSTEN (1866)	1866-01-05--1879-01-07
- WÄGVISARE FÖR RESANDE I ÖREBRO (1908)	1908-07-15--1930-07-01

- WÄKTAREN (1853)	1853-12-07--1888-12-28
- WÄRMLANDS LÄNS ANNONSBLAD (1896)	1895-06-28--1902-11-12
- WÄRMLANDSBERG (1887)	1886-11-20--1901-03-29
- WÄSTERBOTTENS NYHETER (1908)	1908-12-01--1914-11-28
- WÄSTERGÖTLAND (1916)	1915-04-12--1920-12-10
- WÄSTGÖTA-KORRESPONDENTEN. VECKOUPPLAGAN (1887)	1887-12-15--1889-09-26
- WÄSTGÖTHA TIDNINGAR (1807)	1807-01-01--1810-12-26
- WÄSTMANLÄNNINGEN (1910)	1910-09-15--1911-04-29
- WÄSTRA MEDELPAD (1909)	1909-09-26--1911-12-30
- WÄSTRA SVERIGE (1894)	1894-12-20--1895-05-02

### X
| Titel            | Utgivningsår | Spridning   | Utgivningsort Redaktionsort | Tryckort    | Politisk färg | Utgivningsfrekvens                | Editioner |
| ---------------- | ------------ | ----------- | --------------------------- | ----------- | ------------- | --------------------------------- | --------- |
| Xpressen         | 1917–1920    | Malmö       | Malmö                       | Malmö       | ?             | En dag i veckan                   |           |
| Xtra Helsingborg | 2007–2008    | Helsingborg | Helsingborg                 | Helsingborg | Opolitisk     | Fem dagar i veckan, måndag–fredag |           |

### Y
| Titel                         | Utgivningsår | Spridning                                        | Utgivningsort Redaktionsort      | Tryckort   | Politisk färg     | Utgivningsfrekvens                                                      | Editioner                           |
| ----------------------------- | ------------ | ------------------------------------------------ | -------------------------------- | ---------- | ----------------- | ----------------------------------------------------------------------- | ----------------------------------- |
| Ystad Allehanda               | 1873–        | Sydöstra Skåne Ystad Simrishamn Tomelilla Skurup | Ystad                            | Ystad      | Liberal           | Sex dagar i veckan                                                      |                                     |
| Ystads Dagblad                | 1934–1944    | Ystad                                            | Simrishamn –1939 Ystad 1939–1944 | Simrishamn | ?                 | Sex dagar i veckan                                                      | Edition till Cimbrishamnsbladet     |
| Ystads nya Tidning            | 1844–1847    | Ystad                                            | Ystad                            | Ystad      | ?                 | Två dagar i veckan, onsdag och lördag                                   |                                     |
| Ystads Nyhets- och Annonsblad | 1884–1885    | Ystad                                            | Ystad                            | Ystad      | ?                 | Två dagar i veckan, tisdag och fredag                                   |                                     |
| Ystads Tidning                | 1852–1885    | Ystad                                            | Ystad                            | Ystad      | Konservativ       |                                                                         |                                     |
| Ystads Tidning (2004–2005)    | 2004–2005    | Ystad                                            | Malmö                            | Malmö      | Opolitisk         | En dag i veckan, onsdagar                                               | Edition till Skånska Dagbladet      |
| Ystadsbladet Aurora           | 1899-1927    | Ystad                                            | Ystad                            | Ystad      | Socialdemokratisk | Titel på Aurora till slutet av 1927                                     | Titel på Aurora till slutet av 1927 |
| Ystadposten                   | 1885–1908    | Ystad                                            | Ystad                            | Ystad      | Konservativ       | Tre dagar i veckan, sedan sex dagar i veckan                            |                                     |
| Ystadspostens Weckoblad       | 1886         | Ystad                                            | Ystad                            | Ystad      | Konservativ       | En dag i veckan                                                         | Edition till Ystadposten            |
| Ystadstidningen Sydskåne      | 1923–1924    | Ystad                                            | Ystad                            | Ystad      | Moderat           | Tre dagar i veckan 1923, sex dagar i veckan 1924 till och med september | Nej                                 |

### Å
| Titel                      | Utgivningsår | Spridning                    | Redaktionsort Utgivningsort  | Tryckort        | Politisk färg    | Utgivningsfrekvens                                                                        | Editioner                                                                          |
| -------------------------- | ------------ | ---------------------------- | ---------------------------- | --------------- | ---------------- | ----------------------------------------------------------------------------------------- | ---------------------------------------------------------------------------------- |
| Åby Klippans tidning       | 1898–1901    | Klippan                      | Ängelholm                    | Ängelholm       | Moderat Liberal  | Tre dagar i veckan                                                                        | Edition till Engelholms tidning                                                    |
| Åby Åstorpstidningen       | 1898–1901    | Åsbo härad                   | Ängelholm                    | Ängelholm       | Konservativ      | Tre respektive fyra dagar i veckan, sista tiden sex dagar före uppgående i modertidningen | Edition till Engelholms tidning                                                    |
| Ådalens tidning            | 1907–1908    | Ådalen                       | Sollefteå                    | Sollefteå       | Liberal          | Två dagar i veckan                                                                        |                                                                                    |
| Åkersberga Kanalen         | 1996–        | Åkersberga Östhammar         | Åkersberga                   | Falun Linköping | Opolitisk        | En gång i veckan                                                                          | Gratistidning. KB uppger att utgivningstiden tar slut 2016, men tidning utges ännu |
| Åmåls Tidning              | 1874–1885    | Åmål Dalsland                | Åmål                         | Åmål            | Okänd            | En till två dagar i veckan                                                                | Efterträder Åmåls Weckoblad                                                        |
| Åmåls Weckoblad            | 1846–1847    | Åmål                         | Åmål                         | Åmål            | Okänd            | En dag i veckan                                                                           |                                                                                    |
| Åmåls Weckoblad            | 1856–1868    | Åmål Dalsland                | Åmål                         | Åmål            | Okänd            | En dag i veckan                                                                           |                                                                                    |
| Åmåls Weckoblad            | 1866–1874    | Åmål Dalsland                | Åmål                         | Åmål            | Okänd            | Två dagar i veckan                                                                        |                                                                                    |
| Åmåls-Posten               | 1883–1927    | Åmål Dalsland                | Åmål                         | Karlstad Åmål   | Konservativ      | Två dagar i veckan                                                                        |                                                                                    |
| Åmåls-Tidningen            | 1927–1958    | Åmål Dalsland                | Åmål                         | Åmål            | Konservativ      | Tre dagar i veckan från 1939                                                              | Melleruds-Tidningen                                                                |
| Ångermanlands nyheter      | 1951–1953    | Ångermanland                 | Härnösand Kramfors Sollefteå | Härnösand       | Konservativ      | Sex dagar i veckan, måndag till lördag                                                    | Tre editioner Härnösandsposten, Kramforsposten och Sollefteåbladet                 |
| Ångermanlands tidning      | 1892         | Ångermanland                 | Härnösand                    | Härnösand       | Nykterhetsvänlig | Två till tre dagar i veckan                                                               | Efterföljare till Norrlandsvännen                                                  |
| Ångetidningen              | 1908–1912    | Medelpad Jämtland Härjedalen | Sundsvall                    | Sundsvall       | Opartisk         | En dag i veckan, lördagar                                                                 | Edition till Sundsvallsposten                                                      |
| Åsbo häraders tidning      | 1901–1938    | Åsbo härad Klippan           | Ängelholm Klippan            | Ängelholm       | Moderat          | Sex dagar i veckan                                                                        | Edition till Engelholms tidning                                                    |
| Åskådaren                  | 1771         | Stockholm                    | Stockholm                    | Stockholm       | ?                | Två dagar i veckan, måndag och torsdag                                                    | Politisk veckoskrift                                                               |
| Åskådaren                  | 1810-1811    | Stockholm                    | Stockholm                    | Stockholm       | ?                | Två dagar i veckan, onsdag och lördag                                                     | Medborgerlig Weckoskrift i Statistiska och Politiska Ämnen                         |
| Åstorsposten Skåne-Småland | 1898–1901    | Åstorp med omnejd            | Ängelholm                    | Ängelholm       | Moderat          | Tre dagar i veckan                                                                        | Edition till Engelholms tidning                                                    |
| Åtvidabergs Annonsblad     | 1909–1910    | Åtvidaberg                   | Norrköping                   | Norrköping      | Opolitisk        | En dag i veckan, lördagar                                                                 |                                                                                    |

### Ä
| Titel                         | Utgivningsår | Spridning                     | Redaktionsort Utgivningsort | Tryckort                           | Politisk färg       | Utgivningsfrekvens                                   | Edition                                                                               |
| ----------------------------- | ------------ | ----------------------------- | --------------------------- | ---------------------------------- | ------------------- | ---------------------------------------------------- | ------------------------------------------------------------------------------------- |
| Älmhults tidning              | 1929–1934    | Västra Kronoberg              | Sävsjö Älmhult              | Sävsjö Älmhult                     | Opolitisk           | Två dagar i veckan                                   |                                                                                       |
| Älmhults tidning-Smålänningen | 1963–        | Ljungby, Älmhult och Markaryd | Ljungby                     | Ljungby till 2012, sedan Jönköping | Oberoende Borgerlig | Sex dagar i veckan                                   | Kommer ut som tre editioner, Ljungby tidning, Markaryds tidning och Älmhults tidning. |
| Älvdalsbygden                 | 1927–1930    | Norra Värmland                | Sunne Ekshärad Torsby       |                                    | Neutral             | En dag i veckan                                      | Edition till Sunnebygden                                                              |
| Älvsborgs Nyheter             | 1909–1931    | Älvsborgs län                 | Alingsås                    | Alingsås Göteborg                  | Moderat             | En eller två dagar i veckan                          | Går samman med Alingsås Nyheter 1920                                                  |
| Älvsborgs Nyheter             | 1982–1992    | Älvsborgs län norra delen     | Vänersborg                  | Alingsås Karlstad Bengtsfors       | Oberoende moderat   | En gång i veckan, fredag sedan torsdagar             | Nej                                                                                   |
| Älvsborgsbygden               | 1934         | Älvsborg                      | Borås                       | Borås                              | Bondeförbundet      | Tre dagar i veckan, tisdagar, torsdagar och lördagar | Edition till Sjuhäradsbygdens Tidning                                                 |
| Älvsborgsposten               | 1933–1934    | Älvsborg                      | Trollhättan                 | Vänersborg                         | Opolitisk           | Tre dagar i veckan                                   | Edition till ?                                                                        |
| Älvsborgsposten               | 1978–1995    | Älvsborgs län                 | Vänersborg Uddevalla        | Trollhättan Bollebygd              | Centern             | En dag i veckan, först torsdagar, sedan fredagar     | Edition till tidningen Västerbygden                                                   |

### Ö
| Titel                                   | Utgivningsår                            | Spridning                                 | Redaktionsort Utgivningsort                       | Tryckort                                                | Politisk färg                         | Utgivningsfrekvens                                                                          | Editioner |
| --------------------------------------- | --------------------------------------- | ----------------------------------------- | ------------------------------------------------- | ------------------------------------------------------- | ------------------------------------- | ------------------------------------------------------------------------------------------- | --- |
| Ölandsbladet                            | 1867–                                   | Norra Öland                               | Borgholm                                          |                                                         | Obunden                               | Tre dagar i veckan                                                                          | |
| Ölandsposten                            | 1906–1909                               | Öland                                     | Borgholm                                          | Borgholm                                                | Frisinnad moderat                     | Tre dagar i veckan                                                                          | Edition: Mörbylånga Tidning |
| Ölands Tidning                          | 1881–1883                               | Öland                                     | Borgholm                                          | Kalmar                                                  | ?                                     | En dag i veckan, fredagar                                                                   | Edition till Kalmar |
| Ölands Tidning                          | 1921–1922                               | Öland                                     | Borgholm                                          | Borgholm                                                | Opartisk                              | Två dagar i veckan, onsdagar och lördagar                                                   | |
| Örebro Aftonblad                        | 1843–1844                               | Örebro                                    | Örebro                                            | Örebro                                                  | ?                                     | En dag i veckan, fredagar                                                                   | |
| Örebro-Bergslagskuriren                 | 1986–1987                               | Örebro Bergslagen                         | Örebro                                            | Örebro                                                  | Socialdemokratisk                     | Sex dagar i veckan                                                                          | Edition till Örebrokuriren. |
| Örebro Dagblad                          | 1900–1956                               | Närke                                     | Örebro                                            | Örebro                                                  |                                       |                                                                                             | |
| Örebrokrönikan                          | 1917                                    | Örebro                                    | Örebro                                            | Örebro                                                  | ?                                     | En dag i veckan, söndagar                                                                   | |
| Örebro-Kuriren                          | 1903–2005                               | Örebro                                    | Örebro                                            |                                                         | Socialdemokratisk                     |                                                                                             | Uppköpt av Nerikes Allehanda 2002. Edition till Karlskoga-Kuriren 2003–2005                                                    |
| Örebro Läns Arbetartidning              | 1940–1957                               | Örebro län                                | Örebro Karlskoga                                  | Stockholm                                               | Kommunistisk                          | En dag i veckan till 1953, sedan sex dagar i veckan                                         | Veckoupplaga 1953–1956 som alternativ till sexdagarstidning                                                                    |
| Örebro Läns Folkblad                    | 1918–1920                               | Örebro län                                | Örebro                                            | Örebro                                                  | Vänstersocialistisk                   | Först två dagar i veckan, sedan endast fredagar                                             | Provnummer december 1918 |
| Örebro Läns Jordbrukaretidning          | 1928–1950                               | Örebro län                                | ?                                                 | Västerås                                                | Bondeförbundet                        | En dag i veckan, onsdagar                                                                   | Bilaga: Kvällsstunden |
| Örebro Läns Tidning                     | 1864                                    | Örebro                                    | Örebro                                            | Örebro                                                  | ?                                     | Två dagar i veckan, onsdagar och lördagar                                                   | Inkorporeras i Nerikes Allehanda 3 januari 1865                                                                                |
| Örebro Nya Tidning                      | 1854                                    | Örebro                                    | Örebro                                            | Örebro                                                  | ?                                     | Två dagar i veckan 1854,                                                                    | två provnummer 1853 med titeln Örebro Tidning.                                                                                 |
| Örebro Stads och Läns Annonsblad        | 1912–1915                               | Örebro med omnejd                         | Örebro                                            | Örebro                                                  | Opolitisk                             | En dag i veckan, fredagar sedan bara två dagar per månad                                    | Inledningsvis dagstidning, efter 25 maj 2014 tidskrift                                                                         |
| Örebro Stads Weckotidning               | 1877                                    | Örebro                                    | Örebro                                            | Örebro                                                  | ?                                     | En dag i veckan, lördagar                                                                   | En årgång kom ut |
| Örebro Tidning                          | 1806–1852                               | Örebro                                    | Örebro                                            | Örebro                                                  | ?                                     | Två dagar i veckan                                                                          | |
| Örebro Tidning                          | 1856–1858                               | Örebro                                    | Örebro                                            | Örebro                                                  | ?                                     | 1858 sex dagar i veckan                                                                     | |
| Örebro Tidning                          | 1881–1900                               | Örebro                                    | Örebro                                            | Örebro                                                  | ?                                     | Sex dagar i veckan                                                                          | Veckoupplaga 1885–1886 Halfveckoupplaga 1899–1900                                                                              |
| Örebro Weckoblad                        | 1784                                    | Örebro                                    | Örebro                                            | Örebro                                                  | ?                                     | En dag i veckan                                                                             | |
| Örebro Weckoblad                        | 1793–1805                               | Örebro                                    | Örebro                                            | Örebro                                                  | ?                                     | En dag i veckan, lördagar                                                                   | |
| Örebroar'n                              | 1988–                                   | Örebro                                    | Örebro                                            | Örebro Västerås Gävle Falun                             | Opolitisk                             | En dag i veckan, onsdagar                                                                   | Gratistidning Högt annonsinnehåll                                                                                              |
| Örnsköldsviks Allehanda                 | 1902– Fortsätter Örnsköldsviks Nyheter. | Örnsköldsvik Sollefteå Härnösand Kramfors | Örnsköldsvik                                      | Örnsköldsvik till 2018, sedan Sundsvall                 | Liberal                               | Sex dagar i veckan                                                                          | Örnsköldsviks Allehanda Veckoupplaga 1901–1902                                                                                 |
| Örnsköldsviks-Posten                    | 1890–1953                               | Örnsköldsvik                              | Örnsköldsvik till 1951, sedan Härnösand till 1953 | Örnsköldsvik till 1951, sedan Härnösand                 | Höger                                 | I starten endagars, sedan mest tredagars, från 1931 till 1953 sexdagarstidning              | Veckobilaga 1907. Sammanslås 1951 med Härnösandsposten till Ångermanlands nyheter                                              |
| Örnsköldsviks Nya Tidning               | 1913                                    | Ångermanland                              | Örnsköldsvik                                      | Örnsköldsvik                                            | Opolitisk religiöst färgad            | En dag i veckan, fredagar                                                                   | |
| Örnsköldsviks Nyheter                   | 1894–1900                               | Örnsköldsvik                              | Örnsköldsvik                                      | Örnsköldsvik                                            | Frisinnad                             | Två dagar i veckan först, sedan tre dagar i veckan                                          | Döps 1902 om till Örnsköldsviks Allehanda                                                                                      |
| Örnsköldsviks Tidning                   | 1879–1880                               | Örnsköldsvik                              | Umeå                                              | Örnsköldsvik                                            | ?                                     | En dag i veckan, lördagar                                                                   | 1880 heter tidningen Örnsköldsviks Nya Tidning.                                                                                |
| Örnsköldsviks Tidning                   | 1890–1891                               | Örnsköldsvik                              | Örnsköldsvik                                      | Härnösand                                               | ?                                     | En dag i veckan, fredagar                                                                   | Närstående tidning Härnösandsposten                                                                                            |
| Öresundsbladet                          | 1861–1863                               | Helsingborg                               | Helsingborg                                       | Helsingborg                                             | ?                                     | Först en dag i veckan, lördagar, sedan tre dagar i veckan                                   | |
| Öresundsposten                          | 1847–1931                               | Helsingborg                               | Helsingborg                                       | Helsingborg                                             | Republikansk                          | Varierande, som mest sex dagar i veckan                                                     | Söndagsbilaga Våra hem Edition till Nordvästra Skånes Tidningar 1931–2001                                                      |
| Øresundsposten                          | 1842                                    | Helsingborg                               | Helsingborg                                       | ?                                                       | ?                                     | Endast två provnummer kom ut                                                                | Aldrig startad dagstidning |
| Östergyllen                             | 1903–1906                               | Östergötland                              | Norrköping Söderköping                            | Norrköping                                              | Frisinnad radikal Nykterhetsrörelsen  | Tre dag i veckan, sista året bara lördagar                                                  | |
| Östergötland                            | 1879                                    | Linköping                                 | Linköping                                         | Linköping                                               | ?                                     | Två dagar i veckan, onsdagar och lördagar                                                   | Kort utgivningstid, bara drygt en månad                                                                                        |
| Östergötlands Allehanda                 | 1879–1882                               | Östergötland                              | ?                                                 | Norrköping                                              | ?                                     | Tre dagar i veckan                                                                          | |
| Östergötlands Allehanda                 | 1893                                    | Skeninge och Mjölby                       | Skeninge                                          | Motala Skeninge                                         | ?                                     | Två dagar i veckan, onsdagar och lördagar                                                   | |
| Östergötlands Annonsblad                | 1889–1891                               | Östergötland                              | Skeninge                                          | Skeninge                                                | ?                                     | En dag i veckan, fredagar                                                                   | Fortsätter som edition till Östgöta Correspondenten under titeln Östgötaposten                                                 |
| Östergötlands Dagblad                   | 1890–1959                               | Östergötland                              | Linköping till 1895, sedan Norrköping             | Linköping till 1895, sedan Norrköping till 1959         | Liberal i inledningen, sedan höger    | Sexdagarstidning                                                                            | |
| Östergötlands Folkblad                  | 1905–                                   | Östergötland                              | Norrköping                                        | Norrköping                                              | Socialdemokratisk                     | Sexdagars tidning                                                                           | Sammanslogs med Östgöten på 1960-talet                                                                                         |
| Östergötlands Lantmannatidning          | 1918–1925                               | Östergötland                              | Norrköping                                        | Norrköping                                              | Neutral                               | Endagarstidning, lördagar                                                                   | |
| Östergötlands Läns Tidning              | 1889–1890                               | Östergötland                              | Linköping Norrköping                              | Linköping Norrköping                                    | ?                                     | Tre dagar i veckan, sex dagar i veckan                                                      | |
| Östergötlands Nya Tidning               | 1871–1873                               | Norrköping                                | Norrköping                                        | Norrköping                                              | ?                                     | Tre dagar i veckan                                                                          | |
| Östergötlands Nyheter                   | 1890–1892                               | Motala med omnejd                         | Motala                                            | Motala                                                  | ?                                     | Två dagar i veckan                                                                          | Föregångare WECKOBLADET 1887–1890                                                                                              |
| Östergötlands Tidning                   | 1894–1895                               | Norrköping                                | Norrköping                                        | Norrköping                                              | ?                                     | Tre dagar i veckan                                                                          | |
| Östergötlands Veckoblad                 | 1885–1891                               | Östergötland                              | Linköping                                         | Linköping                                               | Konservativ                           | En dag i veckan                                                                             | Edition till Östgöta Correspondenten Föregångare till Östgötaposten                                                            |
| Östergötlands- Södermanlands Annonsblad | 1894–1897                               | Norrköping?                               | Norrköping                                        | Norrköping                                              | ?                                     | En dag i veckan, lördagar                                                                   | Nej Skämtbilaga |
| Österlenmagasinet                       | 1989 (1984?)                            | Österlen                                  | Simrishamn                                        | Malmö, Skene och Karlskrona                             | Opolitisk                             | En dag i veckan, torsdagar                                                                  | Gratistidning |
| Östermalms Annonstidning                | 1894–1913                               | Östermalm Stockholm                       | Stockholm                                         | Stockholm                                               | ?                                     | En dag i veckan                                                                             | Byter 1896 namn till Östermalm då tidningen går samman med Tjenstebladet.                                                      |
| Östermalmsnytt                          | 1968–2019 1968-1999 ej dagstidning      | Östermalm                                 | Stockholm                                         |                                                         | Opolitisk                             | En dag i veckan                                                                             | Gratistidning |
| Östersunds-Posten                       | 1877                                    | Jämtland Härjedalen                       | Östersund                                         | Östersund                                               | Centerpartiet                         |                                                                                             | |
| Östergötlands Arbetartidning            | 1941–1957                               | Östergötland                              | Norrköping                                        | Stockholm                                               | Sveriges kommunistiska parti          | Endagars till 1953, sexdagars 1953–1956, endagars 1957                                      | Veckoupplaga 1953–1956 |
| Österåker Vaxholms Nya Tidning          | 2002                                    | Vaxholm Österåker                         | Vaxholm                                           | Norrtälje                                               | Opolitisk                             | En gång i veckan, torsdagar                                                                 | Tidigare edition |
| Östgöta-Bladet                          | 1893–1975                               | Vadstena Ödeshög Västra Östergötland      | Vadstena                                          | Vadstena                                                | Konservativ                           | Tre dagar i veckan                                                                          | |
| Östgötabygden                           | 1971–1974                               | Östergötland                              | Vadstena Linköping                                | Ljungby                                                 | Centerpartiet                         | En dag i veckan, fredagar                                                                   | Nej. Uppgår i Länstidningen Östergötland                                                                                       |
| Östgötabygdens Tidning                  | 1930–1956                               | Västra Östergötland                       | Skänninge                                         | Skänninge Motala                                        | Bondeförbundet Folkpartiet            | Tre dagar i veckan                                                                          | Före detta Skeninge-Bladet |
| Östgötaciceronen                        | 1912–1914                               | Norrköping                                | Norrköping                                        | Norrköping                                              | Opolitisk                             | En dag i veckan                                                                             | |
| Östgöta Correspondenten                 | 1838–                                   | Linköping Södra och Västra Östergötland   | Linköping                                         | Linköping                                               | Oberoende borgerlig                   | Två dagar i veckan i starten, sedan 1892 sex dagar i veckan                                 | Corren Söndag |
| Östgötafolket                           | 1918–1924                               | Östergötland                              | Linköping                                         | Linköping Stockholm Norrköping                          | Vänstersocialistisk Kommunistisk      | 1923 sex dagar i veckan, övrigt en dag i veckan, lördagar                                   | Två editioner 1923, en sexdagars och en veckoupplaga                                                                           |
| Östgötha Gazetten                       | 1854                                    | Östergötland                              | Linköping Norrköping                              | Linköping Norrköping                                    | ?                                     | En dag i veckan                                                                             | |
| Östgötakuriren                          | 1883–1901                               | Vadstena Västra Östergötland              | Vadstena                                          | Vadstena                                                | ?                                     | Tre dagar i veckan                                                                          | |
| Östgötakuriren                          | 1932–1933                               | Östergötland                              | Skeninge Vadstena                                 | Vadstena                                                | Frisinnad                             | Fyra dagar i veckan, sedan tre dagar i veckan                                               | Edition till Vadstena Läns Tidning 1932–1933, Östgötakuriren 1949-1972. Var ingen dagstidning, utan ett organ för Folkpartiet. |
| Östgötapatrioten                        | 1844–1845                               | Norrköping                                | Norrköping                                        | Norrköping                                              | ?                                     | Två dagar i veckan, sedan en dag i veckan, lördagar                                         | |
| Östgötaposten                           | 1891–1917                               | Östergötland                              | Linköping                                         | Linköping                                               | Konservativ                           | En dag i veckan, fredagar (först lördagar)                                                  | Edition till Östgöta Correspondenten Efterföljare till Östergötlands Veckoblad                                                 |
| Östgötatidningen                        | 1936–1944                               | Östergötland                              | Linköping                                         | Linköping                                               | Folkpartiet                           | Sex dagar i veckan                                                                          | Postupplaga |
| Östgötatidningen                        | 2007–                                   | Östergötland                              | Mjölby                                            | Linköping Malmö Linköping                               | Opolitisk                             | En dag i veckan, onsdagar                                                                   | Editioner Mjölby, Vadstena, Motala och Linköping                                                                               |
| ÖstgöthaTidning                         | 1833                                    | Linköping                                 | Linköping                                         | Linköping                                               | ?                                     | Två dagar i veckan, onsdagar och lördagar                                                   | |
| Östgöten                                | 1874–1966                               |                                           | Linköping                                         | Linköping                                               | Liberal, efter 1935 socialdemokratisk | Sex dagar i veckan                                                                          | |
| Östgöten                                | 1981–1997                               | Linköping med omnejd                      | Linköping                                         | Norrköping                                              | Socialdemokratisk                     | Sex dagar i veckan                                                                          | 1997 edition till Folkbladet i Norrköping                                                                                      |
| Östhammars Nyheter                      | 1996–2016                               | Östhammar                                 | Östhammar                                         | Enköping Norrtälje Uppsala Södertälje Örebro Landvetter | Oberoende                             | En dag i veckan, torsdagar                                                                  | |
| Östhammars Tidning                      | 1896–1966                               | Östhammar Nordöstra Uppland               | Östhammar                                         | Östhammar Uppsala                                       | Oberoende Moderat 1966 Liberal        | Inledningsvis en dag i veckan, sedan två och tre, slutligen fyra dagar i veckan sista åren. | 1896–1906 en edition omärkt |
| Östkusten                               | 1904–1906                               | Roslagen                                  | Norrtälje                                         | Norrtälje                                               | Frisinnad                             | Två dagar i veckan, onsdagar och lördagar                                                   | |
| Östran                                  | 1928–2004                               | Kalmar län                                | Kalmar                                            | Kalmar                                                  | Socialdemokratisk                     | Sex dagar i veckan                                                                          | Edition Oskarshamnsnyheterna                                                                                                   |
| Östra Småland och Nyheterna             | 2014–2019                               | Kalmar län                                | Kalmar                                            | Kalmar Oskarshamn                                       | Socialdemokratisk                     | Sex dagar i veckan som papperstidning                                                       | Edition Nyheterna |
| Östran                                  | 2005–2014                               | Kalmar län                                | Kalmar                                            | Kalmar                                                  | Socialdemokratisk                     | Sex dagar i veckan                                                                          | Titel för Östra Småland angina år                                                                                              |
| Östra Stan                              | 1962–1970                               | Göteborg                                  | Göteborg                                          | Lund Göteborg                                           | Opolitisk                             | En dag i veckan, torsdagar                                                                  | Edition till Västkusttidningen                                                                                                 |
| Östra Sverige                           | 1957–1962 1965–1973                     | Uppland Södertörn Gästrikland             | Stockholm                                         | Örebro Stockholm                                        | Centerpartiet                         | En dag i veckan                                                                             | Tidskrift 1965–1973 |
| Östra Sörmland                          | 1991–1991                               | Östra Sörmland Nyköping Trosa             | Nyköping                                          | Stockholm Motala                                        | Oberoende moderat Socialdemokratisk   | En dag i veckan, söndagar                                                                   | |
| Östra Vestmanland                       | 1888–1906                               | Sala med omnejd                           | Sala                                              | Sala Västerås                                           | Konservativ                           | Två dagar i veckan                                                                          | |
| Östra Värmlands Nyheter                 | 1922–1927                               | Östra Värmland                            | Filipstad                                         | Filipstad Karlstad                                      | Radikal                               | Tre dagar i veckan                                                                          | Stadsupplaga Postupplaga |
| Övre Dalarnes Tidning                   | 1917–1920                               | Dalarna                                   | Mora Borlänge                                     | Bollnäs Borlänge                                        | Vänstersocialdemokratisk              | Två dagar i veckan, sedan tredagars                                                         | |

## Svenskspråkiga dagstidningar i Finland
- Borgåbladet (Borgå)
- Hufvudstadsbladet (Helsingfors)
- Jakobstads Tidning (Jakobstad), fr.o.m. 2008 Österbottens tidning
- Nya Åland (Mariehamn)
- Syd-Österbotten (Närpes)
- Vasabladet (Vasa)
- Västra Nyland (Raseborg)
- Åbo Underrättelser (Åbo)
- Ålandstidningen (Mariehamn)
- Österbottningen (Karleby), fr.o.m. 2008 Österbottens tidning
- Österbottens tidning (Jakobstad, Karleby, Kronoby, Larsmo, Nykarleby och Pedersöre)
- Östra Nyland (Lovisa)

## Finskspråkiga dagstidningar i Sverige
- Revontulet (1923-1924, kommunistisk på finska Gällivare)
- Ruotsin Suomalainen
- Finn Sanomat
- Ruotsin Sanomat
- Suomen Uutisviikko